# Lijst van amfibieën (wetenschappelijk)
Onderstaand een lijst van wetenschappelijke namen van de in de literatuur 8431 beschreven amfibieën (AmphibiaWeb, stand 1 februari 2022). Zie voor de Nederlandse namen (voor zover beschikbaar) de lijst van amfibieën.

## A
- Abavorana decorata
- Abavorana luctuosa
- Abavorana nazgul
- Acanthixalus sonjae
- Acanthixalus spinosus
- Acris blanchardi
- Acris crepitans
- Acris gryllus
- Adelastes hylonomos
- Adelophryne adiastola
- Adelophryne amapaensis
- Adelophryne baturitensis
- Adelophryne glandulata
- Adelophryne gutturosa
- Adelophryne maranguapensis
- Adelophryne meridionalis
- Adelophryne michelin
- Adelophryne mucronatus
- Adelophryne nordestina
- Adelophryne pachydactyla
- Adelophryne patamona
- Adelotus brevis
- Adelphobates castaneoticus
- Adelphobates galactonotus
- Adelphobates quinquevittatus
- Adenomera ajurauna
- Adenomera andreae
- Adenomera araucaria
- Adenomera bokermanni
- Adenomera chicomendesi
- Adenomera coca
- Adenomera cotuba
- Adenomera diptyx
- Adenomera engelsi
- Adenomera glauciae
- Adenomera guarayo
- Adenomera heyeri
- Adenomera hylaedactyla
- Adenomera juikitam
- Adenomera kweti
- Adenomera lutzi
- Adenomera marmorata
- Adenomera martinezi
- Adenomera nana
- Adenomera saci
- Adenomera simonstuarti
- Adenomera thomei
- Adenomus kandianus
- Adenomus kelaartii
- Afrixalus aureus
- Afrixalus clarkei
- Afrixalus delicatus
- Afrixalus dorsalis
- Afrixalus dorsimaculatus
- Afrixalus enseticola
- Afrixalus equatorialis
- Afrixalus fornasini
- Afrixalus fulvovittatus
- Afrixalus knysnae
- Afrixalus lacteus
- Afrixalus laevis
- Afrixalus leucostictus
- Afrixalus lindholmi
- Afrixalus morerei
- Afrixalus nigeriensis
- Afrixalus orophilus
- Afrixalus osorioi
- Afrixalus paradorsalis
- Afrixalus quadrivittatus
- Afrixalus schneideri
- Afrixalus septentrionalis
- Afrixalus spinifrons
- Afrixalus stuhlmanni
- Afrixalus sylvaticus
- Afrixalus uluguruensis
- Afrixalus upembae
- Afrixalus vibekensis
- Afrixalus vittiger
- Afrixalus weidholzi
- Afrixalus wittei
- Agalychnis annae
- Agalychnis buckleyi
- Agalychnis callidryas
- Agalychnis dacnicolor
- Agalychnis danieli
- Agalychnis hulli
- Agalychnis lemur
- Agalychnis medinae
- Agalychnis moreletii
- Agalychnis psilopygion
- Agalychnis saltator
- Agalychnis spurrelli
- Agalychnis taylori
- Agalychnis terranova
- Aglyptodactylus australis
- Aglyptodactylus chorus
- Aglyptodactylus inguinalis
- Aglyptodactylus laticeps
- Aglyptodactylus madagascariensis
- Aglyptodactylus securifer
- Alcalus baluensis
- Alcalus mariae
- Alcalus rajae
- Alcalus sariba
- Alcalus tasanae
- Alexteroon hypsiphonus
- Alexteroon jynx
- Alexteroon obstetricans
- Allobates alessandroi
- Allobates algorei
- Allobates amissibilis
- Allobates bacurau
- Allobates bromelicola
- Allobates brunneus
- Allobates caeruleodactylus
- Allobates caribe
- Allobates cepedai
- Allobates chalcopis
- Allobates conspicuus
- Allobates crombiei
- Allobates femoralis
- Allobates flaviventris
- Allobates fratisenescus
- Allobates fuscellus
- Allobates gasconi
- Allobates goianus
- Allobates granti
- Allobates grillicantus
- Allobates grillisimilis
- Allobates hodli
- Allobates humilis
- Allobates ignotus
- Allobates insperatus
- Allobates juami
- Allobates juanii
- Allobates kingsburyi
- Allobates magnussoni
- Allobates mandelorum
- Allobates marchesianus
- Allobates masniger
- Allobates mcdiarmidi
- Allobates melanolaemus
- Allobates myersi
- Allobates nidicola
- Allobates niputidea
- Allobates nunciatus
- Allobates olfersioides
- Allobates ornatus
- Allobates pacaas
- Allobates paleovarzensis
- Allobates picachos
- Allobates pittieri
- Allobates ranoides
- Allobates sanmartini
- Allobates sieggreenae
- Allobates subfolionidificans
- Allobates sumtuosus
- Allobates talamancae
- Allobates tapajos
- Allobates tinae
- Allobates trilineatus
- Allobates undulatus
- Allobates vanzolinius
- Allobates velocicantus
- Allobates wayuu
- Allobates zaparo
- Allopaa barmoachensis
- Allopaa hazarensis
- Allophryne relicta
- Allophryne resplendens
- Allophryne ruthveni
- Alsodes australis
- Alsodes barrioi
- Alsodes cantillanensis
- Alsodes coppingeri
- Alsodes gargola
- Alsodes hugoi
- Alsodes igneus
- Alsodes kaweshkari
- Alsodes montanus
- Alsodes monticola
- Alsodes neuquensis
- Alsodes nodosus
- Alsodes norae
- Alsodes pehuenche
- Alsodes tumultuosus
- Alsodes valdiviensis
- Alsodes vanzolinii
- Alsodes verrucosus
- Alsodes vittatus
- Altiphrynoides malcolmi
- Altiphrynoides osgoodi
- Alytes almogavarii
- Alytes cisternasii
- Alytes dickhilleni
- Alytes maurus
- Alytes muletensis
- Alytes obstetricans
- Amazophrynella amazonicola
- Amazophrynella bilinguis
- Amazophrynella bokermanni
- Amazophrynella gardai
- Amazophrynella javierbustamantei
- Amazophrynella manaos
- Amazophrynella matses
- Amazophrynella minuta
- Amazophrynella moisesii
- Amazophrynella siona
- Amazophrynella teko
- Amazophrynella vote
- Amazophrynella xinguensis
- Amazops amazops
- Ambystoma altamirani
- Ambystoma amblycephalum
- Ambystoma andersoni
- Ambystoma annulatum
- Ambystoma barbouri
- Ambystoma bishopi
- Ambystoma bombypellum
- Ambystoma californiense
- Ambystoma cingulatum
- Ambystoma dumerilii
- Ambystoma flavipiperatum
- Ambystoma gracile
- Ambystoma granulosum
- Ambystoma jeffersonianum
- Ambystoma laterale
- Ambystoma leorae
- Ambystoma lermaense
- Ambystoma mabeei
- Ambystoma macrodactylum
- Ambystoma maculatum
- Ambystoma mavortium
- Ambystoma mexicanum
- Ambystoma opacum
- Ambystoma ordinarium
- Ambystoma rivulare
- Ambystoma rosaceum
- Ambystoma silvense
- Ambystoma talpoideum
- Ambystoma taylori
- Ambystoma texanum
- Ambystoma tigrinum
- Ambystoma velasci
- Ameerega altamazonica
- Ameerega andina
- Ameerega bassleri
- Ameerega berohoka
- Ameerega bilinguis
- Ameerega boehmei
- Ameerega boliviana
- Ameerega braccata
- Ameerega cainarachi
- Ameerega erythromos
- Ameerega flavopicta
- Ameerega hahneli
- Ameerega ignipedis
- Ameerega imasmari
- Ameerega ingeri
- Ameerega labialis
- Ameerega macero
- Ameerega maculata
- Ameerega munduruku
- Ameerega panguana
- Ameerega parvula
- Ameerega pepperi
- Ameerega peruviridis
- Ameerega petersi
- Ameerega picta
- Ameerega planipaleae
- Ameerega pongoensis
- Ameerega pulchripecta
- Ameerega rubriventris
- Ameerega shihuemoy
- Ameerega silverstonei
- Ameerega simulans
- Ameerega trivittata
- Ameerega yoshina
- Ameerega yungicola
- Amietia angolensis
- Amietia chapini
- Amietia delalandii
- Amietia desaegeri
- Amietia fuscigula
- Amietia hymenopus
- Amietia inyangae
- Amietia johnstoni
- Amietia moyerorum
- Amietia nutti
- Amietia poyntoni
- Amietia ruwenzorica
- Amietia tenuoplicata
- Amietia vandijki
- Amietia vertebralis
- Amietia wittei
- Amnirana albolabris
- Amnirana amnicola
- Amnirana asperrima
- Amnirana darlingi
- Amnirana fonensis
- Amnirana galamensis
- Amnirana lemairei
- Amnirana lepus
- Amnirana longipes
- Amnirana occidentalis
- Amnirana parkeriana
- Amolops adicola
- Amolops afghanus
- Amolops akhaorum
- Amolops albispinus
- Amolops aniqiaoensis
- Amolops archotaphus
- Amolops assamensis
- Amolops australis
- Amolops beibengensis
- Amolops bellulus
- Amolops caelumnoctis
- Amolops chakrataensis
- Amolops chaochin
- Amolops chayuensis
- Amolops chunganensis
- Amolops compotrix
- Amolops cremnobatus
- Amolops cucae
- Amolops daiyunensis
- Amolops daorum
- Amolops deng
- Amolops formosus
- Amolops gerbillus
- Amolops gerutu
- Amolops granulosus
- Amolops gyirongensis
- Amolops hainanensis
- Amolops himalayanus
- Amolops hongkongensis
- Amolops indoburmanensis
- Amolops iriodes
- Amolops jaunsari
- Amolops jinjiangensis
- Amolops kaulbacki
- Amolops kohimaensis
- Amolops larutensis
- Amolops lifanensis
- Amolops loloensis
- Amolops longimanus
- Amolops mahabharatensis
- Amolops mantzorum
- Amolops marmoratus
- Amolops medogensis
- Amolops mengdingensis
- Amolops mengyangensis
- Amolops minutus
- Amolops monticola
- Amolops nepalicus
- Amolops nidorbellus
- Amolops nyingchiensis
- Amolops ottorum
- Amolops pallasitatus
- Amolops panhai
- Amolops putaoensis
- Amolops ricketti
- Amolops shuichengicus
- Amolops sinensis
- Amolops spinapectoralis
- Amolops splendissimus
- Amolops teochew
- Amolops torrentis
- Amolops tuanjieensis
- Amolops tuberodepressus
- Amolops viridimaculatus
- Amolops vitreus
- Amolops wangyufani
- Amolops wenshanensis
- Amolops wuyiensis
- Amolops xinduqiao
- Amolops yarlungzangbo
- Amolops yatseni
- Amolops yunkaiensis
- Amphiuma means
- Amphiuma pholeter
- Amphiuma tridactylum
- Anaxyrus americanus
- Anaxyrus baxteri
- Anaxyrus boreas
- Anaxyrus californicus
- Anaxyrus canorus
- Anaxyrus cognatus
- Anaxyrus compactilis
- Anaxyrus debilis
- Anaxyrus exsul
- Anaxyrus fowleri
- Anaxyrus hemiophrys
- Anaxyrus houstonensis
- Anaxyrus kelloggi
- Anaxyrus mexicanus
- Anaxyrus microscaphus
- Anaxyrus monfontanus
- Anaxyrus nelsoni
- Anaxyrus nevadensis
- Anaxyrus punctatus
- Anaxyrus quercicus
- Anaxyrus retiformis
- Anaxyrus speciosus
- Anaxyrus terrestris
- Anaxyrus williamsi
- Anaxyrus woodhousii
- Andinobates abditus
- Andinobates altobueyensis
- Andinobates bombetes
- Andinobates cassidyhornae
- Andinobates claudiae
- Andinobates daleswansoni
- Andinobates dorisswansonae
- Andinobates fulguritus
- Andinobates geminisae
- Andinobates minutus
- Andinobates opisthomelas
- Andinobates supata
- Andinobates tolimensis
- Andinobates victimatus
- Andinobates viridis
- Andinobates virolinensis
- Andrias davidianus
- Andrias japonicus
- Andrias sligoi
- Aneides aeneus
- Aneides caryaensis
- Aneides ferreus
- Aneides flavipunctatus
- Aneides hardii
- Aneides iecanus
- Aneides klamathensis
- Aneides lugubris
- Aneides niger
- Aneides vagrans
- Anhydrophryne hewitti
- Anhydrophryne ngongoniensis
- Anhydrophryne rattrayi
- Anilany helenae
- Anodonthyla boulengerii
- Anodonthyla emilei
- Anodonthyla eximia
- Anodonthyla hutchisoni
- Anodonthyla jeanbai
- Anodonthyla montana
- Anodonthyla moramora
- Anodonthyla nigrigularis
- Anodonthyla pollicaris
- Anodonthyla rouxae
- Anodonthyla theoi
- Anodonthyla vallani
- Anomaloglossus apiau
- Anomaloglossus ayarzaguenai
- Anomaloglossus baeobatrachus
- Anomaloglossus beebei
- Anomaloglossus blanci
- Anomaloglossus breweri
- Anomaloglossus degranvillei
- Anomaloglossus dewynteri
- Anomaloglossus guanayensis
- Anomaloglossus kaiei
- Anomaloglossus leopardus
- Anomaloglossus meansi
- Anomaloglossus mitaraka
- Anomaloglossus moffetti
- Anomaloglossus murisipanensis
- Anomaloglossus parimae
- Anomaloglossus parkerae
- Anomaloglossus praderioi
- Anomaloglossus roraima
- Anomaloglossus rufulus
- Anomaloglossus saramaka
- Anomaloglossus shrevei
- Anomaloglossus stepheni
- Anomaloglossus surinamensis
- Anomaloglossus tamacuarensis
- Anomaloglossus tepequem
- Anomaloglossus tepuyensis
- Anomaloglossus triunfo
- Anomaloglossus vacheri
- Anomaloglossus verbeeksnyderorum
- Anomaloglossus wothuja
- Ansonia albomaculata
- Ansonia echinata
- Ansonia endauensis
- Ansonia fuliginea
- Ansonia glandulosa
- Ansonia guibei
- Ansonia hanitschi
- Ansonia inthanon
- Ansonia jeetsukumarani
- Ansonia kanak
- Ansonia karen
- Ansonia kelabitensis
- Ansonia khaochangensis
- Ansonia kraensis
- Ansonia kyaiktiyoensis
- Ansonia latidisca
- Ansonia latiffi
- Ansonia latirostra
- Ansonia leptopus
- Ansonia longidigita
- Ansonia lumut
- Ansonia malayana
- Ansonia mcgregori
- Ansonia minuta
- Ansonia muelleri
- Ansonia penangensis
- Ansonia phuketensis
- Ansonia pilokensis
- Ansonia platysoma
- Ansonia siamensis
- Ansonia smeagol
- Ansonia spinulifer
- Ansonia teneritas
- Ansonia thinthinae
- Ansonia tiomanica
- Ansonia torrentis
- Ansonia vidua
- Aparasphenodon arapapa
- Aparasphenodon bokermanni
- Aparasphenodon brunoi
- Aparasphenodon pomba
- Aparasphenodon venezolanus
- Aphantophryne minuta
- Aphantophryne pansa
- Aphantophryne sabini
- Aplastodiscus albofrenatus
- Aplastodiscus albosignatus
- Aplastodiscus arildae
- Aplastodiscus cavicola
- Aplastodiscus cochranae
- Aplastodiscus ehrhardti
- Aplastodiscus eugenioi
- Aplastodiscus flumineus
- Aplastodiscus heterophonicus
- Aplastodiscus ibirapitanga
- Aplastodiscus leucopygius
- Aplastodiscus lutzorum
- Aplastodiscus musicus
- Aplastodiscus perviridis
- Aplastodiscus sibilatus
- Aplastodiscus weygoldti
- Aquiloeurycea cafetalera
- Aquiloeurycea cephalica
- Aquiloeurycea galeanae
- Aquiloeurycea praecellens
- Aquiloeurycea quetzalanensis
- Aquiloeurycea scandens
- Arcovomer passarellii
- Arenophryne rotunda
- Arenophryne xiphorhyncha
- Argenteohyla siemersi
- Arlequinus krebsi
- Aromobates alboguttatus
- Aromobates cannatellai
- Aromobates capurinensis
- Aromobates duranti
- Aromobates ericksonae
- Aromobates haydeeae
- Aromobates inflexus
- Aromobates leopardalis
- Aromobates mayorgai
- Aromobates meridensis
- Aromobates molinarii
- Aromobates nocturnus
- Aromobates ornatissimus
- Aromobates orostoma
- Aromobates saltuensis
- Aromobates serranus
- Aromobates tokuko
- Aromobates walterarpi
- Aromobates zippeli
- Arthroleptella atermina
- Arthroleptella bicolor
- Arthroleptella draconella
- Arthroleptella drewesii
- Arthroleptella kogelbergensis
- Arthroleptella landdrosia
- Arthroleptella lightfooti
- Arthroleptella rugosa
- Arthroleptella subvoce
- Arthroleptella villiersi
- Arthroleptides dutoiti
- Arthroleptides martiensseni
- Arthroleptides yakusini
- Arthroleptis adelphus
- Arthroleptis adolfifriederici
- Arthroleptis affinis
- Arthroleptis anotis
- Arthroleptis aureoli
- Arthroleptis bioko
- Arthroleptis bivittatus
- Arthroleptis brevipes
- Arthroleptis carquejai
- Arthroleptis crusculum
- Arthroleptis discodactylus
- Arthroleptis fichika
- Arthroleptis formosus
- Arthroleptis francei
- Arthroleptis hematogaster
- Arthroleptis kidogo
- Arthroleptis krokosua
- Arthroleptis kutogundua
- Arthroleptis lameerei
- Arthroleptis langeri
- Arthroleptis lonnbergi
- Arthroleptis loveridgei
- Arthroleptis mossoensis
- Arthroleptis nguruensis
- Arthroleptis nikeae
- Arthroleptis nimbaensis
- Arthroleptis nlonakoensis
- Arthroleptis palava
- Arthroleptis perreti
- Arthroleptis phrynoides
- Arthroleptis poecilonotus
- Arthroleptis pyrrhoscelis
- Arthroleptis reichei
- Arthroleptis schubotzi
- Arthroleptis spinalis
- Arthroleptis stenodactylus
- Arthroleptis stridens
- Arthroleptis sylvaticus
- Arthroleptis taeniatus
- Arthroleptis tanneri
- Arthroleptis troglodytes
- Arthroleptis tuberosus
- Arthroleptis variabilis
- Arthroleptis vercammeni
- Arthroleptis wageri
- Arthroleptis wahlbergii
- Arthroleptis xenochirus
- Arthroleptis xenodactyloides
- Arthroleptis xenodactylus
- Arthroleptis zimmeri
- Ascaphus montanus
- Ascaphus truei
- Assa darlingtoni
- Assa wollumbin
- Asterophrys eurydactylus
- Asterophrys foja
- Asterophrys leucopus
- Asterophrys marani
- Asterophrys pullifer
- Asterophrys slateri
- Asterophrys turpicola
- Astrobatrachus kurichiyana
- Astylosternus batesi
- Astylosternus diadematus
- Astylosternus fallax
- Astylosternus laticephalus
- Astylosternus laurenti
- Astylosternus montanus
- Astylosternus nganhanus
- Astylosternus occidentalis
- Astylosternus perreti
- Astylosternus ranoides
- Astylosternus rheophilus
- Astylosternus schioetzi
- Atelognathus jeinimenensis
- Atelognathus nitoi
- Atelognathus patagonicus
- Atelognathus praebasalticus
- Atelognathus reverberii
- Atelognathus solitarius
- Atelopus andinus
- Atelopus angelito
- Atelopus ardila
- Atelopus arsyecue
- Atelopus arthuri
- Atelopus balios
- Atelopus barbotini
- Atelopus bomolochos
- Atelopus boulengeri
- Atelopus carauta
- Atelopus carbonerensis
- Atelopus carrikeri
- Atelopus certus
- Atelopus chiriquiensis
- Atelopus chirripoensis
- Atelopus chocoensis
- Atelopus chrysocorallus
- Atelopus coynei
- Atelopus cruciger
- Atelopus dimorphus
- Atelopus ebenoides
- Atelopus elegans
- Atelopus epikeisthos
- Atelopus erythropus
- Atelopus eusebianus
- Atelopus eusebiodiazi
- Atelopus exiguus
- Atelopus famelicus
- Atelopus farci
- Atelopus flavescens
- Atelopus franciscus
- Atelopus fronterizo
- Atelopus galactogaster
- Atelopus gigas
- Atelopus glyphus
- Atelopus guanujo
- Atelopus guitarraensis
- Atelopus halihelos
- Atelopus hoogmoedi
- Atelopus ignescens
- Atelopus laetissimus
- Atelopus limosus
- Atelopus loettersi
- Atelopus longibrachius
- Atelopus longirostris
- Atelopus lozanoi
- Atelopus lynchi
- Atelopus manauensis
- Atelopus mandingues
- Atelopus marinkellei
- Atelopus mindoensis
- Atelopus minutulus
- Atelopus mittermeieri
- Atelopus monohernandezii
- Atelopus moropukaqumir
- Atelopus mucubajiensis
- Atelopus muisca
- Atelopus nahumae
- Atelopus nanay
- Atelopus nepiozomus
- Atelopus nicefori
- Atelopus nocturnus
- Atelopus onorei
- Atelopus orcesi
- Atelopus oxapampae
- Atelopus oxyrhynchus
- Atelopus pachydermus
- Atelopus palmatus
- Atelopus pastuso
- Atelopus patazensis
- Atelopus pedimarmoratus
- Atelopus peruensis
- Atelopus petersi
- Atelopus petriruizi
- Atelopus pictiventris
- Atelopus pinangoi
- Atelopus planispina
- Atelopus podocarpus
- Atelopus pulcher
- Atelopus pyrodactylus
- Atelopus quimbaya
- Atelopus reticulatus
- Atelopus sanjosei
- Atelopus seminiferus
- Atelopus senex
- Atelopus sernai
- Atelopus simulatus
- Atelopus siranus
- Atelopus sonsonensis
- Atelopus sorianoi
- Atelopus spumarius
- Atelopus spurrelli
- Atelopus subornatus
- Atelopus tamaense
- Atelopus tricolor
- Atelopus varius
- Atelopus vermiculatus
- Atelopus vogli
- Atelopus walkeri
- Atelopus zeteki
- Atlantihyla melissa
- Atlantihyla panchoi
- Atlantihyla spinipollex
- Atopophrynus syntomopus
- Atretochoana eiselti
- Atympanophrys gigantica
- Atympanophrys nankiangensis
- Atympanophrys shapingensis
- Aubria masako
- Aubria occidentalis
- Aubria subsigillata
- Austrochaperina adamantina
- Austrochaperina adelphe
- Austrochaperina alexanderi
- Austrochaperina aquilonia
- Austrochaperina archboldi
- Austrochaperina basipalmata
- Austrochaperina beehleri
- Austrochaperina blumi
- Austrochaperina brachypus
- Austrochaperina brevipes
- Austrochaperina derongo
- Austrochaperina fryi
- Austrochaperina fulva
- Austrochaperina gracilipes
- Austrochaperina guttata
- Austrochaperina hooglandi
- Austrochaperina kosarek
- Austrochaperina laurae
- Austrochaperina macrorhyncha
- Austrochaperina mehelyi
- Austrochaperina minutissima
- Austrochaperina novaebritanniae
- Austrochaperina palmipes
- Austrochaperina parkeri
- Austrochaperina pluvialis
- Austrochaperina polysticta
- Austrochaperina rivularis
- Austrochaperina robusta
- Austrochaperina septentrionalis
- Austrochaperina yelaensis

## B
- Babina holsti
- Babina subaspera
- Bahius bilineatus
- Balebreviceps hillmani
- Barbarophryne brongersmai
- Barbourula busuangensis
- Barbourula kalimantanensis
- Barycholos pulcher
- Barycholos ternetzi
- Barygenys apodasta
- Barygenys atra
- Barygenys cheesmanae
- Barygenys exsul
- Barygenys flavigularis
- Barygenys maculata
- Barygenys nana
- Barygenys parvula
- Barygenys resima
- Batrachoseps altasierrae
- Batrachoseps aridus
- Batrachoseps attenuatus
- Batrachoseps bramei
- Batrachoseps campi
- Batrachoseps diabolicus
- Batrachoseps gabrieli
- Batrachoseps gavilanensis
- Batrachoseps gregarius
- Batrachoseps incognitus
- Batrachoseps kawia
- Batrachoseps luciae
- Batrachoseps major
- Batrachoseps minor
- Batrachoseps nigriventris
- Batrachoseps pacificus
- Batrachoseps regius
- Batrachoseps relictus
- Batrachoseps robustus
- Batrachoseps simatus
- Batrachoseps stebbinsi
- Batrachoseps wakei
- Batrachoseps wrighti
- Batrachuperus daochengensis
- Batrachuperus karlschmidti
- Batrachuperus londongensis
- Batrachuperus pinchonii
- Batrachuperus taibaiensis
- Batrachuperus tibetanus
- Batrachuperus yenyuanensis
- Batrachyla antartandica
- Batrachyla fitzroya
- Batrachyla leptopus
- Batrachyla nibaldoi
- Batrachyla taeniata
- Beddomixalus bijui
- Beduka koynayensis
- Beduka tigerina
- Blommersia angolafa
- Blommersia blommersae
- Blommersia dejongi
- Blommersia domerguei
- Blommersia galani
- Blommersia grandisonae
- Blommersia kely
- Blommersia nataliae
- Blommersia sarotra
- Blommersia transmarina
- Blommersia variabilis
- Blommersia wittei
- Blythophryne beryet
- Boana aguilari
- Boana albomarginata
- Boana albonigra
- Boana albopunctata
- Boana alemani
- Boana alfaroi
- Boana almendarizae
- Boana appendiculata
- Boana atlantica
- Boana balzani
- Boana bandeirantes
- Boana beckeri
- Boana benitezi
- Boana bischoffi
- Boana boans
- Boana botumirim
- Boana buriti
- Boana caiapo
- Boana caingua
- Boana caipora
- Boana calcarata
- Boana callipleura
- Boana cambui
- Boana cinerascens
- Boana cipoensis
- Boana cordobae
- Boana courtoisae
- Boana crepitans
- Boana curupi
- Boana cymbalum
- Boana dentei
- Boana diabolica
- Boana ericae
- Boana eucharis
- Boana exastis
- Boana faber
- Boana fasciata
- Boana freicanecae
- Boana geographica
- Boana gladiator
- Boana goiana
- Boana gracilis
- Boana guentheri
- Boana heilprini
- Boana hobbsi
- Boana hutchinsi
- Boana hypselops
- Boana icamiaba
- Boana jaguariaivensis
- Boana jimenezi
- Boana joaquini
- Boana lanciformis
- Boana latistriata
- Boana lemai
- Boana leptolineata
- Boana leucocheila
- Boana lundii
- Boana maculateralis
- Boana marginata
- Boana marianitae
- Boana melanopleura
- Boana microderma
- Boana multifasciata
- Boana nigra
- Boana nympha
- Boana ornatissima
- Boana palaestes
- Boana paranaiba
- Boana pardalis
- Boana pellucens
- Boana phaeopleura
- Boana picturata
- Boana platanera
- Boana poaju
- Boana polytaenia
- Boana pombali
- Boana prasina
- Boana pugnax
- Boana pulchella
- Boana pulidoi
- Boana punctata
- Boana raniceps
- Boana rhythmica
- Boana riojana
- Boana roraima
- Boana rosenbergi
- Boana rubracyla
- Boana rufitela
- Boana secedens
- Boana semiguttata
- Boana semilineata
- Boana sibleszi
- Boana steinbachi
- Boana stellae
- Boana stenocephala
- Boana tepuiana
- Boana tetete
- Boana ventrimaculata
- Boana wavrini
- Boana xerophylla
- Boehmantis microtympanum
- Bokermannohyla ahenea
- Bokermannohyla alvarengai
- Bokermannohyla astartea
- Bokermannohyla capra
- Bokermannohyla caramaschii
- Bokermannohyla carvalhoi
- Bokermannohyla circumdata
- Bokermannohyla claresignata
- Bokermannohyla clepsydra
- Bokermannohyla diamantina
- Bokermannohyla flavopicta
- Bokermannohyla gouveai
- Bokermannohyla hylax
- Bokermannohyla ibitiguara
- Bokermannohyla ibitipoca
- Bokermannohyla itapoty
- Bokermannohyla izecksohni
- Bokermannohyla juiju
- Bokermannohyla langei
- Bokermannohyla lucianae
- Bokermannohyla luctuosa
- Bokermannohyla martinsi
- Bokermannohyla nanuzae
- Bokermannohyla napolii
- Bokermannohyla oxente
- Bokermannohyla pseudopseudis
- Bokermannohyla ravida
- Bokermannohyla sagarana
- Bokermannohyla sapiranga
- Bokermannohyla saxicola
- Bokermannohyla sazimai
- Bokermannohyla vulcaniae
- Bolitoglossa adspersa
- Bolitoglossa alberchi
- Bolitoglossa altamazonica
- Bolitoglossa alvaradoi
- Bolitoglossa anthracina
- Bolitoglossa aurae
- Bolitoglossa aureogularis
- Bolitoglossa awajun
- Bolitoglossa biseriata
- Bolitoglossa borburata
- Bolitoglossa bramei
- Bolitoglossa caldwellae
- Bolitoglossa capitana
- Bolitoglossa carri
- Bolitoglossa cataguana
- Bolitoglossa celaque
- Bolitoglossa centenorum
- Bolitoglossa cerroensis
- Bolitoglossa chica
- Bolitoglossa chinanteca
- Bolitoglossa chucantiensis
- Bolitoglossa coaxtlahuacana
- Bolitoglossa colonnea
- Bolitoglossa compacta
- Bolitoglossa conanti
- Bolitoglossa copia
- Bolitoglossa copinhorum
- Bolitoglossa cuchumatana
- Bolitoglossa cuna
- Bolitoglossa daryorum
- Bolitoglossa decora
- Bolitoglossa diaphora
- Bolitoglossa digitigrada
- Bolitoglossa diminuta
- Bolitoglossa dofleini
- Bolitoglossa dunni
- Bolitoglossa engelhardti
- Bolitoglossa epimela
- Bolitoglossa equatoriana
- Bolitoglossa eremia
- Bolitoglossa flavimembris
- Bolitoglossa flaviventris
- Bolitoglossa franklini
- Bolitoglossa gomezi
- Bolitoglossa gracilis
- Bolitoglossa guaneae
- Bolitoglossa guaramacalensis
- Bolitoglossa hartwegi
- Bolitoglossa heiroreias
- Bolitoglossa helmrichi
- Bolitoglossa hermosa
- Bolitoglossa hiemalis
- Bolitoglossa huehuetenanguensis
- Bolitoglossa hypacra
- Bolitoglossa indio
- Bolitoglossa insularis
- Bolitoglossa jacksoni
- Bolitoglossa jugivagans
- Bolitoglossa kamuk
- Bolitoglossa kaqchikelorum
- Bolitoglossa la
- Bolitoglossa leandrae
- Bolitoglossa lignicolor
- Bolitoglossa lincolni
- Bolitoglossa longissima
- Bolitoglossa lozanoi
- Bolitoglossa macrinii
- Bolitoglossa madeira
- Bolitoglossa magnifica
- Bolitoglossa marmorea
- Bolitoglossa medemi
- Bolitoglossa meliana
- Bolitoglossa mexicana
- Bolitoglossa minutula
- Bolitoglossa mombachoensis
- Bolitoglossa morio
- Bolitoglossa mucuyensis
- Bolitoglossa mulleri
- Bolitoglossa nicefori
- Bolitoglossa nigrescens
- Bolitoglossa ninadormida
- Bolitoglossa nussbaumi
- Bolitoglossa nympha
- Bolitoglossa oaxacensis
- Bolitoglossa obscura
- Bolitoglossa occidentalis
- Bolitoglossa odonnelli
- Bolitoglossa omniumsanctorum
- Bolitoglossa oresbia
- Bolitoglossa orestes
- Bolitoglossa pacaya
- Bolitoglossa palmata
- Bolitoglossa pandi
- Bolitoglossa paraensis
- Bolitoglossa peruviana
- Bolitoglossa pesrubra
- Bolitoglossa phalarosoma
- Bolitoglossa platydactyla
- Bolitoglossa porrasorum
- Bolitoglossa psephena
- Bolitoglossa pygmaea
- Bolitoglossa qeqom
- Bolitoglossa ramosi
- Bolitoglossa riletti
- Bolitoglossa robinsoni
- Bolitoglossa robusta
- Bolitoglossa rostrata
- Bolitoglossa rufescens
- Bolitoglossa salvinii
- Bolitoglossa savagei
- Bolitoglossa schizodactyla
- Bolitoglossa silverstonei
- Bolitoglossa sima
- Bolitoglossa sombra
- Bolitoglossa sooyorum
- Bolitoglossa splendida
- Bolitoglossa striatula
- Bolitoglossa stuarti
- Bolitoglossa subpalmata
- Bolitoglossa suchitanensis
- Bolitoglossa synoria
- Bolitoglossa tamaense
- Bolitoglossa tapajonica
- Bolitoglossa tatamae
- Bolitoglossa taylori
- Bolitoglossa tenebrosa
- Bolitoglossa tica
- Bolitoglossa tzultacaj
- Bolitoglossa vallecula
- Bolitoglossa veracrucis
- Bolitoglossa walkeri
- Bolitoglossa xibalba
- Bolitoglossa yariguiensis
- Bolitoglossa yucatana
- Bolitoglossa zacapensis
- Bolitoglossa zapoteca
- Bombina bombina
- Bombina fortinuptialis
- Bombina lichuanensis
- Bombina maxima
- Bombina microdeladigitora
- Bombina orientalis
- Bombina pachypus
- Bombina variegata
- Boophis albilabris
- Boophis albipunctatus
- Boophis andohahela
- Boophis andrangoloaka
- Boophis andreonei
- Boophis anjanaharibeensis
- Boophis ankarafensis
- Boophis ankaratra
- Boophis arcanus
- Boophis asquithi
- Boophis axelmeyeri
- Boophis baetkei
- Boophis blommersae
- Boophis boehmei
- Boophis boppa
- Boophis bottae
- Boophis brachychir
- Boophis burgeri
- Boophis calcaratus
- Boophis doulioti
- Boophis elenae
- Boophis englaenderi
- Boophis entingae
- Boophis erythrodactylus
- Boophis fayi
- Boophis feonnyala
- Boophis goudotii
- Boophis guibei
- Boophis haematopus
- Boophis haingana
- Boophis idae
- Boophis jaegeri
- Boophis laurenti
- Boophis liami
- Boophis lichenoides
- Boophis lilianae
- Boophis luciae
- Boophis luteus
- Boophis madagascariensis
- Boophis majori
- Boophis mandraka
- Boophis marojezensis
- Boophis masoala
- Boophis miadana
- Boophis microtympanum
- Boophis miniatus
- Boophis narinsi
- Boophis nauticus
- Boophis obscurus
- Boophis occidentalis
- Boophis opisthodon
- Boophis pauliani
- Boophis periegetes
- Boophis picturatus
- Boophis piperatus
- Boophis popi
- Boophis praedictus
- Boophis pyrrhus
- Boophis quasiboehmei
- Boophis rappiodes
- Boophis reticulatus
- Boophis rhodoscelis
- Boophis roseipalmatus
- Boophis rufioculis
- Boophis sambirano
- Boophis sandrae
- Boophis schuboeae
- Boophis septentrionalis
- Boophis sibilans
- Boophis solomaso
- Boophis spinophis
- Boophis tampoka
- Boophis tasymena
- Boophis tephraeomystax
- Boophis tsilomaro
- Boophis ulftunni
- Boophis viridis
- Boophis vittatus
- Boophis williamsi
- Boophis xerophilus
- Boulengerula boulengeri
- Boulengerula changamwensis
- Boulengerula denhardti
- Boulengerula fischeri
- Boulengerula niedeni
- Boulengerula spawlsi
- Boulengerula taitana
- Boulengerula uluguruensis
- Boulenophrys yaoshanensis
- Boulenophrys yingdeensis
- Boulenophrys yunkaiensis
- Brachycephalus actaeus
- Brachycephalus albolineatus
- Brachycephalus alipioi
- Brachycephalus atelopoide
- Brachycephalus auroguttatus
- Brachycephalus boticario
- Brachycephalus brunneus
- Brachycephalus bufonoides
- Brachycephalus coloratus
- Brachycephalus crispus
- Brachycephalus curupira
- Brachycephalus darkside
- Brachycephalus didactylus
- Brachycephalus ephippium
- Brachycephalus ferruginus
- Brachycephalus fuscolineatus
- Brachycephalus garbaenus
- Brachycephalus guarani
- Brachycephalus hermogenesi
- Brachycephalus ibitinga
- Brachycephalus izecksohni
- Brachycephalus leopardus
- Brachycephalus margaritatus
- Brachycephalus mariaeterezae
- Brachycephalus mirissimus
- Brachycephalus nodoterga
- Brachycephalus olivaceus
- Brachycephalus pernix
- Brachycephalus pitanga
- Brachycephalus pombali
- Brachycephalus pulex
- Brachycephalus puri
- Brachycephalus quiririensis
- Brachycephalus rotenbergae
- Brachycephalus sulfuratus
- Brachycephalus toby
- Brachycephalus tridactylus
- Brachycephalus verrucosus
- Brachycephalus vertebralis
- Brachytarsophrys carinense
- Brachytarsophrys chuannanensis
- Brachytarsophrys feae
- Brachytarsophrys intermedia
- Brachytarsophrys orientalis
- Brachytarsophrys platyparietus
- Brachytarsophrys popei
- Bradytriton silus
- Brasilotyphlus braziliensis
- Brasilotyphlus dubium
- Brasilotyphlus guarantanus
- Breviceps acutirostris
- Breviceps adspersus
- Breviceps bagginsi
- Breviceps branchi
- Breviceps carruthersi
- Breviceps fichus
- Breviceps fuscus
- Breviceps gibbosus
- Breviceps macrops
- Breviceps montanus
- Breviceps mossambicus
- Breviceps namaquensis
- Breviceps ombelanonga
- Breviceps passmorei
- Breviceps poweri
- Breviceps rosei
- Breviceps sopranus
- Breviceps sylvestris
- Breviceps verrucosus
- Bromeliohyla bromeliacia
- Bromeliohyla dendroscarta
- Bromeliohyla melacaena
- Bryophryne abramalagae
- Bryophryne bakersfield
- Bryophryne bustamantei
- Bryophryne cophites
- Bryophryne hanssaueri
- Bryophryne nubilosus
- Bryophryne phuyuhampatu
- Bryophryne quellokunka
- Bryophryne tocra
- Bryophryne wilakunka
- Bryophryne zonalis
- Buergeria buergeri
- Buergeria choui
- Buergeria japonica
- Buergeria otai
- Buergeria oxycephala
- Buergeria robusta
- Bufo ailaoanus
- Bufo aspinius
- Bufo bankorensis
- Bufo bufo
- Bufo cryptotympanicus
- Bufo eichwaldi
- Bufo gargarizans
- Bufo japonicus
- Bufo luchunnicus
- Bufo menglianus
- Bufo pageoti
- Bufo spinosus
- Bufo stejnegeri
- Bufo torrenticola
- Bufo tuberculatus
- Bufo tuberospinius
- Bufoides kempi
- Bufoides meghalayanus
- Bufotes balearicus
- Bufotes baturae
- Bufotes boulengeri
- Bufotes cypriensis
- Bufotes latastii
- Bufotes luristanicus
- Bufotes oblongus
- Bufotes perrini
- Bufotes pewzowi
- Bufotes pseudoraddei
- Bufotes sitibundus
- Bufotes surdus
- Bufotes turanensis
- Bufotes viridis
- Bufotes zugmayeri

## C
- Cacosternum aggestum
- Cacosternum australis
- Cacosternum boettgeri
- Cacosternum capense
- Cacosternum karooicum
- Cacosternum kinangopensis
- Cacosternum leleupi
- Cacosternum namaquense
- Cacosternum nanogularum
- Cacosternum nanum
- Cacosternum parvum
- Cacosternum platys
- Cacosternum plimptoni
- Cacosternum poyntoni
- Cacosternum rhythmum
- Cacosternum striatum
- Cacosternum thorini
- Caecilia abitaguae
- Caecilia albiventris
- Caecilia antioquiaensis
- Caecilia armata
- Caecilia attenuata
- Caecilia bokermanni
- Caecilia caribea
- Caecilia corpulenta
- Caecilia crassisquama
- Caecilia degenerata
- Caecilia disossea
- Caecilia dunni
- Caecilia flavopunctata
- Caecilia gracilis
- Caecilia guntheri
- Caecilia inca
- Caecilia isthmica
- Caecilia leucocephala
- Caecilia marcusi
- Caecilia mertensi
- Caecilia museugoeldi
- Caecilia nigricans
- Caecilia occidentalis
- Caecilia orientalis
- Caecilia pachynema
- Caecilia perdita
- Caecilia pulchraserrana
- Caecilia subdermalis
- Caecilia subnigricans
- Caecilia subterminalis
- Caecilia tentaculata
- Caecilia tenuissima
- Caecilia thompsoni
- Caecilia volcani
- Callixalus pictus
- Callulina dawida
- Callulina hanseni
- Callulina kanga
- Callulina kisiwamsitu
- Callulina kreffti
- Callulina laphami
- Callulina meteora
- Callulina shengena
- Callulina stanleyi
- Callulops argus
- Callulops bicolor
- Callulops boettgeri
- Callulops comptus
- Callulops doriae
- Callulops dubius
- Callulops eremnosphax
- Callulops fojaensis
- Callulops fuscus
- Callulops glandulosus
- Callulops humicola
- Callulops kopsteini
- Callulops marmoratus
- Callulops mediodiscus
- Callulops microtis
- Callulops neuhaussi
- Callulops omnistriatus
- Callulops personatus
- Callulops robustus
- Callulops sagittatus
- Callulops stellatus
- Callulops stictogaster
- Callulops taxispilotus
- Callulops valvifer
- Callulops wilhelmanus
- Calotriton arnoldi
- Calotriton asper
- Calyptocephalella gayi
- Capensibufo deceptus
- Capensibufo magistratus
- Capensibufo rosei
- Capensibufo selenophos
- Capensibufo tradouwi
- Cardioglossa alsco
- Cardioglossa annulata
- Cardioglossa congolia
- Cardioglossa cyaneospila
- Cardioglossa elegans
- Cardioglossa escalerae
- Cardioglossa gracilis
- Cardioglossa gratiosa
- Cardioglossa inornata
- Cardioglossa leucomystax
- Cardioglossa manengouba
- Cardioglossa melanogaster
- Cardioglossa nigromaculata
- Cardioglossa occidentalis
- Cardioglossa oreas
- Cardioglossa pulchra
- Cardioglossa schioetzi
- Cardioglossa trifasciata
- Cardioglossa venusta
- Celsiella revocata
- Celsiella vozmedianoi
- Centrolene acanthidiocephalum
- Centrolene altitudinalis
- Centrolene antioquiense
- Centrolene azulae
- Centrolene ballux
- Centrolene buckleyi
- Centrolene charapita
- Centrolene condor
- Centrolene daidalea
- Centrolene geckoideum
- Centrolene heloderma
- Centrolene hesperium
- Centrolene huilense
- Centrolene hybrida
- Centrolene lemniscatum
- Centrolene lynchi
- Centrolene medemi
- Centrolene muelleri
- Centrolene notosticta
- Centrolene paezorum
- Centrolene peristicta
- Centrolene petrophilum
- Centrolene pipilatum
- Centrolene quindianum
- Centrolene robledoi
- Centrolene sabini
- Centrolene sanchezi
- Centrolene savagei
- Centrolene solitaria
- Centrolene venezuelense
- Ceratophrys aurita
- Ceratophrys calcarata
- Ceratophrys cornuta
- Ceratophrys cranwelli
- Ceratophrys joazeirensis
- Ceratophrys ornata
- Ceratophrys stolzmanni
- Ceratophrys testudo
- Ceuthomantis aracamuni
- Ceuthomantis cavernibardus
- Ceuthomantis duellmani
- Ceuthomantis smaragdinus
- Chacophrys pierottii
- Chalcorana chalconota
- Chalcorana eschatia
- Chalcorana kampeni
- Chalcorana labialis
- Chalcorana macrops
- Chalcorana megalonesa
- Chalcorana mocquardii
- Chalcorana parvaccola
- Chalcorana raniceps
- Chalcorana rufipes
- Chaltenobatrachus grandisonae
- Chaperina fusca
- Charadrahyla altipotens
- Charadrahyla chaneque
- Charadrahyla esperancensis
- Charadrahyla juanitae
- Charadrahyla nephila
- Charadrahyla pinorum
- Charadrahyla sakbah
- Charadrahyla taeniopus
- Charadrahyla tecuani
- Charadrahyla trux
- Chiasmocleis alagoanus
- Chiasmocleis albopunctata
- Chiasmocleis altomontana
- Chiasmocleis anatipes
- Chiasmocleis antenori
- Chiasmocleis atlantica
- Chiasmocleis avilapiresae
- Chiasmocleis bassleri
- Chiasmocleis bicegoi
- Chiasmocleis capixaba
- Chiasmocleis carvalhoi
- Chiasmocleis centralis
- Chiasmocleis cordeiroi
- Chiasmocleis crucis
- Chiasmocleis devriesi
- Chiasmocleis gnoma
- Chiasmocleis haddadi
- Chiasmocleis hudsoni
- Chiasmocleis lacrimae
- Chiasmocleis leucosticta
- Chiasmocleis magnova
- Chiasmocleis mantiqueira
- Chiasmocleis mehelyi
- Chiasmocleis migueli
- Chiasmocleis papachibe
- Chiasmocleis parkeri
- Chiasmocleis quilombola
- Chiasmocleis royi
- Chiasmocleis sapiranga
- Chiasmocleis schubarti
- Chiasmocleis shudikarensis
- Chiasmocleis supercilialba
- Chiasmocleis tridactyla
- Chiasmocleis ventrimaculata
- Chiasmocleis veracruz
- Chikila alcocki
- Chikila darlong
- Chikila fulleri
- Chikila gaiduwani
- Chimerella corleone
- Chimerella mariaelenae
- Chioglossa lusitanica
- Chirixalus pantaiselatan
- Chiromantis cherrapunjiae
- Chiromantis doriae
- Chiromantis dudhwaensis
- Chiromantis inexpectatus
- Chiromantis kelleri
- Chiromantis marginis
- Chiromantis nongkhorensis
- Chiromantis petersii
- Chiromantis punctatus
- Chiromantis rufescens
- Chiromantis samkosensis
- Chiromantis senapatiensis
- Chiromantis shyamrupus
- Chiromantis simus
- Chiromantis xerampelina
- Chiropterotriton arboreus
- Chiropterotriton aureus
- Chiropterotriton casasi
- Chiropterotriton ceronorum
- Chiropterotriton chico
- Chiropterotriton chiropterus
- Chiropterotriton chondrostega
- Chiropterotriton cieloensis
- Chiropterotriton cracens
- Chiropterotriton dimidiatus
- Chiropterotriton infernalis
- Chiropterotriton lavae
- Chiropterotriton magnipes
- Chiropterotriton melipona
- Chiropterotriton miquihuanus
- Chiropterotriton mosaueri
- Chiropterotriton multidentatus
- Chiropterotriton nubilus
- Chiropterotriton orculus
- Chiropterotriton perotensis
- Chiropterotriton priscus
- Chiropterotriton terrestris
- Chiropterotriton totonacus
- Choerophryne alainduboisi
- Choerophryne allisoni
- Choerophryne alpestris
- Choerophryne amomani
- Choerophryne arndtorum
- Choerophryne bickfordi
- Choerophryne brevicrus
- Choerophryne brunhildae
- Choerophryne bryonopsis
- Choerophryne burtoni
- Choerophryne darlingtoni
- Choerophryne epirrhina
- Choerophryne exclamitans
- Choerophryne fafniri
- Choerophryne gracilirostris
- Choerophryne grylloides
- Choerophryne gudrunae
- Choerophryne gunnari
- Choerophryne laurini
- Choerophryne longirostris
- Choerophryne microps
- Choerophryne murrita
- Choerophryne nigrescens
- Choerophryne pandanicola
- Choerophryne pipiens
- Choerophryne proboscidea
- Choerophryne rhenaurum
- Choerophryne rostellifer
- Choerophryne sanguinopicta
- Choerophryne siegfriedi
- Choerophryne swanhildae
- Choerophryne tubercula
- Choerophryne valkuriarum
- Choerophryne variegata
- Chrysobatrachus cupreonitens
- Chrysopaa sternosignata
- Chthonerpeton arii
- Chthonerpeton braestrupi
- Chthonerpeton exile
- Chthonerpeton indistinctum
- Chthonerpeton noctinectes
- Chthonerpeton onorei
- Chthonerpeton perissodus
- Chthonerpeton tremembe
- Chthonerpeton viviparum
- Churamiti maridadi
- Clinotarsus alticola
- Clinotarsus curtipes
- Clinotarsus penelope
- Cochranella duidaeana
- Cochranella erminea
- Cochranella euhystrix
- Cochranella euknemos
- Cochranella geijskesi
- Cochranella granulosa
- Cochranella guayasamini
- Cochranella litoralis
- Cochranella mache
- Cochranella megista
- Cochranella nola
- Cochranella ocellifera
- Cochranella ramirezi
- Cochranella resplendens
- Cochranella riveroi
- Cochranella xanthocheridia
- Colostethus agilis
- Colostethus alacris
- Colostethus brachistriatus
- Colostethus dunni
- Colostethus dysprosium
- Colostethus fraterdanieli
- Colostethus furviventris
- Colostethus imbricolus
- Colostethus inguinalis
- Colostethus latinasus
- Colostethus lynchi
- Colostethus mertensi
- Colostethus panamensis
- Colostethus poecilonotus
- Colostethus pratti
- Colostethus ramirezi
- Colostethus ruthveni
- Colostethus thorntoni
- Colostethus ucumari
- Colostethus yaguara
- Congolius robustus
- Conraua alleni
- Conraua beccarii
- Conraua crassipes
- Conraua derooi
- Conraua goliath
- Conraua kamancamarai
- Conraua robusta
- Conraua sagyimase
- Cophixalus aenigma
- Cophixalus albolineatus
- Cophixalus amabilis
- Cophixalus ateles
- Cophixalus australis
- Cophixalus balbus
- Cophixalus bewaniensis
- Cophixalus biroi
- Cophixalus bombiens
- Cophixalus cateae
- Cophixalus caverniphilus
- Cophixalus cheesmanae
- Cophixalus clapporum
- Cophixalus concinnus
- Cophixalus crepitans
- Cophixalus cryptotympanum
- Cophixalus cupricarenus
- Cophixalus daymani
- Cophixalus desticans
- Cophixalus exiguus
- Cophixalus hannahae
- Cophixalus hinchinbrookensis
- Cophixalus hosmeri
- Cophixalus humicola
- Cophixalus infacetus
- Cophixalus interruptus
- Cophixalus iovaorum
- Cophixalus kaindiensis
- Cophixalus kethuk
- Cophixalus kulakula
- Cophixalus linnaeus
- Cophixalus mcdonaldi
- Cophixalus melanops
- Cophixalus misimae
- Cophixalus monosyllabus
- Cophixalus montanus
- Cophixalus monticola
- Cophixalus neglectus
- Cophixalus nexipus
- Cophixalus nubicola
- Cophixalus ornatus
- Cophixalus pakayakulangun
- Cophixalus parkeri
- Cophixalus peninsularis
- Cophixalus petrophilus
- Cophixalus phaeobalius
- Cophixalus pictus
- Cophixalus pipilans
- Cophixalus pulchellus
- Cophixalus rajampatensis
- Cophixalus riparius
- Cophixalus salawatiensis
- Cophixalus saxatilis
- Cophixalus shellyi
- Cophixalus sphagnicola
- Cophixalus tagulensis
- Cophixalus tenuidactylus
- Cophixalus tetzlaffi
- Cophixalus timidus
- Cophixalus tomaiodactylus
- Cophixalus tridactylus
- Cophixalus variabilis
- Cophixalus verecundus
- Cophixalus verrucosus
- Cophixalus viridis
- Cophixalus wempi
- Cophixalus zweifeli
- Cophyla berara
- Cophyla fortuna
- Cophyla maharipeo
- Cophyla noromalalae
- Cophyla occultans
- Cophyla phyllodactyla
- Cophyla puellarum
- Copiula annanoreenae
- Copiula bisyllaba
- Copiula exspectata
- Copiula fistulans
- Copiula lennarti
- Copiula major
- Copiula minor
- Copiula mosbyae
- Copiula obsti
- Copiula oxyrhina
- Copiula pipiens
- Copiula tyleri
- Cornufer acrochordus
- Cornufer aculeodactylus
- Cornufer adiastolus
- Cornufer admiraltiensis
- Cornufer akarithymus
- Cornufer boulengeri
- Cornufer bufoniformis
- Cornufer citrinospilus
- Cornufer desticans
- Cornufer elegans
- Cornufer exedrus
- Cornufer gigas
- Cornufer gilliardi
- Cornufer guentheri
- Cornufer guppyi
- Cornufer hedigeri
- Cornufer heffernani
- Cornufer latro
- Cornufer macrosceles
- Cornufer magnus
- Cornufer malukuna
- Cornufer mamusiorum
- Cornufer mediodiscus
- Cornufer minutus
- Cornufer montanus
- Cornufer nakanaiorum
- Cornufer neckeri
- Cornufer nexipus
- Cornufer opisthodon
- Cornufer paepkei
- Cornufer papuensis
- Cornufer parilis
- Cornufer pelewensis
- Cornufer schmidti
- Cornufer solomonis
- Cornufer sulcatus
- Cornufer trossulus
- Cornufer vertebralis
- Cornufer vitianus
- Cornufer vitiensis
- Cornufer vogti
- Cornufer weberi
- Cornufer wolfi
- Corythomantis botoque
- Corythomantis greeningi
- Craugastor adamastus
- Craugastor aenigmaticus
- Craugastor alfredi
- Craugastor amniscola
- Craugastor anciano
- Craugastor andi
- Craugastor angelicus
- Craugastor aphanus
- Craugastor augusti
- Craugastor aurilegulus
- Craugastor azueroensis
- Craugastor batrachylus
- Craugastor berkenbuschii
- Craugastor blairi
- Craugastor bocourti
- Craugastor bransfordii
- Craugastor brocchi
- Craugastor campbelli
- Craugastor castanedai
- Craugastor catalinae
- Craugastor chac
- Craugastor charadra
- Craugastor chingopetaca
- Craugastor chrysozetetes
- Craugastor coffeus
- Craugastor crassidigitus
- Craugastor cruzi
- Craugastor cuaquero
- Craugastor cyanochthebius
- Craugastor daryi
- Craugastor decoratus
- Craugastor emcelae
- Craugastor emleni
- Craugastor epochthidius
- Craugastor escoces
- Craugastor evanesco
- Craugastor fecundus
- Craugastor fitzingeri
- Craugastor fleischmanni
- Craugastor gabbi
- Craugastor galacticorhinus
- Craugastor glaucus
- Craugastor gollmeri
- Craugastor greggi
- Craugastor guerreroensis
- Craugastor gulosus
- Craugastor gutschei
- Craugastor hobartsmithi
- Craugastor inachus
- Craugastor laevissimus
- Craugastor laticeps
- Craugastor lauraster
- Craugastor lineatus
- Craugastor loki
- Craugastor longirostris
- Craugastor matudai
- Craugastor megacephalus
- Craugastor megalotympanum
- Craugastor melanostictus
- Craugastor merendonensis
- Craugastor metriosistus
- Craugastor mexicanus
- Craugastor milesi
- Craugastor mimus
- Craugastor monnichorum
- Craugastor montanus
- Craugastor myllomyllon
- Craugastor nefrens
- Craugastor noblei
- Craugastor obesus
- Craugastor occidentalis
- Craugastor olanchano
- Craugastor omiltemanus
- Craugastor omoaensis
- Craugastor opimus
- Craugastor palenque
- Craugastor pechorum
- Craugastor pelorus
- Craugastor persimilis
- Craugastor phasma
- Craugastor podiciferus
- Craugastor polymniae
- Craugastor polyptychus
- Craugastor pozo
- Craugastor psephosypharus
- Craugastor punctariolus
- Craugastor pygmaeus
- Craugastor raniformis
- Craugastor ranoides
- Craugastor rayo
- Craugastor rhodopis
- Craugastor rhyacobatrachus
- Craugastor rivulus
- Craugastor rostralis
- Craugastor rugosus
- Craugastor rugulosus
- Craugastor rupinius
- Craugastor sabrinus
- Craugastor sagui
- Craugastor saltator
- Craugastor saltuarius
- Craugastor sandersoni
- Craugastor silvicola
- Craugastor spatulatus
- Craugastor stadelmani
- Craugastor stejnegerianus
- Craugastor stuarti
- Craugastor tabasarae
- Craugastor talamancae
- Craugastor tarahumaraensis
- Craugastor taurus
- Craugastor taylori
- Craugastor trachydermus
- Craugastor underwoodi
- Craugastor uno
- Craugastor vocalis
- Craugastor vulcani
- Craugastor xucanebi
- Craugastor yucatanensis
- Craugastor zunigai
- Crinia bilingua
- Crinia deserticola
- Crinia fimbriata
- Crinia flindersensis
- Crinia georgiana
- Crinia glauerti
- Crinia insignifera
- Crinia nimbus
- Crinia parinsignifera
- Crinia pseudinsignifera
- Crinia remota
- Crinia riparia
- Crinia signifera
- Crinia sloanei
- Crinia subinsignifera
- Crinia tasmaniensis
- Crinia tinnula
- Crossodactylodes bokermanni
- Crossodactylodes itambe
- Crossodactylodes izecksohni
- Crossodactylodes pintoi
- Crossodactylodes septentrionalis
- Crossodactylus aeneus
- Crossodactylus boulengeri
- Crossodactylus caramaschii
- Crossodactylus cyclospinus
- Crossodactylus dantei
- Crossodactylus dispar
- Crossodactylus franciscanus
- Crossodactylus gaudichaudii
- Crossodactylus grandis
- Crossodactylus lutzorum
- Crossodactylus schmidti
- Crossodactylus timbuhy
- Crossodactylus trachystomus
- Crossodactylus werneri
- Crotaphatrema bornmuelleri
- Crotaphatrema lamottei
- Crotaphatrema tchabalmbaboensis
- Cruziohyla calcarifer
- Cruziohyla craspedopus
- Cruziohyla sylviae
- Cryptobatrachus boulengeri
- Cryptobatrachus conditus
- Cryptobatrachus fuhrmanni
- Cryptobatrachus nicefori
- Cryptobatrachus pedroruizi
- Cryptobatrachus remotus
- Cryptobatrachus ruthveni
- Cryptobranchus alleganiensis
- Cryptothylax greshoffii
- Cryptothylax minutus
- Cryptotriton alvarezdeltoroi
- Cryptotriton monzoni
- Cryptotriton nasalis
- Cryptotriton necopinus
- Cryptotriton sierraminensis
- Cryptotriton veraepacis
- Cryptotriton xucaneborum
- Ctenophryne aequatorialis
- Ctenophryne aterrima
- Ctenophryne barbatula
- Ctenophryne carpish
- Ctenophryne geayi
- Ctenophryne minor
- Cycloramphus acangatan
- Cycloramphus asper
- Cycloramphus bandeirensis
- Cycloramphus bolitoglossus
- Cycloramphus boraceiensis
- Cycloramphus brasiliensis
- Cycloramphus carvalhoi
- Cycloramphus catarinensis
- Cycloramphus cedrensis
- Cycloramphus diringshofeni
- Cycloramphus dubius
- Cycloramphus duseni
- Cycloramphus eleutherodactylus
- Cycloramphus faustoi
- Cycloramphus fuliginosus
- Cycloramphus granulosus
- Cycloramphus izecksohni
- Cycloramphus juimirim
- Cycloramphus lithomimeticus
- Cycloramphus lutzorum
- Cycloramphus migueli
- Cycloramphus mirandaribeiroi
- Cycloramphus ohausi
- Cycloramphus organensis
- Cycloramphus rhyakonastes
- Cycloramphus semipalmatus
- Cycloramphus stejnegeri
- Cycloramphus valae
- Cyclorana alboguttata
- Cyclorana australis
- Cyclorana brevipes
- Cyclorana cryptotis
- Cyclorana cultripes
- Cyclorana longipes
- Cyclorana maculosa
- Cyclorana maini
- Cyclorana manya
- Cyclorana novaehollandiae
- Cyclorana occidentalis
- Cyclorana platycephala
- Cyclorana vagitus
- Cyclorana verrucosa
- Cynops chenggongensis
- Cynops cyanurus
- Cynops ensicauda
- Cynops fudingensis
- Cynops glaucus
- Cynops orientalis
- Cynops orphicus
- Cynops pyrrhogaster
- Cynops wolterstorffi

## D
- Dasypops schirchi
- Dendrobates auratus
- Dendrobates leucomelas
- Dendrobates nubeculosus
- Dendrobates tinctorius
- Dendrobates truncatus
- Dendrophryniscus berthalutzae
- Dendrophryniscus brevipollicatus
- Dendrophryniscus carvalhoi
- Dendrophryniscus davori
- Dendrophryniscus haddadi
- Dendrophryniscus imitator
- Dendrophryniscus izecksohni
- Dendrophryniscus jureia
- Dendrophryniscus krausae
- Dendrophryniscus lauroi
- Dendrophryniscus leucomystax
- Dendrophryniscus oreites
- Dendrophryniscus organensis
- Dendrophryniscus proboscideus
- Dendrophryniscus skuki
- Dendrophryniscus stawiarskyi
- Dendropsophus acreanus
- Dendropsophus amicorum
- Dendropsophus anataliasiasi
- Dendropsophus anceps
- Dendropsophus aperomeus
- Dendropsophus araguaya
- Dendropsophus arndti
- Dendropsophus battersbyi
- Dendropsophus berthalutzae
- Dendropsophus bifurcus
- Dendropsophus bilobatus
- Dendropsophus bipunctatus
- Dendropsophus bogerti
- Dendropsophus bokermanni
- Dendropsophus branneri
- Dendropsophus brevifrons
- Dendropsophus bromeliaceus
- Dendropsophus cachimbo
- Dendropsophus carnifex
- Dendropsophus cerradensis
- Dendropsophus coffeus
- Dendropsophus columbianus
- Dendropsophus counani
- Dendropsophus cruzi
- Dendropsophus decipiens
- Dendropsophus delarivai
- Dendropsophus dutrai
- Dendropsophus ebraccatus
- Dendropsophus elegans
- Dendropsophus elianeae
- Dendropsophus frosti
- Dendropsophus garagoensis
- Dendropsophus gaucheri
- Dendropsophus giesleri
- Dendropsophus goughi
- Dendropsophus grandisonae
- Dendropsophus gryllatus
- Dendropsophus haddadi
- Dendropsophus haraldschultzi
- Dendropsophus imitator
- Dendropsophus jimi
- Dendropsophus joannae
- Dendropsophus juliani
- Dendropsophus kamagarini
- Dendropsophus koechlini
- Dendropsophus kubricki
- Dendropsophus labialis
- Dendropsophus leali
- Dendropsophus leucophyllatus
- Dendropsophus limai
- Dendropsophus luddeckei
- Dendropsophus luteoocellatus
- Dendropsophus manonegra
- Dendropsophus mapinguari
- Dendropsophus marmoratus
- Dendropsophus mathiassoni
- Dendropsophus melanargyreus
- Dendropsophus meridensis
- Dendropsophus meridianus
- Dendropsophus microcephalus
- Dendropsophus microps
- Dendropsophus minimus
- Dendropsophus minusculus
- Dendropsophus minutus
- Dendropsophus miyatai
- Dendropsophus nahdereri
- Dendropsophus nanus
- Dendropsophus nekronastes
- Dendropsophus norandinus
- Dendropsophus novaisi
- Dendropsophus oliveirai
- Dendropsophus ozzyi
- Dendropsophus padreluna
- Dendropsophus parviceps
- Dendropsophus pauiniensis
- Dendropsophus pelidna
- Dendropsophus phlebodes
- Dendropsophus praestans
- Dendropsophus pseudomeridianus
- Dendropsophus reichlei
- Dendropsophus reticulatus
- Dendropsophus rhea
- Dendropsophus rhodopeplus
- Dendropsophus riveroi
- Dendropsophus robertmertensi
- Dendropsophus rossalleni
- Dendropsophus rozenmani
- Dendropsophus rubicundulus
- Dendropsophus ruschii
- Dendropsophus salli
- Dendropsophus sanborni
- Dendropsophus sarayacuensis
- Dendropsophus sartori
- Dendropsophus schubarti
- Dendropsophus seniculus
- Dendropsophus shiwiarum
- Dendropsophus soaresi
- Dendropsophus stingi
- Dendropsophus studerae
- Dendropsophus subocularis
- Dendropsophus tapacurensis
- Dendropsophus timbeba
- Dendropsophus tintinnabulum
- Dendropsophus triangulum
- Dendropsophus tritaeniatus
- Dendropsophus virolinensis
- Dendropsophus vraemi
- Dendropsophus walfordi
- Dendropsophus werneri
- Dendropsophus xapuriensis
- Dendropsophus yaracuyanus
- Dendrotriton bromeliacius
- Dendrotriton chujorum
- Dendrotriton cuchumatanus
- Dendrotriton kekchiorum
- Dendrotriton megarhinus
- Dendrotriton rabbi
- Dendrotriton sanctibarbarus
- Dendrotriton xolocalcae
- Dermatonotus muelleri
- Dermophis costaricense
- Dermophis glandulosus
- Dermophis gracilior
- Dermophis mexicanus
- Dermophis oaxacae
- Dermophis occidentalis
- Dermophis parviceps
- Desmognathus abditus
- Desmognathus aeneus
- Desmognathus apalachicolae
- Desmognathus auriculatus
- Desmognathus brimleyorum
- Desmognathus carolinensis
- Desmognathus conanti
- Desmognathus folkertsi
- Desmognathus fuscus
- Desmognathus imitator
- Desmognathus marmoratus
- Desmognathus monticola
- Desmognathus ochrophaeus
- Desmognathus ocoee
- Desmognathus orestes
- Desmognathus organi
- Desmognathus planiceps
- Desmognathus quadramaculatus
- Desmognathus santeetlah
- Desmognathus valentinei
- Desmognathus welteri
- Desmognathus wrighti
- Diasporus amirae
- Diasporus anthrax
- Diasporus citrinobapheus
- Diasporus darienensis
- Diasporus diastema
- Diasporus gularis
- Diasporus hylaeformis
- Diasporus igneus
- Diasporus majeensis
- Diasporus pequeno
- Diasporus quidditus
- Diasporus sapo
- Diasporus tigrillo
- Diasporus tinker
- Diasporus ventrimaculatus
- Diasporus vocator
- Dicamptodon aterrimus
- Dicamptodon copei
- Dicamptodon ensatus
- Dicamptodon tenebrosus
- Didynamipus sjostedti
- Dischidodactylus colonnelloi
- Dischidodactylus duidensis
- Discoglossus galganoi
- Discoglossus montalentii
- Discoglossus pictus
- Discoglossus sardus
- Discoglossus scovazzi
- Dryaderces inframaculata
- Dryaderces pearsoni
- Duellmanohyla chamulae
- Duellmanohyla ignicolor
- Duellmanohyla lythrodes
- Duellmanohyla rufioculis
- Duellmanohyla salvavida
- Duellmanohyla schmidtorum
- Duellmanohyla soralia
- Duellmanohyla uranochroa
- Duttaphrynus beddomii
- Duttaphrynus brevirostris
- Duttaphrynus chandai
- Duttaphrynus crocus
- Duttaphrynus cyphosus
- Duttaphrynus dhufarensis
- Duttaphrynus himalayanus
- Duttaphrynus hololius
- Duttaphrynus kiphirensis
- Duttaphrynus kotagamai
- Duttaphrynus mamitensis
- Duttaphrynus manipurensis
- Duttaphrynus melanostictus
- Duttaphrynus microtympanum
- Duttaphrynus mizoramensis
- Duttaphrynus nagalandensis
- Duttaphrynus noellerti
- Duttaphrynus olivaceus
- Duttaphrynus parietalis
- Duttaphrynus peninsularis
- Duttaphrynus scaber
- Duttaphrynus scorteccii
- Duttaphrynus silentvalleyensis
- Duttaphrynus stomaticus
- Duttaphrynus stuarti
- Duttaphrynus sumatranus
- Duttaphrynus totol
- Duttaphrynus valhallae
- Duttaphrynus wokhaensis
- Dyscophus antongilii
- Dyscophus guineti
- Dyscophus insularis

## E
- Echinotriton andersoni
- Echinotriton chinhaiensis
- Echinotriton maxiquadratus
- Ecnomiohyla bailarina
- Ecnomiohyla echinata
- Ecnomiohyla fimbrimembra
- Ecnomiohyla miliaria
- Ecnomiohyla minera
- Ecnomiohyla miotympanum
- Ecnomiohyla phantasmagoria
- Ecnomiohyla rabborum
- Ecnomiohyla salvaje
- Ecnomiohyla sukia
- Ecnomiohyla thysanota
- Ecnomiohyla valancifer
- Ecnomiohyla veraguensis
- Ectopoglossus absconditus
- Ectopoglossus astralogaster
- Ectopoglossus atopoglossus
- Ectopoglossus confusus
- Ectopoglossus isthminus
- Ectopoglossus lacrimosus
- Ectopoglossus saxatilis
- Edalorhina nasuta
- Edalorhina perezi
- Elachistocleis araios
- Elachistocleis bicolor
- Elachistocleis bumbameuboi
- Elachistocleis carvalhoi
- Elachistocleis cesarii
- Elachistocleis corumbaensis
- Elachistocleis erythrogaster
- Elachistocleis haroi
- Elachistocleis helianneae
- Elachistocleis magnus
- Elachistocleis matogrosso
- Elachistocleis muiraquitan
- Elachistocleis nigrogularis
- Elachistocleis ovalis
- Elachistocleis panamensis
- Elachistocleis pearsei
- Elachistocleis piauiensis
- Elachistocleis skotogaster
- Elachistocleis surinamensis
- Elachistocleis surumu
- Eleutherodactylus abbotti
- Eleutherodactylus acmonis
- Eleutherodactylus adelus
- Eleutherodactylus albipes
- Eleutherodactylus albolabris
- Eleutherodactylus alcoae
- Eleutherodactylus alticola
- Eleutherodactylus amadeus
- Eleutherodactylus amplinympha
- Eleutherodactylus andrewsi
- Eleutherodactylus angustidigitorum
- Eleutherodactylus antillensis
- Eleutherodactylus aporostegus
- Eleutherodactylus apostates
- Eleutherodactylus armstrongi
- Eleutherodactylus atkinsi
- Eleutherodactylus audanti
- Eleutherodactylus auriculatoides
- Eleutherodactylus auriculatus
- Eleutherodactylus bakeri
- Eleutherodactylus barlagnei
- Eleutherodactylus bartonsmithi
- Eleutherodactylus beguei
- Eleutherodactylus blairhedgesi
- Eleutherodactylus bothroboans
- Eleutherodactylus bresslerae
- Eleutherodactylus brevirostris
- Eleutherodactylus brittoni
- Eleutherodactylus campi
- Eleutherodactylus caribe
- Eleutherodactylus casparii
- Eleutherodactylus cattus
- Eleutherodactylus cavernicola
- Eleutherodactylus chlorophenax
- Eleutherodactylus cochranae
- Eleutherodactylus colimotl
- Eleutherodactylus cooki
- Eleutherodactylus coqui
- Eleutherodactylus corona
- Eleutherodactylus counouspeus
- Eleutherodactylus cubanus
- Eleutherodactylus cundalli
- Eleutherodactylus cuneatus
- Eleutherodactylus cystignathoides
- Eleutherodactylus darlingtoni
- Eleutherodactylus dilatus
- Eleutherodactylus dimidiatus
- Eleutherodactylus diplasius
- Eleutherodactylus dolomedes
- Eleutherodactylus eileenae
- Eleutherodactylus emiliae
- Eleutherodactylus eneidae
- Eleutherodactylus erendirae
- Eleutherodactylus erythrochomus
- Eleutherodactylus erythroproctus
- Eleutherodactylus etheridgei
- Eleutherodactylus eunaster
- Eleutherodactylus feichtingeri
- Eleutherodactylus flavescens
- Eleutherodactylus floresvillelai
- Eleutherodactylus fowleri
- Eleutherodactylus furcyensis
- Eleutherodactylus fuscus
- Eleutherodactylus geitonos
- Eleutherodactylus glamyrus
- Eleutherodactylus glandulifer
- Eleutherodactylus glanduliferoides
- Eleutherodactylus glaphycompus
- Eleutherodactylus glaucoreius
- Eleutherodactylus goini
- Eleutherodactylus gossei
- Eleutherodactylus grabhami
- Eleutherodactylus grahami
- Eleutherodactylus grandis
- Eleutherodactylus greyi
- Eleutherodactylus griphus
- Eleutherodactylus grunwaldi
- Eleutherodactylus gryllus
- Eleutherodactylus guanahacabibes
- Eleutherodactylus guantanamera
- Eleutherodactylus gundlachi
- Eleutherodactylus guttilatus
- Eleutherodactylus haitianus
- Eleutherodactylus hedricki
- Eleutherodactylus heminota
- Eleutherodactylus hypostenor
- Eleutherodactylus iberia
- Eleutherodactylus inoptatus
- Eleutherodactylus intermedius
- Eleutherodactylus interorbitalis
- Eleutherodactylus ionthus
- Eleutherodactylus jaliscoensis
- Eleutherodactylus jamaicensis
- Eleutherodactylus jasperi
- Eleutherodactylus jaumei
- Eleutherodactylus johnstonei
- Eleutherodactylus juanariveroi
- Eleutherodactylus jugans
- Eleutherodactylus junori
- Eleutherodactylus karlschmidti
- Eleutherodactylus klinikowskii
- Eleutherodactylus lamprotes
- Eleutherodactylus leberi
- Eleutherodactylus lentus
- Eleutherodactylus leoncei
- Eleutherodactylus leprus
- Eleutherodactylus ligiae
- Eleutherodactylus limbatus
- Eleutherodactylus limbensis
- Eleutherodactylus locustus
- Eleutherodactylus longipes
- Eleutherodactylus lucioi
- Eleutherodactylus luteolus
- Eleutherodactylus maculabialis
- Eleutherodactylus maestrensis
- Eleutherodactylus manantlanensis
- Eleutherodactylus mariposa
- Eleutherodactylus marnockii
- Eleutherodactylus martinicensis
- Eleutherodactylus maurus
- Eleutherodactylus melacara
- Eleutherodactylus melatrigonum
- Eleutherodactylus michaelschmidi
- Eleutherodactylus minutus
- Eleutherodactylus modestus
- Eleutherodactylus monensis
- Eleutherodactylus montanus
- Eleutherodactylus neiba
- Eleutherodactylus nietoi
- Eleutherodactylus nitidus
- Eleutherodactylus nortoni
- Eleutherodactylus notidodes
- Eleutherodactylus nubicola
- Eleutherodactylus olibrus
- Eleutherodactylus orarius
- Eleutherodactylus orcutti
- Eleutherodactylus orientalis
- Eleutherodactylus oxyrhyncus
- Eleutherodactylus pallidus
- Eleutherodactylus pantoni
- Eleutherodactylus parabates
- Eleutherodactylus paralius
- Eleutherodactylus parapelates
- Eleutherodactylus patriciae
- Eleutherodactylus paulsoni
- Eleutherodactylus pentasyringos
- Eleutherodactylus pezopetrus
- Eleutherodactylus pictissimus
- Eleutherodactylus pinarensis
- Eleutherodactylus pinchoni
- Eleutherodactylus pipilans
- Eleutherodactylus pituinus
- Eleutherodactylus planirostris
- Eleutherodactylus poolei
- Eleutherodactylus portoricensis
- Eleutherodactylus principalis
- Eleutherodactylus probolaeus
- Eleutherodactylus rhodesi
- Eleutherodactylus richmondi
- Eleutherodactylus ricordii
- Eleutherodactylus riparius
- Eleutherodactylus rivularis
- Eleutherodactylus rogersi
- Eleutherodactylus ronaldi
- Eleutherodactylus rubrimaculatus
- Eleutherodactylus rucillensis
- Eleutherodactylus rufescens
- Eleutherodactylus rufifemoralis
- Eleutherodactylus ruthae
- Eleutherodactylus saxatilis
- Eleutherodactylus schmidti
- Eleutherodactylus schwartzi
- Eleutherodactylus sciagraphus
- Eleutherodactylus semipalmatus
- Eleutherodactylus sentinelus
- Eleutherodactylus simulans
- Eleutherodactylus sisyphodemus
- Eleutherodactylus sommeri
- Eleutherodactylus staurometopon
- Eleutherodactylus symingtoni
- Eleutherodactylus syristes
- Eleutherodactylus teretistes
- Eleutherodactylus tetajulia
- Eleutherodactylus thomasi
- Eleutherodactylus thorectes
- Eleutherodactylus toa
- Eleutherodactylus tonyi
- Eleutherodactylus turquinensis
- Eleutherodactylus tychathrous
- Eleutherodactylus unicolor
- Eleutherodactylus varians
- Eleutherodactylus varleyi
- Eleutherodactylus ventrilineatus
- Eleutherodactylus verrucipes
- Eleutherodactylus verruculatus
- Eleutherodactylus warreni
- Eleutherodactylus weinlandi
- Eleutherodactylus wetmorei
- Eleutherodactylus wightmanae
- Eleutherodactylus wixarika
- Eleutherodactylus zeus
- Eleutherodactylus zugi
- Engystomops coloradorum
- Engystomops freibergi
- Engystomops guayaco
- Engystomops montubio
- Engystomops petersi
- Engystomops pustulatus
- Engystomops pustulosus
- Engystomops puyango
- Engystomops randi
- Ensatina eschscholtzii
- Epicrionops bicolor
- Epicrionops columbianus
- Epicrionops lativittatus
- Epicrionops marmoratus
- Epicrionops parkeri
- Epicrionops peruvianus
- Epicrionops petersi
- Epidalea calamita
- Epipedobates anthonyi
- Epipedobates boulengeri
- Epipedobates darwinwallacei
- Epipedobates espinosai
- Epipedobates machalilla
- Epipedobates narinensis
- Epipedobates tricolor
- Ericabatrachus baleensis
- Espadarana andina
- Espadarana audax
- Espadarana callistomma
- Espadarana durrellorum
- Espadarana prosoblepon
- Euparkerella brasiliensis
- Euparkerella cochranae
- Euparkerella cryptica
- Euparkerella robusta
- Euparkerella tridactyla
- Euphlyctis aloysii
- Euphlyctis cyanophlyctis
- Euphlyctis ehrenbergii
- Euphlyctis ghoshi
- Euphlyctis hexadactylus
- Euphlyctis kalasgramensis
- Euphlyctis karaavali
- Euphlyctis kerala
- Euphlyctis mudigere
- Euproctus montanus
- Euproctus platycephalus
- Eupsophus calcaratus
- Eupsophus emiliopugini
- Eupsophus insularis
- Eupsophus migueli
- Eupsophus roseus
- Eupsophus vertebralis
- Eurycea aquatica
- Eurycea arenicola
- Eurycea bislineata
- Eurycea braggi
- Eurycea chamberlaini
- Eurycea chisholmensis
- Eurycea cirrigera
- Eurycea guttolineata
- Eurycea hillisi
- Eurycea junaluska
- Eurycea latitans
- Eurycea longicauda
- Eurycea lucifuga
- Eurycea multiplicata
- Eurycea nana
- Eurycea naufragia
- Eurycea neotenes
- Eurycea nereus
- Eurycea paludicola
- Eurycea pterophila
- Eurycea quadridigitata
- Eurycea rathbuni
- Eurycea robusta
- Eurycea sosorum
- Eurycea spelaea
- Eurycea sphagnicola
- Eurycea subfluvicola
- Eurycea tonkawae
- Eurycea tridentifera
- Eurycea troglodytes
- Eurycea tynerensis
- Eurycea wallacei
- Eurycea waterlooensis
- Eurycea wilderae
- Excidobates captivus
- Excidobates condor
- Excidobates mysteriosus
- Exerodonta abdivita
- Exerodonta bivocata
- Exerodonta catracha
- Exerodonta chimalapa
- Exerodonta melanomma
- Exerodonta perkinsi
- Exerodonta smaragdina
- Exerodonta sumichrasti
- Exerodonta xera

## F
- Feihyla fuhua
- Feihyla hansenae
- Feihyla kajau
- Feihyla palpebralis
- Feihyla vittata
- Fejervarya altilabris
- Fejervarya assimilis
- Fejervarya brama
- Fejervarya cancrivora
- Fejervarya frithi
- Fejervarya iskandari
- Fejervarya kawamurai
- Fejervarya kupitzi
- Fejervarya limnocharis
- Fejervarya moodiei
- Fejervarya multistriata
- Fejervarya orissaensis
- Fejervarya pulla
- Fejervarya sakishimensis
- Fejervarya triora
- Fejervarya verruculosa
- Fejervarya vittigera
- Flectonotus fitzgeraldi
- Flectonotus pygmaeus
- Fritziana fissilis
- Fritziana goeldii
- Fritziana izecksohni
- Fritziana mitus
- Fritziana ohausi
- Fritziana tonimi
- Fritziana ulei
- Frostius erythrophthalmus
- Frostius pernambucensis

## G
- Gastrophryne carolinensis
- Gastrophryne elegans
- Gastrophryne mazatlanensis
- Gastrophryne olivacea
- Gastrophrynoides borneensis
- Gastrophrynoides immaculatus
- Gastrotheca abdita
- Gastrotheca aguaruna
- Gastrotheca albolineata
- Gastrotheca andaquiensis
- Gastrotheca angustifrons
- Gastrotheca antomia
- Gastrotheca antoniiochoai
- Gastrotheca aratia
- Gastrotheca argenteovirens
- Gastrotheca atympana
- Gastrotheca aureomaculata
- Gastrotheca bufona
- Gastrotheca carinaceps
- Gastrotheca christiani
- Gastrotheca chrysosticta
- Gastrotheca coeruleomaculatus
- Gastrotheca cornuta
- Gastrotheca cuencana
- Gastrotheca dendronastes
- Gastrotheca dissimilis
- Gastrotheca dunni
- Gastrotheca dysprosita
- Gastrotheca elicioi
- Gastrotheca ernestoi
- Gastrotheca espeletia
- Gastrotheca excubitor
- Gastrotheca fissipes
- Gastrotheca flamma
- Gastrotheca fulvorufa
- Gastrotheca galeata
- Gastrotheca gemma
- Gastrotheca gracilis
- Gastrotheca griswoldi
- Gastrotheca guentheri
- Gastrotheca helenae
- Gastrotheca lateonota
- Gastrotheca litonedis
- Gastrotheca lojana
- Gastrotheca longipes
- Gastrotheca marsupiata
- Gastrotheca megacephala
- Gastrotheca microdiscus
- Gastrotheca monticola
- Gastrotheca nebulanastes
- Gastrotheca nicefori
- Gastrotheca ochoai
- Gastrotheca oresbios
- Gastrotheca orophylax
- Gastrotheca ossilaginis
- Gastrotheca ovifera
- Gastrotheca pacchamama
- Gastrotheca pachachacae
- Gastrotheca peruana
- Gastrotheca phalarosa
- Gastrotheca phelloderma
- Gastrotheca piperata
- Gastrotheca plumbea
- Gastrotheca prasina
- Gastrotheca pseustes
- Gastrotheca psychrophila
- Gastrotheca pulchra
- Gastrotheca rebeccae
- Gastrotheca recava
- Gastrotheca riobambae
- Gastrotheca ruizi
- Gastrotheca spectabilis
- Gastrotheca splendens
- Gastrotheca stictopleura
- Gastrotheca testudinea
- Gastrotheca trachyceps
- Gastrotheca turnerorum
- Gastrotheca walkeri
- Gastrotheca weinlandii
- Gastrotheca williamsoni
- Gastrotheca yacuri
- Gastrotheca zeugocystis
- Gegeneophis carnosus
- Gegeneophis danieli
- Gegeneophis goaensis
- Gegeneophis krishni
- Gegeneophis madhavai
- Gegeneophis mhadeiensis
- Gegeneophis orientalis
- Gegeneophis pareshi
- Gegeneophis primus
- Gegeneophis ramaswamii
- Gegeneophis seshachari
- Gegeneophis tejaswini
- Geobatrachus walkeri
- Geocrinia alba
- Geocrinia laevis
- Geocrinia leai
- Geocrinia lutea
- Geocrinia rosea
- Geocrinia victoriana
- Geocrinia vitellina
- Geotrypetes angeli
- Geotrypetes pseudoangeli
- Geotrypetes seraphini
- Gephyromantis ambohitra
- Gephyromantis angano
- Gephyromantis asper
- Gephyromantis atsingy
- Gephyromantis blanci
- Gephyromantis boulengeri
- Gephyromantis ceratophrys
- Gephyromantis cornutus
- Gephyromantis corvus
- Gephyromantis decaryi
- Gephyromantis eiselti
- Gephyromantis enki
- Gephyromantis granulatus
- Gephyromantis grosjeani
- Gephyromantis hintelmannae
- Gephyromantis horridus
- Gephyromantis kintana
- Gephyromantis klemmeri
- Gephyromantis leucocephalus
- Gephyromantis leucomaculatus
- Gephyromantis lomorina
- Gephyromantis luteus
- Gephyromantis mafy
- Gephyromantis malagasius
- Gephyromantis moseri
- Gephyromantis pedronoi
- Gephyromantis plicifer
- Gephyromantis pseudoasper
- Gephyromantis ranjomavo
- Gephyromantis redimitus
- Gephyromantis rivicola
- Gephyromantis runewsweeki
- Gephyromantis salegy
- Gephyromantis saturnini
- Gephyromantis schilfi
- Gephyromantis sculpturatus
- Gephyromantis silvanus
- Gephyromantis spiniferus
- Gephyromantis striatus
- Gephyromantis tahotra
- Gephyromantis tandroka
- Gephyromantis thelenae
- Gephyromantis tohatra
- Gephyromantis tschenki
- Gephyromantis ventrimaculatus
- Gephyromantis verrucosus
- Gephyromantis webbi
- Gephyromantis zavona
- Ghatixalus asterops
- Ghatixalus magnus
- Ghatixalus variabilis
- Ghatophryne ornata
- Ghatophryne rubigina
- Glandirana emeljanovi
- Glandirana minima
- Glandirana rugosa
- Glandirana susurra
- Glandirana tientaiensis
- Glyphoglossus brooksii
- Glyphoglossus capsus
- Glyphoglossus flavus
- Glyphoglossus guttulatus
- Glyphoglossus huadianensis
- Glyphoglossus minutus
- Glyphoglossus molossus
- Glyphoglossus smithi
- Glyphoglossus volzi
- Glyphoglossus yunnanensis
- Gracixalus carinensis
- Gracixalus gracilipes
- Gracixalus guangdongensis
- Gracixalus jinggangensis
- Gracixalus jinxiuensis
- Gracixalus lumarius
- Gracixalus medogensis
- Gracixalus nonggangensis
- Gracixalus quangi
- Gracixalus quyeti
- Gracixalus sapaensis
- Gracixalus seesom
- Gracixalus supercornutus
- Gracixalus tianlinensis
- Gracixalus trieng
- Gracixalus waza
- Gracixalus yunnanensis
- Gracixalus ziegleri
- Grandisonia alternans
- Grandisonia larvata
- Grandisonia sechellensis
- Guibemantis albolineatus
- Guibemantis albomaculatus
- Guibemantis annulatus
- Guibemantis bicalcaratus
- Guibemantis depressiceps
- Guibemantis diphonus
- Guibemantis flavobrunneus
- Guibemantis kathrinae
- Guibemantis liber
- Guibemantis methueni
- Guibemantis milingilingy
- Guibemantis pulcher
- Guibemantis punctatus
- Guibemantis tasifotsy
- Guibemantis timidus
- Guibemantis tornieri
- Guibemantis wattersoni
- Guibemantis woosteri
- Gymnopis multiplicata
- Gymnopis syntrema
- Gyrinophilus gulolineatus
- Gyrinophilus palleucus
- Gyrinophilus porphyriticus
- Gyrinophilus subterraneus

## H
- Haddadus aramunha
- Haddadus binotatus
- Haddadus plicifer
- Hadromophryne natalensis
- Hamptophryne alios
- Hamptophryne boliviana
- Heleioporus albopunctatus
- Heleioporus australiacus
- Heleioporus barycragus
- Heleioporus eyrei
- Heleioporus inornatus
- Heleioporus psammophilus
- Heleophryne hewitti
- Heleophryne orientalis
- Heleophryne purcelli
- Heleophryne regis
- Heleophryne rosei
- Hemidactylium scutatum
- Hemiphractus bubalus
- Hemiphractus elioti
- Hemiphractus fasciatus
- Hemiphractus helioi
- Hemiphractus johnsoni
- Hemiphractus kaylockae
- Hemiphractus panamensis
- Hemiphractus proboscideus
- Hemiphractus scutatus
- Hemisus barotseensis
- Hemisus brachydactylus
- Hemisus guineensis
- Hemisus guttatus
- Hemisus marmoratus
- Hemisus microscaphus
- Hemisus olivaceus
- Hemisus perreti
- Hemisus wittei
- Herpele multiplicata
- Herpele squalostoma
- Heterixalus alboguttatus
- Heterixalus andrakata
- Heterixalus betsileo
- Heterixalus boettgeri
- Heterixalus carbonei
- Heterixalus luteostriatus
- Heterixalus madagascariensis
- Heterixalus punctatus
- Heterixalus rutenbergi
- Heterixalus tricolor
- Heterixalus variabilis
- Hildebrandtia macrotympanum
- Hildebrandtia ornata
- Hildebrandtia ornatissima
- Holoaden bradei
- Holoaden luederwaldti
- Holoaden pholeter
- Holoaden suarezi
- Hoplobatrachus crassus
- Hoplobatrachus litoralis
- Hoplobatrachus occipitalis
- Hoplobatrachus rugulosus
- Hoplobatrachus tigerinus
- Hoplophryne rogersi
- Hoplophryne uluguruensis
- Huia cavitympanum
- Huia masonii
- Huia melasma
- Huia modiglianii
- Huia sumatrana
- Humerana humeralis
- Humerana miopus
- Humerana oatesii
- Hyalinobatrachium adespinosai
- Hyalinobatrachium anachoretus
- Hyalinobatrachium aureoguttatum
- Hyalinobatrachium bergeri
- Hyalinobatrachium cappellei
- Hyalinobatrachium carlesvilai
- Hyalinobatrachium chirripoi
- Hyalinobatrachium colymbiphyllum
- Hyalinobatrachium dianae
- Hyalinobatrachium duranti
- Hyalinobatrachium esmeralda
- Hyalinobatrachium fleischmanni
- Hyalinobatrachium fragile
- Hyalinobatrachium guairarepanense
- Hyalinobatrachium iaspidiense
- Hyalinobatrachium ibama
- Hyalinobatrachium kawense
- Hyalinobatrachium lemur
- Hyalinobatrachium mesai
- Hyalinobatrachium mondolfii
- Hyalinobatrachium muiraquitan
- Hyalinobatrachium munozorum
- Hyalinobatrachium orientale
- Hyalinobatrachium orocostale
- Hyalinobatrachium pallidum
- Hyalinobatrachium pellucidum
- Hyalinobatrachium petersi
- Hyalinobatrachium talamancae
- Hyalinobatrachium tatayoi
- Hyalinobatrachium taylori
- Hyalinobatrachium tricolor
- Hyalinobatrachium valerioi
- Hyalinobatrachium vireovittatum
- Hyalinobatrachium viridissimum
- Hyalinobatrachium yaku
- Hydrolaetare caparu
- Hydrolaetare dantasi
- Hydrolaetare schmidti
- Hydromantes ambrosii
- Hydromantes brunus
- Hydromantes flavus
- Hydromantes genei
- Hydromantes imperialis
- Hydromantes italicus
- Hydromantes platycephalus
- Hydromantes samweli
- Hydromantes sarrabusensis
- Hydromantes shastae
- Hydromantes strinatii
- Hydromantes supramontis
- Hydromantes wintu
- Hydrophylax bahuvistara
- Hydrophylax gracilis
- Hydrophylax leptoglossa
- Hydrophylax malabaricus
- Hyla andersonii
- Hyla annectans
- Hyla arborea
- Hyla arboricola
- Hyla arenicolor
- Hyla avivoca
- Hyla bocourti
- Hyla carthaginiensis
- Hyla chinensis
- Hyla chrysoscelis
- Hyla cinerea
- Hyla euphorbiacea
- Hyla eximia
- Hyla felixarabica
- Hyla femoralis
- Hyla flaviventris
- Hyla gratiosa
- Hyla hallowellii
- Hyla heinzsteinitzi
- Hyla immaculata
- Hyla intermedia
- Hyla japonica
- Hyla meridionalis
- Hyla molleri
- Hyla orientalis
- Hyla perrini
- Hyla plicata
- Hyla sanchiangensis
- Hyla sarda
- Hyla savignyi
- Hyla simplex
- Hyla squirella
- Hyla suweonensis
- Hyla tsinlingensis
- Hyla versicolor
- Hyla walkeri
- Hyla wrightorum
- Hyla zhaopingensis
- Hylarana attigua
- Hylarana chitwanensis
- Hylarana erythraea
- Hylarana garoensis
- Hylarana latouchii
- Hylarana macrodactyla
- Hylarana margariana
- Hylarana montivaga
- Hylarana persimilis
- Hylarana taipehensis
- Hylarana tytleri
- Hylodes amnicola
- Hylodes asper
- Hylodes babax
- Hylodes caete
- Hylodes cardosoi
- Hylodes charadranaetes
- Hylodes dactylocinus
- Hylodes fredi
- Hylodes glaber
- Hylodes heyeri
- Hylodes japi
- Hylodes lateristrigatus
- Hylodes magalhaesi
- Hylodes meridionalis
- Hylodes mertensi
- Hylodes nasus
- Hylodes ornatus
- Hylodes otavioi
- Hylodes perere
- Hylodes perplicatus
- Hylodes phyllodes
- Hylodes pipilans
- Hylodes regius
- Hylodes sazimai
- Hylodes uai
- Hylodes vanzolinii
- Hylomantis aspera
- Hylomantis granulosa
- Hylophorbus atrifasciatus
- Hylophorbus infulata
- Hylophorbus nigrinus
- Hylophorbus picoides
- Hylophorbus proekes
- Hylophorbus rainerguentheri
- Hylophorbus richardsi
- Hylophorbus rufescens
- Hylophorbus sextus
- Hylophorbus sigridae
- Hylophorbus tetraphonus
- Hylophorbus wondiwoi
- Hylorina sylvatica
- Hyloscirtus albopunctulatus
- Hyloscirtus alytolylax
- Hyloscirtus antioquia
- Hyloscirtus armatus
- Hyloscirtus bogotensis
- Hyloscirtus callipeza
- Hyloscirtus caucanus
- Hyloscirtus charazani
- Hyloscirtus chlorosteus
- Hyloscirtus colymba
- Hyloscirtus condor
- Hyloscirtus conscientia
- Hyloscirtus criptico
- Hyloscirtus denticulentus
- Hyloscirtus diabolus
- Hyloscirtus estevesi
- Hyloscirtus hillisi
- Hyloscirtus jahni
- Hyloscirtus japreria
- Hyloscirtus larinopygion
- Hyloscirtus lascinius
- Hyloscirtus lindae
- Hyloscirtus lynchi
- Hyloscirtus mashpi
- Hyloscirtus pacha
- Hyloscirtus palmeri
- Hyloscirtus pantostictus
- Hyloscirtus phyllognathus
- Hyloscirtus piceigularis
- Hyloscirtus platydactylus
- Hyloscirtus princecharlesi
- Hyloscirtus psarolaimus
- Hyloscirtus ptychodactylus
- Hyloscirtus sarampiona
- Hyloscirtus simmonsi
- Hyloscirtus staufferorum
- Hyloscirtus tapichalaca
- Hyloscirtus tigrinus
- Hyloscirtus torrenticola
- Hyloxalus abditaurantius
- Hyloxalus aeruginosus
- Hyloxalus anthracinus
- Hyloxalus arliensis
- Hyloxalus awa
- Hyloxalus azureiventris
- Hyloxalus betancuri
- Hyloxalus bocagei
- Hyloxalus borjai
- Hyloxalus breviquartus
- Hyloxalus cevallosi
- Hyloxalus chlorocraspedus
- Hyloxalus chocoensis
- Hyloxalus craspedoceps
- Hyloxalus delatorreae
- Hyloxalus edwardsi
- Hyloxalus elachyhistus
- Hyloxalus eleutherodactylus
- Hyloxalus exasperatus
- Hyloxalus excisus
- Hyloxalus faciopunctulatus
- Hyloxalus fallax
- Hyloxalus fascianigrus
- Hyloxalus felixcoperari
- Hyloxalus fuliginosus
- Hyloxalus idiomelus
- Hyloxalus infraguttatus
- Hyloxalus insulatus
- Hyloxalus italoi
- Hyloxalus jacobuspetersi
- Hyloxalus lehmanni
- Hyloxalus leucophaeus
- Hyloxalus littoralis
- Hyloxalus maculosus
- Hyloxalus maquipucuna
- Hyloxalus marmoreoventris
- Hyloxalus mittermeieri
- Hyloxalus mystax
- Hyloxalus nexipus
- Hyloxalus parcus
- Hyloxalus patitae
- Hyloxalus peculiaris
- Hyloxalus peruvianus
- Hyloxalus pinguis
- Hyloxalus pulchellus
- Hyloxalus pulcherrimus
- Hyloxalus pumilus
- Hyloxalus ramosi
- Hyloxalus ruizi
- Hyloxalus saltuarius
- Hyloxalus sanctamariensis
- Hyloxalus sauli
- Hyloxalus shuar
- Hyloxalus sordidatus
- Hyloxalus spilotogaster
- Hyloxalus subpunctatus
- Hyloxalus sylvaticus
- Hyloxalus toachi
- Hyloxalus utcubambensis
- Hyloxalus vergeli
- Hyloxalus vertebralis
- Hyloxalus whymperi
- Hyloxalus yasuni
- Hymenochirus boettgeri
- Hymenochirus boulengeri
- Hymenochirus curtipes
- Hymenochirus feae
- Hynobius abei
- Hynobius abuensis
- Hynobius akiensis
- Hynobius amakusaensis
- Hynobius amjiensis
- Hynobius arisanensis
- Hynobius bakan
- Hynobius boulengeri
- Hynobius chinensis
- Hynobius dunni
- Hynobius formosanus
- Hynobius fossigenus
- Hynobius fucus
- Hynobius geojeensis
- Hynobius glacialis
- Hynobius guabangshanensis
- Hynobius guttatus
- Hynobius hidamontanus
- Hynobius hirosei
- Hynobius ikioi
- Hynobius iwami
- Hynobius katoi
- Hynobius kimurae
- Hynobius kuishiensis
- Hynobius leechii
- Hynobius lichenatus
- Hynobius maoershanensis
- Hynobius mikawaensis
- Hynobius naevius
- Hynobius nebulosus
- Hynobius nigrescens
- Hynobius notialis
- Hynobius okiensis
- Hynobius osumiensis
- Hynobius oyamai
- Hynobius perplicatus
- Hynobius quelpaertensis
- Hynobius retardatus
- Hynobius sematonotus
- Hynobius setoi
- Hynobius setouchi
- Hynobius shinichisatoi
- Hynobius sonani
- Hynobius stejnegeri
- Hynobius takedai
- Hynobius tokyoensis
- Hynobius tosashimizuensis
- Hynobius tsuensis
- Hynobius tsurugiensis
- Hynobius turkestanicus
- Hynobius unisacculus
- Hynobius utsunomiyaorum
- Hynobius vandenburghi
- Hynobius yangi
- Hynobius yiwuensis
- Hyperolius acuticephalus
- Hyperolius acuticeps
- Hyperolius acutirostris
- Hyperolius ademetzi
- Hyperolius adspersus
- Hyperolius albofrenatus
- Hyperolius angolensis
- Hyperolius argus
- Hyperolius atrigularis
- Hyperolius balfouri
- Hyperolius baumanni
- Hyperolius benguellensis
- Hyperolius bicolor
- Hyperolius bobirensis
- Hyperolius bocagei
- Hyperolius bolifambae
- Hyperolius bopeleti
- Hyperolius brachiofasciatus
- Hyperolius burgessi
- Hyperolius camerunensis
- Hyperolius castaneus
- Hyperolius chabanaudi
- Hyperolius chelaensis
- Hyperolius chlorosteus
- Hyperolius chrysogaster
- Hyperolius cinereus
- Hyperolius cinnamomeoventris
- Hyperolius concolor
- Hyperolius constellatus
- Hyperolius cystocandicans
- Hyperolius dartevellei
- Hyperolius davenporti
- Hyperolius diaphanus
- Hyperolius dintelmanni
- Hyperolius discodactylus
- Hyperolius drewesi
- Hyperolius endjami
- Hyperolius fasciatus
- Hyperolius ferreirai
- Hyperolius ferrugineus
- Hyperolius friedemanni
- Hyperolius frontalis
- Hyperolius fuscigula
- Hyperolius fusciventris
- Hyperolius ghesquieri
- Hyperolius glandicolor
- Hyperolius gularis
- Hyperolius guttulatus
- Hyperolius horstockii
- Hyperolius houyi
- Hyperolius howelli
- Hyperolius hutsebauti
- Hyperolius igbettensis
- Hyperolius inornatus
- Hyperolius inyangae
- Hyperolius jackie
- Hyperolius jacobseni
- Hyperolius kachalolae
- Hyperolius kibarae
- Hyperolius kihangensis
- Hyperolius kivuensis
- Hyperolius koehleri
- Hyperolius kuligae
- Hyperolius lamottei
- Hyperolius langi
- Hyperolius lateralis
- Hyperolius laticeps
- Hyperolius laurenti
- Hyperolius leleupi
- Hyperolius leucotaenius
- Hyperolius lucani
- Hyperolius lupiroensis
- Hyperolius maestus
- Hyperolius major
- Hyperolius marginatus
- Hyperolius mariae
- Hyperolius marmoratus
- Hyperolius microps
- Hyperolius minutissimus
- Hyperolius mitchelli
- Hyperolius molleri
- Hyperolius montanus
- Hyperolius mosaicus
- Hyperolius nasicus
- Hyperolius nasutus
- Hyperolius nienokouensis
- Hyperolius nimbae
- Hyperolius nitidulus
- Hyperolius obscurus
- Hyperolius occidentalis
- Hyperolius ocellatus
- Hyperolius olivaceus
- Hyperolius orkarkarri
- Hyperolius parallelus
- Hyperolius pardalis
- Hyperolius parkeri
- Hyperolius phantasticus
- Hyperolius pickersgilli
- Hyperolius picturatus
- Hyperolius pictus
- Hyperolius platyceps
- Hyperolius polli
- Hyperolius polystictus
- Hyperolius poweri
- Hyperolius protchei
- Hyperolius pseudargus
- Hyperolius puncticulatus
- Hyperolius pusillus
- Hyperolius pustulifer
- Hyperolius pyrrhodictyon
- Hyperolius quadratomaculatus
- Hyperolius quinquevittatus
- Hyperolius raveni
- Hyperolius raymondi
- Hyperolius reesi
- Hyperolius rhizophilus
- Hyperolius rhodesianus
- Hyperolius riggenbachi
- Hyperolius rubrovermiculatus
- Hyperolius ruvuensis
- Hyperolius rwandae
- Hyperolius sankuruensis
- Hyperolius schoutedeni
- Hyperolius seabrai
- Hyperolius semidiscus
- Hyperolius sheldricki
- Hyperolius soror
- Hyperolius spatzi
- Hyperolius spinigularis
- Hyperolius steindachneri
- Hyperolius stenodactylus
- Hyperolius stictus
- Hyperolius substriatus
- Hyperolius swynnertoni
- Hyperolius sylvaticus
- Hyperolius tanneri
- Hyperolius thomensis
- Hyperolius thoracotuberculatus
- Hyperolius tornieri
- Hyperolius torrentis
- Hyperolius tuberculatus
- Hyperolius tuberilinguis
- Hyperolius ukwiva
- Hyperolius veithi
- Hyperolius vilhenai
- Hyperolius viridiflavus
- Hyperolius viridigulosus
- Hyperolius viridis
- Hyperolius watsonae
- Hyperolius wermuthi
- Hyperolius xenorhinus
- Hyperolius zonatus
- Hypogeophis brevis
- Hypogeophis montanus
- Hypogeophis pti
- Hypogeophis rostratus
- Hypopachus barberi
- Hypopachus guancasco
- Hypopachus pictiventris
- Hypopachus ustus
- Hypopachus variolosus

## I
- Ichthyophis acuminatus
- Ichthyophis alfredi
- Ichthyophis asplenius
- Ichthyophis atricollaris
- Ichthyophis beddomei
- Ichthyophis benjii
- Ichthyophis bernisi
- Ichthyophis biangularis
- Ichthyophis billitonensis
- Ichthyophis bombayensis
- Ichthyophis cardamomensis
- Ichthyophis catlocensis
- Ichthyophis chaloensis
- Ichthyophis daribokensis
- Ichthyophis davidi
- Ichthyophis dulitensis
- Ichthyophis elongatus
- Ichthyophis garoensis
- Ichthyophis glandulosus
- Ichthyophis glutinosus
- Ichthyophis humphreyi
- Ichthyophis hypocyaneus
- Ichthyophis javanicus
- Ichthyophis khumhzi
- Ichthyophis kodaguensis
- Ichthyophis kohtaoensis
- Ichthyophis lakimi
- Ichthyophis laosensis
- Ichthyophis larutensis
- Ichthyophis longicephalus
- Ichthyophis mindanaoensis
- Ichthyophis monochrous
- Ichthyophis moustakius
- Ichthyophis multicolor
- Ichthyophis nguyenorum
- Ichthyophis nigroflavus
- Ichthyophis nokrekensis
- Ichthyophis orthoplicatus
- Ichthyophis paucidentulus
- Ichthyophis paucisulcus
- Ichthyophis pauli
- Ichthyophis pseudangularis
- Ichthyophis sendenyu
- Ichthyophis sikkimensis
- Ichthyophis singaporensis
- Ichthyophis sumatranus
- Ichthyophis supachaii
- Ichthyophis tricolor
- Ichthyophis weberi
- Ichthyophis youngorum
- Ichthyosaura alpestris
- Idiocranium russeli
- Ikakogi ispacue
- Ikakogi tayrona
- Incilius alvarius
- Incilius aucoinae
- Incilius aurarius
- Incilius bocourti
- Incilius campbelli
- Incilius canaliferus
- Incilius cavifrons
- Incilius chompipe
- Incilius coccifer
- Incilius coniferus
- Incilius cristatus
- Incilius cycladen
- Incilius epioticus
- Incilius fastidiosus
- Incilius gemmifer
- Incilius guanacaste
- Incilius holdridgei
- Incilius ibarrai
- Incilius intermedius
- Incilius karenlipsae
- Incilius leucomyos
- Incilius luetkenii
- Incilius macrocristatus
- Incilius majordomus
- Incilius marmoreus
- Incilius mazatlanensis
- Incilius mccoyi
- Incilius melanochlorus
- Incilius nebulifer
- Incilius occidentalis
- Incilius periglenes
- Incilius peripatetes
- Incilius perplexus
- Incilius pisinnus
- Incilius porteri
- Incilius signifer
- Incilius spiculatus
- Incilius tacanensis
- Incilius tutelarius
- Incilius valliceps
- Indirana beddomii
- Indirana bhadrai
- Indirana brachytarsus
- Indirana chiravasi
- Indirana duboisi
- Indirana gundia
- Indirana leithii
- Indirana longicrus
- Indirana paramakri
- Indirana salelkari
- Indirana sarojamma
- Indirana semipalmata
- Indirana tenuilingua
- Indirana tysoni
- Indirana yadera
- Indosylvirana aurantiaca
- Indosylvirana caesari
- Indosylvirana doni
- Indosylvirana flavescens
- Indosylvirana indica
- Indosylvirana intermedia
- Indosylvirana magna
- Indosylvirana montana
- Indosylvirana nicobariensis
- Indosylvirana serendipi
- Indosylvirana sreeni
- Indosylvirana temporalis
- Indosylvirana urbis
- Indotyphlus battersbyi
- Indotyphlus maharashtraensis
- Ingerana borealis
- Ingerana charlesdarwini
- Ingerana tenasserimensis
- Ingerophrynus biporcatus
- Ingerophrynus celebensis
- Ingerophrynus claviger
- Ingerophrynus divergens
- Ingerophrynus galeatus
- Ingerophrynus gollum
- Ingerophrynus kumquat
- Ingerophrynus ledongensis
- Ingerophrynus macrotis
- Ingerophrynus parvus
- Ingerophrynus philippinicus
- Ingerophrynus quadriporcatus
- Insuetophrynus acarpicus
- Ischnocnema abdita
- Ischnocnema bocaina
- Ischnocnema bolbodactyla
- Ischnocnema colibri
- Ischnocnema concolor
- Ischnocnema crassa
- Ischnocnema epipeda
- Ischnocnema erythromera
- Ischnocnema feioi
- Ischnocnema garciai
- Ischnocnema gehrti
- Ischnocnema gualteri
- Ischnocnema guentheri
- Ischnocnema henselii
- Ischnocnema hoehnei
- Ischnocnema holti
- Ischnocnema izecksohni
- Ischnocnema juipoca
- Ischnocnema karst
- Ischnocnema lactea
- Ischnocnema manezinho
- Ischnocnema melanopygia
- Ischnocnema nanahallux
- Ischnocnema nasuta
- Ischnocnema nigriventris
- Ischnocnema octavioi
- Ischnocnema oea
- Ischnocnema paranaensis
- Ischnocnema parnaso
- Ischnocnema parva
- Ischnocnema penaxavantinho
- Ischnocnema pusilla
- Ischnocnema randorum
- Ischnocnema sambaqui
- Ischnocnema spanios
- Ischnocnema surda
- Ischnocnema venancioi
- Ischnocnema verrucosa
- Ischnocnema vizottoi
- Isthmohyla angustilineata
- Isthmohyla calypsa
- Isthmohyla debilis
- Isthmohyla graceae
- Isthmohyla infucata
- Isthmohyla insolita
- Isthmohyla lancasteri
- Isthmohyla picadoi
- Isthmohyla pictipes
- Isthmohyla pseudopuma
- Isthmohyla rivularis
- Isthmohyla tica
- Isthmohyla xanthosticta
- Isthmohyla zeteki
- Isthmura bellii
- Isthmura boneti
- Isthmura corrugata
- Isthmura gigantea
- Isthmura maxima
- Isthmura naucampatepetl
- Isthmura sierraoccidentalis
- Itapotihyla langsdorffii
- Ixalotriton niger
- Ixalotriton parvus

## K
- Kalophrynus anya
- Kalophrynus baluensis
- Kalophrynus barioensis
- Kalophrynus bunguranus
- Kalophrynus calciphilus
- Kalophrynus cryptophonus
- Kalophrynus dringi
- Kalophrynus eok
- Kalophrynus heterochirus
- Kalophrynus honbaensis
- Kalophrynus interlineatus
- Kalophrynus intermedius
- Kalophrynus kiewi
- Kalophrynus limbooliati
- Kalophrynus meizon
- Kalophrynus menglienicus
- Kalophrynus minusculus
- Kalophrynus nubicola
- Kalophrynus orangensis
- Kalophrynus palmatissimus
- Kalophrynus pleurostigma
- Kalophrynus puncak
- Kalophrynus punctatus
- Kalophrynus robinsoni
- Kalophrynus sinensis
- Kalophrynus subterrestris
- Kalophrynus tiomanensis
- Kalophrynus yongi
- Kaloula assamensis
- Kaloula aureata
- Kaloula baleata
- Kaloula borealis
- Kaloula conjuncta
- Kaloula ghoshi
- Kaloula indochinensis
- Kaloula kalingensis
- Kaloula kokacii
- Kaloula latidisca
- Kaloula macrocephala
- Kaloula mediolineata
- Kaloula nonggangensis
- Kaloula picta
- Kaloula pulchra
- Kaloula rigida
- Kaloula rugifera
- Kaloula verrucosa
- Kaloula walteri
- Karsenia koreana
- Kassina arboricola
- Kassina cassinoides
- Kassina cochranae
- Kassina decorata
- Kassina fusca
- Kassina jozani
- Kassina kuvangensis
- Kassina lamottei
- Kassina maculifer
- Kassina maculosa
- Kassina mertensi
- Kassina schioetzi
- Kassina senegalensis
- Kassina somalica
- Kassina wazae
- Kassinula wittei
- Kurixalus absconditus
- Kurixalus ananjevae
- Kurixalus appendiculatus
- Kurixalus baliogaster
- Kurixalus banaensis
- Kurixalus berylliniris
- Kurixalus bisacculus
- Kurixalus chaseni
- Kurixalus eiffingeri
- Kurixalus gracilloides
- Kurixalus idiootocus
- Kurixalus lenquanensis
- Kurixalus motokawai
- Kurixalus naso
- Kurixalus odontotarsus
- Kurixalus raoi
- Kurixalus verrucosus
- Kurixalus viridescens
- Kurixalus wangi
- Kurixalus yangi

## L
- Laliostoma labrosum
- Lankanectes corrugatus
- Lankanectes pera
- Lanzarana largeni
- Laotriton laoensis
- Latonia nigriventer
- Laurentophryne parkeri
- Lechriodus aganoposis
- Lechriodus fletcheri
- Lechriodus melanopyga
- Lechriodus platyceps
- Leiopelma archeyi
- Leiopelma hamiltoni
- Leiopelma hochstetteri
- Lepidobatrachus asper
- Lepidobatrachus laevis
- Lepidobatrachus llanensis
- Leptobrachella aerea
- Leptobrachella alpina
- Leptobrachella applebyi
- Leptobrachella arayai
- Leptobrachella ardens
- Leptobrachella aspera
- Leptobrachella baluensis
- Leptobrachella bidoupensis
- Leptobrachella bijie
- Leptobrachella bondangensis
- Leptobrachella botsfordi
- Leptobrachella bourreti
- Leptobrachella brevicrus
- Leptobrachella chishuiensis
- Leptobrachella crocea
- Leptobrachella damingshanensis
- Leptobrachella dorsospina
- Leptobrachella dringi
- Leptobrachella eos
- Leptobrachella feii
- Leptobrachella firthi
- Leptobrachella flaviglandulosa
- Leptobrachella fritinniens
- Leptobrachella fuliginosa
- Leptobrachella fusca
- Leptobrachella gracilis
- Leptobrachella graminicola
- Leptobrachella hamidi
- Leptobrachella heteropus
- Leptobrachella jinshaensis
- Leptobrachella juliandringi
- Leptobrachella kajangensis
- Leptobrachella kalonensis
- Leptobrachella kecil
- Leptobrachella khasiorum
- Leptobrachella lateralis
- Leptobrachella laui
- Leptobrachella liui
- Leptobrachella macrops
- Leptobrachella maculosa
- Leptobrachella maoershanensis
- Leptobrachella marmorata
- Leptobrachella maura
- Leptobrachella melanoleuca
- Leptobrachella melica
- Leptobrachella minima
- Leptobrachella mjobergi
- Leptobrachella murphyi
- Leptobrachella nahangensis
- Leptobrachella namdongensis
- Leptobrachella natunae
- Leptobrachella neangi
- Leptobrachella niveimontis
- Leptobrachella nyx
- Leptobrachella oshanensis
- Leptobrachella pallida
- Leptobrachella palmata
- Leptobrachella parva
- Leptobrachella pelodytoides
- Leptobrachella petrops
- Leptobrachella picta
- Leptobrachella platycephala
- Leptobrachella pluvialis
- Leptobrachella purpura
- Leptobrachella purpuraventra
- Leptobrachella pyrrhops
- Leptobrachella rowleyae
- Leptobrachella sabahmontana
- Leptobrachella serasanae
- Leptobrachella shangsiensis
- Leptobrachella shiwandashanensis
- Leptobrachella sola
- Leptobrachella suiyangensis
- Leptobrachella sungi
- Leptobrachella tadungensis
- Leptobrachella tamdil
- Leptobrachella tengchongensis
- Leptobrachella tuberosa
- Leptobrachella ventripunctata
- Leptobrachella wuhuangmontis
- Leptobrachella wulingensis
- Leptobrachella yeae
- Leptobrachella yingjiangensis
- Leptobrachella yunkaiensis
- Leptobrachella zhangyapingi
- Leptobrachium abbotti
- Leptobrachium ailaonicum
- Leptobrachium banae
- Leptobrachium bompu
- Leptobrachium boringii
- Leptobrachium buchardi
- Leptobrachium chapaense
- Leptobrachium guangxiense
- Leptobrachium gunungense
- Leptobrachium hainanense
- Leptobrachium hasseltii
- Leptobrachium hendricksoni
- Leptobrachium huashen
- Leptobrachium ingeri
- Leptobrachium kanowitense
- Leptobrachium kantonishikawai
- Leptobrachium leishanense
- Leptobrachium leucops
- Leptobrachium liui
- Leptobrachium lumadorum
- Leptobrachium lunatum
- Leptobrachium mangyanorum
- Leptobrachium montanum
- Leptobrachium mouhoti
- Leptobrachium ngoclinhense
- Leptobrachium nigrops
- Leptobrachium nokrekensis
- Leptobrachium promustache
- Leptobrachium pullum
- Leptobrachium rakhinense
- Leptobrachium smithi
- Leptobrachium sylheticum
- Leptobrachium tagbanorum
- Leptobrachium tenasserimense
- Leptobrachium tengchongense
- Leptobrachium waysepuntiense
- Leptobrachium xanthops
- Leptobrachium xanthospilum
- Leptodactylodon albiventris
- Leptodactylodon axillaris
- Leptodactylodon bicolor
- Leptodactylodon blanci
- Leptodactylodon boulengeri
- Leptodactylodon bueanus
- Leptodactylodon erythrogaster
- Leptodactylodon mertensi
- Leptodactylodon ornatus
- Leptodactylodon ovatus
- Leptodactylodon perreti
- Leptodactylodon polyacanthus
- Leptodactylodon stevarti
- Leptodactylodon ventrimarmoratus
- Leptodactylodon wildi
- Leptodactylus albilabris
- Leptodactylus apepyta
- Leptodactylus avivoca
- Leptodactylus barrioi
- Leptodactylus bolivianus
- Leptodactylus bufonius
- Leptodactylus caatingae
- Leptodactylus camaquara
- Leptodactylus chaquensis
- Leptodactylus colombiensis
- Leptodactylus cunicularius
- Leptodactylus cupreus
- Leptodactylus didymus
- Leptodactylus diedrus
- Leptodactylus discodactylus
- Leptodactylus elenae
- Leptodactylus fallax
- Leptodactylus flavopictus
- Leptodactylus fragilis
- Leptodactylus furnarius
- Leptodactylus fuscus
- Leptodactylus gracilis
- Leptodactylus griseigularis
- Leptodactylus guianensis
- Leptodactylus hallowelli
- Leptodactylus hylodes
- Leptodactylus insularum
- Leptodactylus jolyi
- Leptodactylus kilombo
- Leptodactylus knudseni
- Leptodactylus labrosus
- Leptodactylus labyrinthicus
- Leptodactylus laticeps
- Leptodactylus latinasus
- Leptodactylus latrans
- Leptodactylus lauramiriamae
- Leptodactylus leptodactyloides
- Leptodactylus lithonaetes
- Leptodactylus longirostris
- Leptodactylus macrosternum
- Leptodactylus magistris
- Leptodactylus marambaiae
- Leptodactylus melanonotus
- Leptodactylus myersi
- Leptodactylus mystaceus
- Leptodactylus mystacinus
- Leptodactylus natalensis
- Leptodactylus nesiotus
- Leptodactylus notoaktites
- Leptodactylus ochraceus
- Leptodactylus oreomantis
- Leptodactylus paraensis
- Leptodactylus pascoensis
- Leptodactylus pentadactylus
- Leptodactylus peritoaktites
- Leptodactylus petersii
- Leptodactylus plaumanni
- Leptodactylus podicipinus
- Leptodactylus poecilochilus
- Leptodactylus pustulatus
- Leptodactylus rhodomerus
- Leptodactylus rhodomystax
- Leptodactylus rhodonotus
- Leptodactylus rhodostima
- Leptodactylus riveroi
- Leptodactylus rugosus
- Leptodactylus sabanensis
- Leptodactylus savagei
- Leptodactylus sertanejo
- Leptodactylus silvanimbus
- Leptodactylus spixi
- Leptodactylus stenodema
- Leptodactylus syphax
- Leptodactylus tapiti
- Leptodactylus troglodytes
- Leptodactylus turimiquensis
- Leptodactylus validus
- Leptodactylus vastus
- Leptodactylus ventrimaculatus
- Leptodactylus viridis
- Leptodactylus wagneri
- Leptodactylus watu
- Leptolalax mangshanensis
- Leptomantis angulirostris
- Leptomantis belalongensis
- Leptomantis bimaculatus
- Leptomantis cyanopunctatus
- Leptomantis fasciatus
- Leptomantis gadingensis
- Leptomantis gauni
- Leptomantis harrissoni
- Leptomantis malkmusi
- Leptomantis penanorum
- Leptomantis pseudacutirostris
- Leptomantis robinsonii
- Leptomantis rufipes
- Leptopelis anchietae
- Leptopelis anebos
- Leptopelis argenteus
- Leptopelis aubryi
- Leptopelis aubryioides
- Leptopelis bequaerti
- Leptopelis bocagii
- Leptopelis boulengeri
- Leptopelis brevirostris
- Leptopelis broadleyi
- Leptopelis bufonides
- Leptopelis calcaratus
- Leptopelis christyi
- Leptopelis concolor
- Leptopelis cynnamomeus
- Leptopelis difidens
- Leptopelis fenestratus
- Leptopelis fiziensis
- Leptopelis flavomaculatus
- Leptopelis gramineus
- Leptopelis grandiceps
- Leptopelis jordani
- Leptopelis karissimbensis
- Leptopelis kivuensis
- Leptopelis lebeaui
- Leptopelis mackayi
- Leptopelis macrotis
- Leptopelis marginatus
- Leptopelis millsoni
- Leptopelis modestus
- Leptopelis montanus
- Leptopelis mossambicus
- Leptopelis mtoewaate
- Leptopelis natalensis
- Leptopelis nordequatorialis
- Leptopelis notatus
- Leptopelis occidentalis
- Leptopelis ocellatus
- Leptopelis oryi
- Leptopelis palmatus
- Leptopelis parbocagii
- Leptopelis parkeri
- Leptopelis parvus
- Leptopelis ragazzii
- Leptopelis rufus
- Leptopelis spiritusnoctis
- Leptopelis susanae
- Leptopelis uluguruensis
- Leptopelis vannutellii
- Leptopelis vermiculatus
- Leptopelis viridis
- Leptopelis xenodactylus
- Leptopelis yaldeni
- Leptopelis zebra
- Leptophryne borbonica
- Leptophryne cruentata
- Leptophryne javanica
- Leucostethus argyrogaster
- Leucostethus bilsa
- Leucostethus fugax
- Leucostethus jota
- Leucostethus siapida
- Limnodynastes convexiusculus
- Limnodynastes depressus
- Limnodynastes dorsalis
- Limnodynastes dumerilii
- Limnodynastes fletcheri
- Limnodynastes interioris
- Limnodynastes lignarius
- Limnodynastes peronii
- Limnodynastes salmini
- Limnodynastes tasmaniensis
- Limnodynastes terraereginae
- Limnomedusa macroglossa
- Limnonectes acanthi
- Limnonectes arathooni
- Limnonectes asperatus
- Limnonectes bagoensis
- Limnonectes bagoyoma
- Limnonectes bannaensis
- Limnonectes beloncioi
- Limnonectes blythii
- Limnonectes cintalubang
- Limnonectes coffeatus
- Limnonectes conspicillatus
- Limnonectes dabanus
- Limnonectes dammermani
- Limnonectes deinodon
- Limnonectes diuatus
- Limnonectes doriae
- Limnonectes fastigatus
- Limnonectes ferneri
- Limnonectes finchi
- Limnonectes fragilis
- Limnonectes fujianensis
- Limnonectes grunniens
- Limnonectes gyldenstolpei
- Limnonectes hascheanus
- Limnonectes heinrichi
- Limnonectes hikidai
- Limnonectes ibanorum
- Limnonectes ingeri
- Limnonectes isanensis
- Limnonectes jarujini
- Limnonectes kadarsani
- Limnonectes kenepaiensis
- Limnonectes khammonensis
- Limnonectes khasianus
- Limnonectes kiziriani
- Limnonectes kohchangae
- Limnonectes kong
- Limnonectes kuhlii
- Limnonectes larvaepartus
- Limnonectes lauhachindai
- Limnonectes leporinus
- Limnonectes leytensis
- Limnonectes limborgi
- Limnonectes liui
- Limnonectes longchuanensis
- Limnonectes macrocephalus
- Limnonectes macrodon
- Limnonectes macrognathus
- Limnonectes magnus
- Limnonectes malesianus
- Limnonectes mawlyndipi
- Limnonectes megastomias
- Limnonectes micrixalus
- Limnonectes microdiscus
- Limnonectes microtympanum
- Limnonectes modestus
- Limnonectes namiyei
- Limnonectes nguyenorum
- Limnonectes nitidus
- Limnonectes palavanensis
- Limnonectes paramacrodon
- Limnonectes parvus
- Limnonectes phuyenensis
- Limnonectes plicatellus
- Limnonectes poilani
- Limnonectes pseudodoriae
- Limnonectes quangninhensis
- Limnonectes rhacodus
- Limnonectes savan
- Limnonectes selatan
- Limnonectes shompenorum
- Limnonectes sinuatodorsalis
- Limnonectes sisikdagu
- Limnonectes taylori
- Limnonectes timorensis
- Limnonectes tweediei
- Limnonectes utara
- Limnonectes visayanus
- Limnonectes woodworthi
- Lissotriton boscai
- Lissotriton graecus
- Lissotriton helveticus
- Lissotriton italicus
- Lissotriton kosswigi
- Lissotriton lantzi
- Lissotriton maltzani
- Lissotriton montandoni
- Lissotriton schmidtleri
- Lissotriton vulgaris
- Lithodytes lineatus
- Litoria adelaidensis
- Litoria albolabris
- Litoria amboinensis
- Litoria amnicola
- Litoria andiirrmalin
- Litoria angiana
- Litoria aplini
- Litoria arfakiana
- Litoria aruensis
- Litoria auae
- Litoria aurea
- Litoria aurifera
- Litoria axillaris
- Litoria balatus
- Litoria barringtonensis
- Litoria becki
- Litoria bella
- Litoria biakensis
- Litoria bibonius
- Litoria bicolor
- Litoria booroolongensis
- Litoria brevipalmata
- Litoria brongersmai
- Litoria bulmeri
- Litoria burrowsae
- Litoria caerulea
- Litoria callista
- Litoria capitula
- Litoria castanea
- Litoria cavernicola
- Litoria chloris
- Litoria chloristona
- Litoria chloronota
- Litoria chrisdahli
- Litoria christianbergmanni
- Litoria citropa
- Litoria congenita
- Litoria contrastens
- Litoria cooloolensis
- Litoria coplandi
- Litoria corbeni
- Litoria cyclorhyncha
- Litoria dahlii
- Litoria darlingtoni
- Litoria daviesae
- Litoria dayi
- Litoria dentata
- Litoria dorsalis
- Litoria dorsivena
- Litoria electrica
- Litoria elkeae
- Litoria eschata
- Litoria eucnemis
- Litoria eurynastes
- Litoria everetti
- Litoria ewingii
- Litoria exophthalmia
- Litoria fallax
- Litoria flavescens
- Litoria freycineti
- Litoria fuscula
- Litoria gasconi
- Litoria genimaculata
- Litoria gilleni
- Litoria gracilenta
- Litoria graminea
- Litoria havina
- Litoria hilli
- Litoria humboldtorum
- Litoria hunti
- Litoria impura
- Litoria inermis
- Litoria infrafrenata
- Litoria iris
- Litoria jervisiensis
- Litoria jeudii
- Litoria jungguy
- Litoria kroombitensis
- Litoria kumae
- Litoria latopalmata
- Litoria lesueurii
- Litoria leucova
- Litoria littlejohni
- Litoria lodesdema
- Litoria longicrus
- Litoria longirostris
- Litoria lorica
- Litoria louisiadensis
- Litoria lubisi
- Litoria lutea
- Litoria macki
- Litoria majikthise
- Litoria mareku
- Litoria megalops
- Litoria meiriana
- Litoria microbelos
- Litoria micromembrana
- Litoria mira
- Litoria modica
- Litoria moorei
- Litoria mucro
- Litoria multicolor
- Litoria multiplica
- Litoria myola
- Litoria mystax
- Litoria nannotis
- Litoria napaea
- Litoria nasuta
- Litoria nigrofrenata
- Litoria nigropunctata
- Litoria nudidigitus
- Litoria nullicedens
- Litoria nyakalensis
- Litoria obtusirostris
- Litoria oenicolen
- Litoria ollauro
- Litoria olongburensis
- Litoria pallida
- Litoria pallidofemora
- Litoria paraewingi
- Litoria pearsoniana
- Litoria peronii
- Litoria personata
- Litoria phyllochroa
- Litoria pinocchio
- Litoria piperata
- Litoria pratti
- Litoria pronimia
- Litoria prora
- Litoria pterodactyla
- Litoria purpureolata
- Litoria pygmaea
- Litoria quadrilineata
- Litoria quiritatus
- Litoria raniformis
- Litoria rara
- Litoria revelata
- Litoria rheocola
- Litoria richardsi
- Litoria rivicola
- Litoria robinsonae
- Litoria rothii
- Litoria rubella
- Litoria rubrops
- Litoria sanguinolenta
- Litoria sauroni
- Litoria scabra
- Litoria serrata
- Litoria singadanae
- Litoria spaldingi
- Litoria spartacus
- Litoria spenceri
- Litoria spinifera
- Litoria splendida
- Litoria staccato
- Litoria subglandulosa
- Litoria thesaurensis
- Litoria timida
- Litoria tornieri
- Litoria tyleri
- Litoria umarensis
- Litoria umbonata
- Litoria vagabunda
- Litoria verae
- Litoria verreauxii
- Litoria viranula
- Litoria vivissimia
- Litoria vocivincens
- Litoria wapogaensis
- Litoria watjulumensis
- Litoria watsoni
- Litoria wilcoxii
- Litoria wisselensis
- Litoria wollastoni
- Litoria xanthomera
- Liua shihi
- Liua tsinpaensis
- Liuixalus calcarius
- Liuixalus catbaensis
- Liuixalus feii
- Liuixalus hainanus
- Liuixalus jinxiuensis
- Liuixalus ocellatus
- Liuixalus romeri
- Liuixalus shiwandashan
- Liurana alpina
- Liurana himalayana
- Liurana indica
- Liurana medogensis
- Liurana minuta
- Liurana reticulata
- Liurana vallecula
- Liurana xizangensis
- Luetkenotyphlus brasiliensis
- Luetkenotyphlus fredi
- Lyciasalamandra antalyana
- Lyciasalamandra atifi
- Lyciasalamandra billae
- Lyciasalamandra fazilae
- Lyciasalamandra flavimembris
- Lyciasalamandra helverseni
- Lyciasalamandra luschani
- Lynchius flavomaculatus
- Lynchius megacephalus
- Lynchius nebulanastes
- Lynchius oblitus
- Lynchius parkeri
- Lynchius simmonsi
- Lynchius tabaconas
- Lynchius waynehollomonae
- Lysapsus boliviana
- Lysapsus caraya
- Lysapsus laevis
- Lysapsus limellum

## M
- Macrogenioglottus alipioi
- Madecassophryne truebae
- Mannophryne caquetio
- Mannophryne collaris
- Mannophryne cordilleriana
- Mannophryne herminae
- Mannophryne lamarcai
- Mannophryne larandina
- Mannophryne leonardoi
- Mannophryne molinai
- Mannophryne neblina
- Mannophryne oblitterata
- Mannophryne olmonae
- Mannophryne orellana
- Mannophryne riveroi
- Mannophryne speeri
- Mannophryne trinitatis
- Mannophryne trujillensis
- Mannophryne urticans
- Mannophryne venezuelensis
- Mannophryne vulcano
- Mannophryne yustizi
- Mantella aurantiaca
- Mantella baroni
- Mantella bernhardi
- Mantella betsileo
- Mantella cowanii
- Mantella crocea
- Mantella ebenaui
- Mantella expectata
- Mantella haraldmeieri
- Mantella laevigata
- Mantella madagascariensis
- Mantella manery
- Mantella milotympanum
- Mantella nigricans
- Mantella pulchra
- Mantella viridis
- Mantidactylus aerumnalis
- Mantidactylus albofrenatus
- Mantidactylus alutus
- Mantidactylus ambohimitombi
- Mantidactylus ambony
- Mantidactylus ambreensis
- Mantidactylus argenteus
- Mantidactylus atsimo
- Mantidactylus bellyi
- Mantidactylus betsileanus
- Mantidactylus biporus
- Mantidactylus bourgati
- Mantidactylus brevipalmatus
- Mantidactylus charlotteae
- Mantidactylus cowanii
- Mantidactylus curtus
- Mantidactylus delormei
- Mantidactylus femoralis
- Mantidactylus grandidieri
- Mantidactylus guttulatus
- Mantidactylus lugubris
- Mantidactylus madecassus
- Mantidactylus majori
- Mantidactylus melanopleura
- Mantidactylus mocquardi
- Mantidactylus noralottae
- Mantidactylus opiparis
- Mantidactylus paidroa
- Mantidactylus pauliani
- Mantidactylus petakorona
- Mantidactylus radaka
- Mantidactylus schulzi
- Mantidactylus tricinctus
- Mantidactylus ulcerosus
- Mantidactylus zipperi
- Mantidactylus zolitschka
- Mantophryne axanthogaster
- Mantophryne insignis
- Mantophryne lateralis
- Mantophryne louisiadensis
- Mantophryne menziesi
- Megaelosia goeldii
- Megastomatohyla mixe
- Megastomatohyla mixomaculata
- Megastomatohyla nubicola
- Megastomatohyla pellita
- Megophrys acehensis
- Megophrys awuh
- Megophrys dzukou
- Megophrys lancip
- Megophrys montana
- Megophrys numhbumaeng
- Megophrys parallela
- Megophrys selatanensis
- Melanobatrachus indicus
- Melanophryniscus admirabilis
- Melanophryniscus alipioi
- Melanophryniscus atroluteus
- Melanophryniscus biancae
- Melanophryniscus cambaraensis
- Melanophryniscus cupreuscapularis
- Melanophryniscus devincenzii
- Melanophryniscus diabolicus
- Melanophryniscus dorsalis
- Melanophryniscus estebani
- Melanophryniscus fulvoguttatus
- Melanophryniscus klappenbachi
- Melanophryniscus krauczuki
- Melanophryniscus langonei
- Melanophryniscus macrogranulosus
- Melanophryniscus milanoi
- Melanophryniscus montevidensis
- Melanophryniscus moreirae
- Melanophryniscus nigricans
- Melanophryniscus orejasmirandai
- Melanophryniscus pachyrhynus
- Melanophryniscus paraguayensis
- Melanophryniscus peritus
- Melanophryniscus rubriventris
- Melanophryniscus sanmartini
- Melanophryniscus setiba
- Melanophryniscus simplex
- Melanophryniscus spectabilis
- Melanophryniscus stelzneri
- Melanophryniscus tumifrons
- Melanophryniscus vilavelhensis
- Melanophryniscus xanthostomus
- Mercurana myristicapalustris
- Meristogenys amoropalamus
- Meristogenys dyscritus
- Meristogenys jerboa
- Meristogenys kinabaluensis
- Meristogenys macrophthalmus
- Meristogenys maryatiae
- Meristogenys orphnocnemis
- Meristogenys penrissenensis
- Meristogenys phaeomerus
- Meristogenys poecilus
- Meristogenys stenocephalus
- Meristogenys stigmachilus
- Meristogenys whiteheadi
- Mertensiella caucasica
- Mertensophryne anotis
- Mertensophryne howelli
- Mertensophryne lindneri
- Mertensophryne lonnbergi
- Mertensophryne loveridgei
- Mertensophryne melanopleura
- Mertensophryne micranotis
- Mertensophryne mocquardi
- Mertensophryne nairobiensis
- Mertensophryne nyikae
- Mertensophryne schmidti
- Mertensophryne taitana
- Mertensophryne usambarae
- Mertensophryne uzunguensis
- Metacrinia nichollsi
- Metaphrynella pollicaris
- Metaphrynella sundana
- Metaphryniscus sosai
- Micrixalus adonis
- Micrixalus candidus
- Micrixalus elegans
- Micrixalus frigidus
- Micrixalus fuscus
- Micrixalus gadgili
- Micrixalus herrei
- Micrixalus kodayari
- Micrixalus kottigeharensis
- Micrixalus kurichiyari
- Micrixalus mallani
- Micrixalus nelliyampathi
- Micrixalus nigraventris
- Micrixalus niluvasei
- Micrixalus nudis
- Micrixalus phyllophilus
- Micrixalus sairandhri
- Micrixalus sali
- Micrixalus saxicola
- Micrixalus silvaticus
- Micrixalus specca
- Micrixalus spelunca
- Micrixalus thampii
- Micrixalus uttaraghaati
- Microbatrachella capensis
- Microcaecilia albiceps
- Microcaecilia butantan
- Microcaecilia dermatophaga
- Microcaecilia grandis
- Microcaecilia iwokramae
- Microcaecilia iyob
- Microcaecilia marvaleewakeae
- Microcaecilia nicefori
- Microcaecilia pricei
- Microcaecilia rabei
- Microcaecilia rochai
- Microcaecilia savagei
- Microcaecilia supernumeraria
- Microcaecilia taylori
- Microcaecilia trombetas
- Microcaecilia unicolor
- Microhyla achatina
- Microhyla annamensis
- Microhyla annectens
- Microhyla arboricola
- Microhyla aurantiventris
- Microhyla beilunensis
- Microhyla berdmorei
- Microhyla borneensis
- Microhyla butleri
- Microhyla chakrapanii
- Microhyla daklakensis
- Microhyla darevskii
- Microhyla darreli
- Microhyla eos
- Microhyla fanjingshanensis
- Microhyla fissipes
- Microhyla fodiens
- Microhyla heymonsi
- Microhyla hongiaoensis
- Microhyla irrawaddy
- Microhyla karunaratnei
- Microhyla kodial
- Microhyla kuramotoi
- Microhyla laterite
- Microhyla maculifera
- Microhyla malang
- Microhyla mantheyi
- Microhyla marmorata
- Microhyla mihintalei
- Microhyla minuta
- Microhyla mixtura
- Microhyla mukhlesuri
- Microhyla mymensinghensis
- Microhyla nanapollexa
- Microhyla neglecta
- Microhyla nepenthicola
- Microhyla nilphamariensis
- Microhyla ninhthuanensis
- Microhyla okinavensis
- Microhyla orientalis
- Microhyla ornata
- Microhyla palmipes
- Microhyla perparva
- Microhyla petrigena
- Microhyla picta
- Microhyla pineticola
- Microhyla pulchella
- Microhyla pulchra
- Microhyla rubra
- Microhyla sholigari
- Microhyla sriwijaya
- Microhyla superciliaris
- Microhyla taraiensis
- Microhyla tetrix
- Microhyla zeylanica
- Microkayla adenopleura
- Microkayla ankohuma
- Microkayla boettgeri
- Microkayla chacaltaya
- Microkayla chapi
- Microkayla chaupi
- Microkayla chilina
- Microkayla colla
- Microkayla condoriri
- Microkayla guillei
- Microkayla harveyi
- Microkayla huayna
- Microkayla iani
- Microkayla iatamasi
- Microkayla illampu
- Microkayla illimani
- Microkayla kallawaya
- Microkayla katantika
- Microkayla kempffi
- Microkayla melanocheira
- Microkayla pinguis
- Microkayla quimsacruzis
- Microkayla saltator
- Microkayla teqta
- Microkayla wettsteini
- Micryletta aishani
- Micryletta dissimulans
- Micryletta erythropoda
- Micryletta hekouensis
- Micryletta immaculata
- Micryletta inornata
- Micryletta lineata
- Micryletta melanops
- Micryletta nigromaculata
- Micryletta steinegeri
- Micryletta sumatrana
- Mimosiphonops reinhardti
- Mimosiphonops vermiculatus
- Minervarya agricola
- Minervarya andamanensis
- Minervarya asmati
- Minervarya brevipalmata
- Minervarya cepfi
- Minervarya chiangmaiensis
- Minervarya chilapata
- Minervarya dhaka
- Minervarya goemchi
- Minervarya gomantaki
- Minervarya greenii
- Minervarya jhilmilensis
- Minervarya kadar
- Minervarya kalinga
- Minervarya keralensis
- Minervarya kirtisinghei
- Minervarya krishnan
- Minervarya kudremukhensis
- Minervarya manoharani
- Minervarya marathi
- Minervarya modesta
- Minervarya muangkanensis
- Minervarya mudduraja
- Minervarya murthii
- Minervarya mysorensis
- Minervarya neilcoxi
- Minervarya nepalensis
- Minervarya nicobariensis
- Minervarya nilagirica
- Minervarya parambikulamana
- Minervarya pentali
- Minervarya pierrei
- Minervarya rufescens
- Minervarya sahyadris
- Minervarya sauriceps
- Minervarya sengupti
- Minervarya syhadrensis
- Minervarya teraiensis
- Mini ature
- Mini mum
- Mini scule
- Minyobates steyermarki
- Mixophyes balbus
- Mixophyes carbinensis
- Mixophyes coggeri
- Mixophyes fasciolatus
- Mixophyes fleayi
- Mixophyes hihihorlo
- Mixophyes iteratus
- Mixophyes schevilli
- Morerella cyanophthalma
- Myersiella microps
- Myersiohyla aromatica
- Myersiohyla chamaeleo
- Myersiohyla inparquesi
- Myersiohyla liliae
- Myersiohyla loveridgei
- Myersiohyla neblinaria
- Myobatrachus gouldii
- Mysticellus franki

## N
- Nannophryne apolobambica
- Nannophryne cophotis
- Nannophryne corynetes
- Nannophryne variegata
- Nannophrys ceylonensis
- Nannophrys guentheri
- Nannophrys marmorata
- Nannophrys naeyakai
- Nanorana aenea
- Nanorana annandalii
- Nanorana arnoldi
- Nanorana arunachalensis
- Nanorana blanfordii
- Nanorana chayuensis
- Nanorana conaensis
- Nanorana ercepeae
- Nanorana feae
- Nanorana gammii
- Nanorana kangxianensis
- Nanorana liebigii
- Nanorana maculosa
- Nanorana medogensis
- Nanorana minica
- Nanorana mokokchungensis
- Nanorana parkeri
- Nanorana phrynoides
- Nanorana pleskei
- Nanorana polunini
- Nanorana quadranus
- Nanorana rarica
- Nanorana rostandi
- Nanorana sichuanensis
- Nanorana taihangnica
- Nanorana unculuanus
- Nanorana ventripunctata
- Nanorana vicina
- Nanorana xuelinensis
- Nanorana yunnanensis
- Nanorana zhaoermii
- Nasikabatrachus bhupathi
- Nasikabatrachus sahyadrensis
- Nasutixalus jerdonii
- Nasutixalus medogensis
- Nasutixalus yingjiangensis
- Natalobatrachus bonebergi
- Nectocaecilia petersii
- Nectophryne afra
- Nectophryne batesii
- Nectophrynoides asperginis
- Nectophrynoides cryptus
- Nectophrynoides frontierei
- Nectophrynoides laevis
- Nectophrynoides laticeps
- Nectophrynoides minutus
- Nectophrynoides paulae
- Nectophrynoides poyntoni
- Nectophrynoides pseudotornieri
- Nectophrynoides tornieri
- Nectophrynoides vestergaardi
- Nectophrynoides viviparus
- Nectophrynoides wendyae
- Necturus alabamensis
- Necturus beyeri
- Necturus lewisi
- Necturus maculosus
- Necturus moleri
- Necturus mounti
- Necturus punctatus
- Neobatrachus albipes
- Neobatrachus aquilonius
- Neobatrachus fulvus
- Neobatrachus kunapalari
- Neobatrachus pelobatoides
- Neobatrachus pictus
- Neobatrachus sudellae
- Neobatrachus sutor
- Neobatrachus wilsmorei
- Nesorohyla kanaima
- Neurergus barani
- Neurergus crocatus
- Neurergus derjugini
- Neurergus kaiseri
- Neurergus strauchii
- Niceforonia adenobrachia
- Niceforonia aderca
- Niceforonia araiodactyla
- Niceforonia babax
- Niceforonia brunnea
- Niceforonia columbiana
- Niceforonia dolops
- Niceforonia elassodisca
- Niceforonia fallaciosa
- Niceforonia latens
- Niceforonia lucida
- Niceforonia mantipa
- Niceforonia nana
- Niceforonia nigrovittata
- Niceforonia peraccai
- Nidirana adenopleura
- Nidirana chapaensis
- Nidirana daunchina
- Nidirana guangdongensis
- Nidirana hainanensis
- Nidirana leishanensis
- Nidirana lini
- Nidirana mangveni
- Nidirana nankunensis
- Nidirana occidentalis
- Nidirana okinavana
- Nidirana pleuraden
- Nidirana xiangica
- Nidirana yaoica
- Nidirana yeae
- Nimbaphrynoides occidentalis
- Noblella carrascoicola
- Noblella coloma
- Noblella duellmani
- Noblella heyeri
- Noblella lochites
- Noblella losamigos
- Noblella lynchi
- Noblella madreselva
- Noblella myrmecoides
- Noblella naturetrekii
- Noblella personina
- Noblella peruviana
- Noblella pygmaea
- Noblella ritarasquinae
- Noblella thiuni
- Noblella worleyae
- Notaden bennettii
- Notaden melanoscaphus
- Notaden nichollsi
- Notaden weigeli
- Nothophryne baylissi
- Nothophryne broadleyi
- Nothophryne inagoensis
- Nothophryne ribauensis
- Nothophryne unilurio
- Notophthalmus meridionalis
- Notophthalmus perstriatus
- Notophthalmus viridescens
- Nototriton abscondens
- Nototriton barbouri
- Nototriton brodiei
- Nototriton costaricense
- Nototriton gamezi
- Nototriton guanacaste
- Nototriton lignicola
- Nototriton limnospectator
- Nototriton major
- Nototriton matama
- Nototriton mime
- Nototriton nelsoni
- Nototriton oreadorum
- Nototriton picadoi
- Nototriton picucha
- Nototriton richardi
- Nototriton saslaya
- Nototriton stuarti
- Nototriton tapanti
- Nototriton tomamorum
- Nyctanolis pernix
- Nyctibates corrugatus
- Nyctibatrachus acanthodermis
- Nyctibatrachus aliciae
- Nyctibatrachus anamallaiensis
- Nyctibatrachus athirappillyensis
- Nyctibatrachus beddomii
- Nyctibatrachus danieli
- Nyctibatrachus dattatreyaensis
- Nyctibatrachus deccanensis
- Nyctibatrachus deveni
- Nyctibatrachus gavi
- Nyctibatrachus grandis
- Nyctibatrachus humayuni
- Nyctibatrachus indraneili
- Nyctibatrachus jog
- Nyctibatrachus karnatakaensis
- Nyctibatrachus kempholeyensis
- Nyctibatrachus kumbara
- Nyctibatrachus major
- Nyctibatrachus manalari
- Nyctibatrachus mewasinghi
- Nyctibatrachus minimus
- Nyctibatrachus minor
- Nyctibatrachus periyar
- Nyctibatrachus petraeus
- Nyctibatrachus pillaii
- Nyctibatrachus poocha
- Nyctibatrachus pulivijayani
- Nyctibatrachus radcliffei
- Nyctibatrachus robinmoorei
- Nyctibatrachus sabarimalai
- Nyctibatrachus sanctipalustris
- Nyctibatrachus shiradi
- Nyctibatrachus sylvaticus
- Nyctibatrachus vasanthi
- Nyctibatrachus vrijeuni
- Nyctibatrachus webilla
- Nyctimantis galeata
- Nyctimantis rugiceps
- Nyctimystes avocalis
- Nyctimystes bivocalis
- Nyctimystes calcaratus
- Nyctimystes cheesmani
- Nyctimystes cryptochrysos
- Nyctimystes daymani
- Nyctimystes disruptus
- Nyctimystes eucavatus
- Nyctimystes fluviatilis
- Nyctimystes foricula
- Nyctimystes granti
- Nyctimystes gularis
- Nyctimystes humeralis
- Nyctimystes intercastellus
- Nyctimystes kubori
- Nyctimystes kuduki
- Nyctimystes latratus
- Nyctimystes montanus
- Nyctimystes myolae
- Nyctimystes narinosus
- Nyctimystes obsoletus
- Nyctimystes ocrestes
- Nyctimystes papua
- Nyctimystes perimetri
- Nyctimystes persimilis
- Nyctimystes pulcher
- Nyctimystes rueppelli
- Nyctimystes semipalmatus
- Nyctimystes trachydermis
- Nyctimystes traunae
- Nyctimystes tyleri
- Nyctimystes zweifeli
- Nyctixalus margaritifer
- Nyctixalus pictus
- Nyctixalus spinosum
- Nymphargus anomalus
- Nymphargus armatus
- Nymphargus balionotus
- Nymphargus bejaranoi
- Nymphargus buenaventura
- Nymphargus cariticommatus
- Nymphargus caucanus
- Nymphargus chami
- Nymphargus chancas
- Nymphargus cochranae
- Nymphargus colomai
- Nymphargus cristinae
- Nymphargus garciae
- Nymphargus grandisonae
- Nymphargus griffithsi
- Nymphargus humboldti
- Nymphargus ignotus
- Nymphargus lasgralarias
- Nymphargus laurae
- Nymphargus lindae
- Nymphargus luminosus
- Nymphargus luteopunctatus
- Nymphargus manduriacu
- Nymphargus mariae
- Nymphargus megacheirus
- Nymphargus mixomaculatus
- Nymphargus nephelophila
- Nymphargus ocellatus
- Nymphargus oreonympha
- Nymphargus phenax
- Nymphargus pluvialis
- Nymphargus posadae
- Nymphargus prasinus
- Nymphargus rosada
- Nymphargus ruizi
- Nymphargus siren
- Nymphargus spilotus
- Nymphargus sucre
- Nymphargus truebae
- Nymphargus vicenteruedai
- Nymphargus wileyi

## O
- Occidozyga berbeza
- Occidozyga lima
- Odontobatrachus arndti
- Odontobatrachus fouta
- Odontobatrachus natator
- Odontobatrachus smithi
- Odontobatrachus ziama
- Odontophrynus americanus
- Odontophrynus carvalhoi
- Odontophrynus cordobae
- Odontophrynus cultripes
- Odontophrynus juquinha
- Odontophrynus lavillai
- Odontophrynus maisuma
- Odontophrynus monachus
- Odontophrynus occidentalis
- Odontophrynus reigi
- Odorrana absita
- Odorrana amamiensis
- Odorrana andersonii
- Odorrana anlungensis
- Odorrana aureola
- Odorrana bacboensis
- Odorrana banaorum
- Odorrana bolavensis
- Odorrana cangyuanensis
- Odorrana chapaensis
- Odorrana chloronota
- Odorrana dulongensis
- Odorrana exiliversabilis
- Odorrana fengkaiensis
- Odorrana geminata
- Odorrana gigatympana
- Odorrana grahami
- Odorrana graminea
- Odorrana hainanensis
- Odorrana heatwolei
- Odorrana hejiangensis
- Odorrana hmongorum
- Odorrana hosii
- Odorrana huanggangensis
- Odorrana ichangensis
- Odorrana indeprensa
- Odorrana ishikawae
- Odorrana jingdongensis
- Odorrana junlianensis
- Odorrana khalam
- Odorrana kuangwuensis
- Odorrana kweichowensis
- Odorrana leporipes
- Odorrana lipuensis
- Odorrana livida
- Odorrana lungshengensis
- Odorrana macrotympana
- Odorrana margaretae
- Odorrana mawphlangensis
- Odorrana monjerai
- Odorrana morafkai
- Odorrana mutschmanni
- Odorrana nanjiangensis
- Odorrana narina
- Odorrana nasica
- Odorrana nasuta
- Odorrana orba
- Odorrana rotodora
- Odorrana sangzhiensis
- Odorrana schmackeri
- Odorrana sinica
- Odorrana splendida
- Odorrana supranarina
- Odorrana swinhoana
- Odorrana tianmuii
- Odorrana tiannanensis
- Odorrana tormota
- Odorrana trankieni
- Odorrana utsunomiyaorum
- Odorrana versabilis
- Odorrana wuchuanensis
- Odorrana yentuensis
- Odorrana yizhangensis
- Odorrana zhaoi
- Oedipina alfaroi
- Oedipina alleni
- Oedipina altura
- Oedipina berlini
- Oedipina capitalina
- Oedipina carablanca
- Oedipina chortiorum
- Oedipina collaris
- Oedipina complex
- Oedipina cyclocauda
- Oedipina ecuatoriana
- Oedipina elongata
- Oedipina fortunensis
- Oedipina gephyra
- Oedipina gracilis
- Oedipina grandis
- Oedipina ignea
- Oedipina kasios
- Oedipina koehleri
- Oedipina leptopoda
- Oedipina maritima
- Oedipina motaguae
- Oedipina nica
- Oedipina nimaso
- Oedipina pacificensis
- Oedipina parvipes
- Oedipina paucidentata
- Oedipina petiola
- Oedipina poelzi
- Oedipina pseudouniformis
- Oedipina quadra
- Oedipina salvadorensis
- Oedipina savagei
- Oedipina stenopodia
- Oedipina stuarti
- Oedipina taylori
- Oedipina tomasi
- Oedipina tzutujilorum
- Oedipina uniformis
- Oedipina villamizariorum
- Ombrana sikimensis
- Ommatotriton nesterovi
- Ommatotriton ophryticus
- Ommatotriton vittatus
- Oninia senglaubi
- Onychodactylus fischeri
- Onychodactylus fuscus
- Onychodactylus intermedius
- Onychodactylus japonicus
- Onychodactylus kinneburi
- Onychodactylus koreanus
- Onychodactylus nipponoborealis
- Onychodactylus tsukubaensis
- Onychodactylus zhangyapingi
- Onychodactylus zhaoermii
- Oophaga anchicayensis
- Oophaga andresi
- Oophaga arborea
- Oophaga granulifera
- Oophaga histrionica
- Oophaga lehmanni
- Oophaga occultator
- Oophaga pumilio
- Oophaga solanensis
- Oophaga speciosa
- Oophaga sylvatica
- Oophaga vicentei
- Ophryophryne elfina
- Ophryophryne gerti
- Ophryophryne hansi
- Ophryophryne koui
- Ophryophryne microstoma
- Ophryophryne synoria
- Opisthothylax immaculatus
- Oreobates amarakaeri
- Oreobates antrum
- Oreobates ayacucho
- Oreobates barituensis
- Oreobates berdemenos
- Oreobates chiquitanus
- Oreobates choristolemma
- Oreobates colanensis
- Oreobates crepitans
- Oreobates cruralis
- Oreobates discoidalis
- Oreobates gemcare
- Oreobates granulosus
- Oreobates heterodactylus
- Oreobates ibischi
- Oreobates lehri
- Oreobates lundbergi
- Oreobates machiguenga
- Oreobates madidi
- Oreobates pereger
- Oreobates quixensis
- Oreobates remotus
- Oreobates sanctaecrucis
- Oreobates sanderi
- Oreobates saxatilis
- Oreobates yanucu
- Oreobates zongoensis
- Oreolalax chuanbeiensis
- Oreolalax granulosus
- Oreolalax jingdongensis
- Oreolalax liangbeiensis
- Oreolalax lichuanensis
- Oreolalax longmenmontis
- Oreolalax major
- Oreolalax multipunctatus
- Oreolalax nanjiangensis
- Oreolalax omeimontis
- Oreolalax pingii
- Oreolalax popei
- Oreolalax puxiongensis
- Oreolalax rhodostigmatus
- Oreolalax rugosus
- Oreolalax schmidti
- Oreolalax sterlingae
- Oreolalax weigoldi
- Oreolalax xiangchengensis
- Oreophryne albitympanum
- Oreophryne albomaculata
- Oreophryne albopunctata
- Oreophryne alticola
- Oreophryne ampelos
- Oreophryne anamiatoi
- Oreophryne anser
- Oreophryne anthonyi
- Oreophryne anulata
- Oreophryne asplenicola
- Oreophryne atrigularis
- Oreophryne aurora
- Oreophryne banshee
- Oreophryne biroi
- Oreophryne brachypus
- Oreophryne brevicrus
- Oreophryne brevirostris
- Oreophryne brunnea
- Oreophryne cameroni
- Oreophryne celebensis
- Oreophryne choerophrynoides
- Oreophryne clamata
- Oreophryne crucifer
- Oreophryne curator
- Oreophryne equus
- Oreophryne ezra
- Oreophryne flava
- Oreophryne flavomaculata
- Oreophryne frontifasciata
- Oreophryne furu
- Oreophryne gagneorum
- Oreophryne geislerorum
- Oreophryne geminus
- Oreophryne graminus
- Oreophryne habbemensis
- Oreophryne hypsiops
- Oreophryne idenburgensis
- Oreophryne inornata
- Oreophryne insulana
- Oreophryne jeffersoniana
- Oreophryne kampeni
- Oreophryne kapisa
- Oreophryne lemur
- Oreophryne loriae
- Oreophryne matawan
- Oreophryne meliades
- Oreophryne mertoni
- Oreophryne minuta
- Oreophryne moluccensis
- Oreophryne monticola
- Oreophryne nana
- Oreophryne nicolasi
- Oreophryne notata
- Oreophryne oviprotector
- Oreophryne parkeri
- Oreophryne parkopanorum
- Oreophryne penelopeia
- Oreophryne philosylleptoris
- Oreophryne phoebe
- Oreophryne picticrus
- Oreophryne pseudasplenicola
- Oreophryne pseudunicolor
- Oreophryne roedeli
- Oreophryne rookmaakeri
- Oreophryne sibilans
- Oreophryne streiffeleri
- Oreophryne terrestris
- Oreophryne unicolor
- Oreophryne variabilis
- Oreophryne waira
- Oreophryne wapoga
- Oreophryne wolterstorffi
- Oreophryne zimmeri
- Oreophrynella cryptica
- Oreophrynella dendronastes
- Oreophrynella huberi
- Oreophrynella macconnelli
- Oreophrynella nigra
- Oreophrynella quelchii
- Oreophrynella seegobini
- Oreophrynella vasquezi
- Oreophrynella weiassipuensis
- Oscaecilia bassleri
- Oscaecilia elongata
- Oscaecilia equatorialis
- Oscaecilia hypereumeces
- Oscaecilia koepckeorum
- Oscaecilia ochrocephala
- Oscaecilia osae
- Oscaecilia polyzona
- Oscaecilia zweifeli
- Osornophryne angel
- Osornophryne antisana
- Osornophryne bufoniformis
- Osornophryne cofanorum
- Osornophryne guacamayo
- Osornophryne occidentalis
- Osornophryne percrassa
- Osornophryne puruanta
- Osornophryne simpsoni
- Osornophryne sumacoensis
- Osornophryne talipes
- Osteocephalus alboguttatus
- Osteocephalus buckleyi
- Osteocephalus cabrerai
- Osteocephalus camufatus
- Osteocephalus cannatellai
- Osteocephalus carri
- Osteocephalus castaneicola
- Osteocephalus deridens
- Osteocephalus duellmani
- Osteocephalus festae
- Osteocephalus fuscifacies
- Osteocephalus germani
- Osteocephalus helenae
- Osteocephalus heyeri
- Osteocephalus leoniae
- Osteocephalus leprieurii
- Osteocephalus melanops
- Osteocephalus mimeticus
- Osteocephalus mutabor
- Osteocephalus omega
- Osteocephalus oophagus
- Osteocephalus planiceps
- Osteocephalus sangay
- Osteocephalus subtilis
- Osteocephalus taurinus
- Osteocephalus verruciger
- Osteocephalus vilarsi
- Osteocephalus vilmae
- Osteocephalus yasuni
- Osteopilus crucialis
- Osteopilus dominicensis
- Osteopilus marianae
- Osteopilus ocellatus
- Osteopilus pulchrilineatus
- Osteopilus septentrionalis
- Osteopilus vastus
- Osteopilus wilderi
- Otophryne pyburni
- Otophryne robusta
- Otophryne steyermarki

## P
- Pachyhynobius shangchengensis
- Pachytriton airobranchiatus
- Pachytriton archospotus
- Pachytriton brevipes
- Pachytriton changi
- Pachytriton feii
- Pachytriton granulosus
- Pachytriton inexpectatus
- Pachytriton moi
- Pachytriton wuguanfui
- Pachytriton xanthospilos
- Paedophryne amauensis
- Paedophryne dekot
- Paedophryne kathismaphlox
- Paedophryne oyatabu
- Paedophryne swiftorum
- Paedophryne verrucosa
- Panophrys acuta
- Panophrys angka
- Panophrys anlongensis
- Panophrys baishanzuensis
- Panophrys baolongensis
- Panophrys binchuanensis
- Panophrys binlingensis
- Panophrys boettgeri
- Panophrys brachykolos
- Panophrys caobangensis
- Panophrys caudoprocta
- Panophrys cheni
- Panophrys chishuiensis
- Panophrys congjiangensis
- Panophrys daiyunensis
- Panophrys daoji
- Panophrys daweimontis
- Panophrys dongguanensis
- Panophrys fansipanensis
- Panophrys frigida
- Panophrys hoanglienensis
- Panophrys huangshanensis
- Panophrys insularis
- Panophrys jiangi
- Panophrys jingdongensis
- Panophrys jinggangensis
- Panophrys jiulianensis
- Panophrys kuatunensis
- Panophrys leishanensis
- Panophrys liboensis
- Panophrys lini
- Panophrys lishuiensis
- Panophrys lushuiensis
- Panophrys minor
- Panophrys mirabilis
- Panophrys mufumontana
- Panophrys nankunensis
- Panophrys nanlingensis
- Panophrys obesa
- Panophrys ombrophila
- Panophrys omeimontis
- Panophrys palpebralespinosa
- Panophrys qianbeiensis
- Panophrys rubrimera
- Panophrys sangzhiensis
- Panophrys sanmingensis
- Panophrys shimentaina
- Panophrys shuichengensis
- Panophrys shunhuangensis
- Panophrys spinata
- Panophrys tongboensis
- Panophrys tuberogranulatus
- Panophrys wawuensis
- Panophrys wugongensis
- Panophrys wuliangshanensis
- Panophrys wushanensis
- Panophrys xiangnanensis
- Panophrys xianjuensis
- Panophrys yangmingensis
- Papurana arfaki
- Papurana aurata
- Papurana celebensis
- Papurana daemeli
- Papurana elberti
- Papurana florensis
- Papurana garritor
- Papurana grisea
- Papurana jimiensis
- Papurana kreffti
- Papurana milleti
- Papurana milneana
- Papurana moluccana
- Papurana novaeguineae
- Papurana papua
- Papurana supragrisea
- Papurana volkerjane
- Papurana waliesa
- Paracassina kounhiensis
- Paracassina obscura
- Paracrinia haswelli
- Paradactylodon mustersi
- Paradactylodon persicus
- Paradoxophyla palmata
- Paradoxophyla tiarano
- Paramesotriton aurantius
- Paramesotriton caudopunctatus
- Paramesotriton chinensis
- Paramesotriton deloustali
- Paramesotriton fuzhongensis
- Paramesotriton guangxiensis
- Paramesotriton hongkongensis
- Paramesotriton labiatus
- Paramesotriton longliensis
- Paramesotriton maolanensis
- Paramesotriton qixilingensis
- Paramesotriton wulingensis
- Paramesotriton yunwuensis
- Paramesotriton zhijinensis
- Parapelophryne scalpta
- Paratelmatobius cardosoi
- Paratelmatobius gaigeae
- Paratelmatobius lutzii
- Paratelmatobius mantiqueira
- Paratelmatobius pictiventris
- Paratelmatobius poecilogaster
- Paratelmatobius segallai
- Paratelmatobius yepiranga
- Parhoplophryne usambarica
- Parvimolge townsendi
- Pedostibes tuberculosus
- Pelobates balcanicus
- Pelobates cultripes
- Pelobates fuscus
- Pelobates syriacus
- Pelobates varaldii
- Pelobates vespertinus
- Pelobatrachus baluensis
- Pelobatrachus edwardinae
- Pelobatrachus kalimantanensis
- Pelobatrachus kobayashii
- Pelobatrachus ligayae
- Pelobatrachus nasuta
- Pelobatrachus stejnegeri
- Pelodytes atlanticus
- Pelodytes caucasicus
- Pelodytes ibericus
- Pelodytes punctatus
- Pelophryne albotaeniata
- Pelophryne api
- Pelophryne brevipes
- Pelophryne guentheri
- Pelophryne ingeri
- Pelophryne lighti
- Pelophryne linanitensis
- Pelophryne macrotis
- Pelophryne misera
- Pelophryne murudensis
- Pelophryne penrissenensis
- Pelophryne rhopophilia
- Pelophryne saravacensis
- Pelophryne signata
- Pelophylax bedriagae
- Pelophylax bergeri
- Pelophylax caralitanus
- Pelophylax cerigensis
- Pelophylax chosenicus
- Pelophylax cretensis
- Pelophylax cypriensis
- Pelophylax demarchii
- Pelophylax epeiroticus
- Pelophylax esculentus
- Pelophylax fukienensis
- Pelophylax grafi
- Pelophylax hispanicus
- Pelophylax hubeiensis
- Pelophylax kurtmuelleri
- Pelophylax lateralis
- Pelophylax lessonae
- Pelophylax nigromaculatus
- Pelophylax perezi
- Pelophylax plancyi
- Pelophylax porosus
- Pelophylax ridibundus
- Pelophylax saharicus
- Pelophylax shqipericus
- Pelophylax tenggerensis
- Pelophylax terentievi
- Peltophryne armata
- Peltophryne cataulaciceps
- Peltophryne dunni
- Peltophryne empusa
- Peltophryne florentinoi
- Peltophryne fluviatica
- Peltophryne fustiger
- Peltophryne guentheri
- Peltophryne gundlachi
- Peltophryne lemur
- Peltophryne longinasus
- Peltophryne peltocephala
- Peltophryne ramsdeni
- Peltophryne taladai
- Petropedetes cameronensis
- Petropedetes euskircheni
- Petropedetes johnstoni
- Petropedetes juliawurstnerae
- Petropedetes newtonii
- Petropedetes palmipes
- Petropedetes parkeri
- Petropedetes perreti
- Petropedetes vulpiae
- Phaeognathus hubrichti
- Phantasmarana apuana
- Phantasmarana bocainensis
- Phantasmarana boticariana
- Phantasmarana jordanensis
- Phantasmarana lutzae
- Phantasmarana massarti
- Phasmahyla cochranae
- Phasmahyla cruzi
- Phasmahyla exilis
- Phasmahyla guttata
- Phasmahyla jandaia
- Phasmahyla lisbella
- Phasmahyla spectabilis
- Phasmahyla timbo
- Philautus abditus
- Philautus acutirostris
- Philautus acutus
- Philautus amabilis
- Philautus amoenus
- Philautus aurantium
- Philautus aurifasciatus
- Philautus bunitus
- Philautus cardamonus
- Philautus catbaensis
- Philautus cinerascens
- Philautus cornutus
- Philautus davidlabangi
- Philautus disgregus
- Philautus dubius
- Philautus erythrophthalmus
- Philautus everetti
- Philautus garo
- Philautus gunungensis
- Philautus hosii
- Philautus ingeri
- Philautus jacobsoni
- Philautus juliandringi
- Philautus kakipanjang
- Philautus kempiae
- Philautus kempii
- Philautus kerangae
- Philautus larutensis
- Philautus leitensis
- Philautus longicrus
- Philautus macroscelis
- Philautus maosonensis
- Philautus microdiscus
- Philautus mjobergi
- Philautus namdaphaensis
- Philautus nepenthophilus
- Philautus nephophilus
- Philautus nianeae
- Philautus pallidipes
- Philautus petersi
- Philautus poecilius
- Philautus polymorphus
- Philautus refugii
- Philautus sanctisilvaticus
- Philautus saueri
- Philautus schmackeri
- Philautus similis
- Philautus surdus
- Philautus surrufus
- Philautus tectus
- Philautus thamyridion
- Philautus tytthus
- Philautus umbra
- Philautus ventrimaculatus
- Philautus vermiculatus
- Philautus vittiger
- Philautus worcesteri
- Philoria frosti
- Philoria kundagungan
- Philoria loveridgei
- Philoria pughi
- Philoria richmondensis
- Philoria sphagnicolus
- Phlyctimantis boulengeri
- Phlyctimantis keithae
- Phlyctimantis leonardi
- Phlyctimantis maculatus
- Phlyctimantis verrucosus
- Phrynella pulchra
- Phrynobatrachus accraensis
- Phrynobatrachus acridoides
- Phrynobatrachus acutirostris
- Phrynobatrachus afiabirago
- Phrynobatrachus africanus
- Phrynobatrachus albolabris
- Phrynobatrachus albomarginatus
- Phrynobatrachus alleni
- Phrynobatrachus ambanguluensis
- Phrynobatrachus amieti
- Phrynobatrachus annulatus
- Phrynobatrachus anotis
- Phrynobatrachus arcanus
- Phrynobatrachus asper
- Phrynobatrachus auritus
- Phrynobatrachus batesii
- Phrynobatrachus bequaerti
- Phrynobatrachus bibita
- Phrynobatrachus breviceps
- Phrynobatrachus brevipalmatus
- Phrynobatrachus brongersmai
- Phrynobatrachus bullans
- Phrynobatrachus calcaratus
- Phrynobatrachus chukuchuku
- Phrynobatrachus congicus
- Phrynobatrachus cornutus
- Phrynobatrachus cricogaster
- Phrynobatrachus cryptotis
- Phrynobatrachus dalcqi
- Phrynobatrachus danko
- Phrynobatrachus dendrobates
- Phrynobatrachus discogularis
- Phrynobatrachus dispar
- Phrynobatrachus elberti
- Phrynobatrachus francisci
- Phrynobatrachus fraterculus
- Phrynobatrachus gastoni
- Phrynobatrachus ghanensis
- Phrynobatrachus giorgii
- Phrynobatrachus graueri
- Phrynobatrachus guineensis
- Phrynobatrachus gutturosus
- Phrynobatrachus hieroglyphicus
- Phrynobatrachus horsti
- Phrynobatrachus hylaios
- Phrynobatrachus inexpectatus
- Phrynobatrachus intermedius
- Phrynobatrachus irangi
- Phrynobatrachus jimzimkusi
- Phrynobatrachus kakamikro
- Phrynobatrachus keniensis
- Phrynobatrachus kinangopensis
- Phrynobatrachus krefftii
- Phrynobatrachus latifrons
- Phrynobatrachus leveleve
- Phrynobatrachus liberiensis
- Phrynobatrachus mababiensis
- Phrynobatrachus maculiventris
- Phrynobatrachus manengoubensis
- Phrynobatrachus mayokoensis
- Phrynobatrachus mbabo
- Phrynobatrachus minutus
- Phrynobatrachus nanus
- Phrynobatrachus natalensis
- Phrynobatrachus njiomock
- Phrynobatrachus ogoensis
- Phrynobatrachus pakenhami
- Phrynobatrachus pallidus
- Phrynobatrachus parkeri
- Phrynobatrachus parvulus
- Phrynobatrachus perpalmatus
- Phrynobatrachus petropedetoides
- Phrynobatrachus phyllophilus
- Phrynobatrachus pintoi
- Phrynobatrachus plicatus
- Phrynobatrachus pygmaeus
- Phrynobatrachus rainerguentheri
- Phrynobatrachus rouxi
- Phrynobatrachus rungwensis
- Phrynobatrachus ruthbeateae
- Phrynobatrachus sandersoni
- Phrynobatrachus scapularis
- Phrynobatrachus scheffleri
- Phrynobatrachus schioetzi
- Phrynobatrachus steindachneri
- Phrynobatrachus sternfeldi
- Phrynobatrachus stewartae
- Phrynobatrachus sulfureogularis
- Phrynobatrachus taiensis
- Phrynobatrachus tanoeensis
- Phrynobatrachus tokba
- Phrynobatrachus ukingensis
- Phrynobatrachus ungujae
- Phrynobatrachus uzungwensis
- Phrynobatrachus versicolor
- Phrynobatrachus villiersi
- Phrynobatrachus vogti
- Phrynobatrachus werneri
- Phrynoglossus baluensis
- Phrynoglossus celebensis
- Phrynoglossus diminutivus
- Phrynoglossus floresianus
- Phrynoglossus laevis
- Phrynoglossus magnapustulosus
- Phrynoglossus martensii
- Phrynoglossus myanhessei
- Phrynoglossus semipalmatus
- Phrynoglossus sumatranus
- Phrynoglossus swanbornorum
- Phrynoglossus tompotika
- Phrynoidis aspera
- Phrynoidis juxtasper
- Phrynomantis affinis
- Phrynomantis annectens
- Phrynomantis bifasciatus
- Phrynomantis microps
- Phrynomantis newtoni
- Phrynomantis somalicus
- Phrynomedusa appendiculata
- Phrynomedusa bokermanni
- Phrynomedusa dryade
- Phrynomedusa fimbriata
- Phrynomedusa marginata
- Phrynomedusa vanzolinii
- Phrynopus anancites
- Phrynopus auriculatus
- Phrynopus badius
- Phrynopus barthlenae
- Phrynopus bracki
- Phrynopus bufoides
- Phrynopus capitalis
- Phrynopus chaparroi
- Phrynopus daemon
- Phrynopus dagmarae
- Phrynopus dumicola
- Phrynopus heimorum
- Phrynopus horstpauli
- Phrynopus interstinctus
- Phrynopus inti
- Phrynopus juninensis
- Phrynopus kauneorum
- Phrynopus kotosh
- Phrynopus lapidoides
- Phrynopus lechriorhynchus
- Phrynopus mariellaleo
- Phrynopus miroslawae
- Phrynopus montium
- Phrynopus oblivius
- Phrynopus paucari
- Phrynopus personatus
- Phrynopus peruanus
- Phrynopus pesantesi
- Phrynopus remotum
- Phrynopus tautzorum
- Phrynopus thompsoni
- Phrynopus tribulosus
- Phrynopus unchog
- Phrynopus valquii
- Phrynopus vestigiatus
- Phyllobates aurotaenia
- Phyllobates bicolor
- Phyllobates lugubris
- Phyllobates terribilis
- Phyllobates vittatus
- Phyllodytes acuminatus
- Phyllodytes amadoi
- Phyllodytes auratus
- Phyllodytes brevirostris
- Phyllodytes edelmoi
- Phyllodytes gyrinaethes
- Phyllodytes kautskyi
- Phyllodytes luteolus
- Phyllodytes maculosus
- Phyllodytes magnus
- Phyllodytes megatympanum
- Phyllodytes melanomystax
- Phyllodytes praeceptor
- Phyllodytes punctatus
- Phyllodytes tuberculosus
- Phyllodytes wuchereri
- Phyllomedusa araguari
- Phyllomedusa atelopoides
- Phyllomedusa ayeaye
- Phyllomedusa azurea
- Phyllomedusa bahiana
- Phyllomedusa baltea
- Phyllomedusa bicolor
- Phyllomedusa boliviana
- Phyllomedusa burmeisteri
- Phyllomedusa camba
- Phyllomedusa centralis
- Phyllomedusa chaparroi
- Phyllomedusa coelestis
- Phyllomedusa distincta
- Phyllomedusa duellmani
- Phyllomedusa ecuatoriana
- Phyllomedusa hypochondrialis
- Phyllomedusa iheringii
- Phyllomedusa megacephala
- Phyllomedusa neildi
- Phyllomedusa nordestina
- Phyllomedusa oreades
- Phyllomedusa palliata
- Phyllomedusa perinesos
- Phyllomedusa rohdei
- Phyllomedusa sauvagii
- Phyllomedusa tarsius
- Phyllomedusa tetraploidea
- Phyllomedusa tomopterna
- Phyllomedusa trinitatis
- Phyllomedusa vaillantii
- Phyllomedusa venusta
- Physalaemus aguirrei
- Physalaemus albifrons
- Physalaemus albonotatus
- Physalaemus angrensis
- Physalaemus araxa
- Physalaemus atim
- Physalaemus atlanticus
- Physalaemus barrioi
- Physalaemus biligonigerus
- Physalaemus bokermanni
- Physalaemus caete
- Physalaemus camacan
- Physalaemus carrizorum
- Physalaemus centralis
- Physalaemus cicada
- Physalaemus claptoni
- Physalaemus crombiei
- Physalaemus cuqui
- Physalaemus cuvieri
- Physalaemus deimaticus
- Physalaemus ephippifer
- Physalaemus erikae
- Physalaemus erythros
- Physalaemus evangelistai
- Physalaemus feioi
- Physalaemus fernandezae
- Physalaemus fischeri
- Physalaemus gracilis
- Physalaemus henselii
- Physalaemus insperatus
- Physalaemus irroratus
- Physalaemus jordanensis
- Physalaemus kroyeri
- Physalaemus lateristriga
- Physalaemus lisei
- Physalaemus maculiventris
- Physalaemus marmoratus
- Physalaemus maximus
- Physalaemus moreirae
- Physalaemus nanus
- Physalaemus nattereri
- Physalaemus obtectus
- Physalaemus olfersii
- Physalaemus orophilus
- Physalaemus riograndensis
- Physalaemus rupestris
- Physalaemus santafecinus
- Physalaemus signifer
- Physalaemus soaresi
- Physalaemus spiniger
- Phyzelaphryne miriamae
- Phyzelaphryne nimio
- Pipa arrabali
- Pipa aspera
- Pipa carvalhoi
- Pipa myersi
- Pipa parva
- Pipa pipa
- Pipa snethlageae
- Pithecopus araguaius
- Pithecopus gonzagai
- Pithecopus rusticus
- Platymantis banahao
- Platymantis batantae
- Platymantis bayani
- Platymantis biak
- Platymantis bimaculatus
- Platymantis browni
- Platymantis bufonulus
- Platymantis caesiops
- Platymantis cagayanensis
- Platymantis cheesmanae
- Platymantis cornutus
- Platymantis corrugatus
- Platymantis cryptotis
- Platymantis diesmosi
- Platymantis dorsalis
- Platymantis guentheri
- Platymantis hazelae
- Platymantis indeprensus
- Platymantis insulatus
- Platymantis isarog
- Platymantis lawtoni
- Platymantis levigatus
- Platymantis luzonensis
- Platymantis macrops
- Platymantis manus
- Platymantis mimicus
- Platymantis mimulus
- Platymantis montanus
- Platymantis myersi
- Platymantis naomii
- Platymantis navjoti
- Platymantis negrosensis
- Platymantis paengi
- Platymantis panayensis
- Platymantis parkeri
- Platymantis polillensis
- Platymantis pseudodorsalis
- Platymantis punctatus
- Platymantis pygmaeus
- Platymantis quezoni
- Platymantis rabori
- Platymantis sierramadrensis
- Platymantis spelaeus
- Platymantis subterrestris
- Platymantis taylori
- Platymantis wuenscheorum
- Platypelis alticola
- Platypelis ando
- Platypelis barbouri
- Platypelis cowanii
- Platypelis grandis
- Platypelis karenae
- Platypelis laetus
- Platypelis mavomavo
- Platypelis milloti
- Platypelis olgae
- Platypelis pollicaris
- Platypelis ranjomena
- Platypelis ravus
- Platypelis tetra
- Platypelis tsaratananaensis
- Platypelis tuberifera
- Platyplectrum ornatum
- Platyplectrum spenceri
- Plectrohyla acanthodes
- Plectrohyla avia
- Plectrohyla calthula
- Plectrohyla calvata
- Plectrohyla chrysopleura
- Plectrohyla dasypus
- Plectrohyla ephemera
- Plectrohyla exquisita
- Plectrohyla glandulosa
- Plectrohyla guatemalensis
- Plectrohyla hartwegi
- Plectrohyla ixil
- Plectrohyla lacertosa
- Plectrohyla matudai
- Plectrohyla pokomchi
- Plectrohyla psiloderma
- Plectrohyla pycnochila
- Plectrohyla quecchi
- Plectrohyla sagorum
- Plectrohyla tecunumani
- Plectrohyla teuchestes
- Plethodon ainsworthi
- Plethodon albagula
- Plethodon amplus
- Plethodon angusticlavius
- Plethodon asupak
- Plethodon aureolus
- Plethodon caddoensis
- Plethodon chattahoochee
- Plethodon cheoah
- Plethodon chlorobryonis
- Plethodon cinereus
- Plethodon cylindraceus
- Plethodon dixi
- Plethodon dorsalis
- Plethodon dunni
- Plethodon electromorphus
- Plethodon elongatus
- Plethodon fourchensis
- Plethodon glutinosus
- Plethodon grobmani
- Plethodon hoffmani
- Plethodon hubrichti
- Plethodon idahoensis
- Plethodon jacksoni
- Plethodon jordani
- Plethodon kentucki
- Plethodon kiamichi
- Plethodon kisatchie
- Plethodon larselli
- Plethodon meridianus
- Plethodon metcalfi
- Plethodon mississippi
- Plethodon montanus
- Plethodon neomexicanus
- Plethodon nettingi
- Plethodon ocmulgee
- Plethodon ouachitae
- Plethodon pauleyi
- Plethodon petraeus
- Plethodon punctatus
- Plethodon richmondi
- Plethodon savannah
- Plethodon sequoyah
- Plethodon serratus
- Plethodon shenandoah
- Plethodon sherando
- Plethodon shermani
- Plethodon stormi
- Plethodon teyahalee
- Plethodon vandykei
- Plethodon variolatus
- Plethodon vehiculum
- Plethodon ventralis
- Plethodon virginia
- Plethodon websteri
- Plethodon wehrlei
- Plethodon welleri
- Plethodon yonahlossee
- Plethodontohyla alluaudi
- Plethodontohyla angulifera
- Plethodontohyla bipunctata
- Plethodontohyla brevipes
- Plethodontohyla fonetana
- Plethodontohyla guentheri
- Plethodontohyla inguinalis
- Plethodontohyla laevis
- Plethodontohyla mihanika
- Plethodontohyla notosticta
- Plethodontohyla ocellata
- Plethodontohyla tuberata
- Pleurodeles nebulosus
- Pleurodeles poireti
- Pleurodeles waltl
- Pleurodema alium
- Pleurodema bibroni
- Pleurodema borellii
- Pleurodema brachyops
- Pleurodema bufoninum
- Pleurodema cinereum
- Pleurodema cordobae
- Pleurodema diplolister
- Pleurodema fuscomaculatum
- Pleurodema guayapae
- Pleurodema kriegi
- Pleurodema marmoratum
- Pleurodema nebulosum
- Pleurodema somuncurense
- Pleurodema thaul
- Pleurodema tucumanum
- Polypedates assamensis
- Polypedates braueri
- Polypedates chlorophthalmus
- Polypedates colletti
- Polypedates cruciger
- Polypedates discantus
- Polypedates hecticus
- Polypedates impresus
- Polypedates insularis
- Polypedates iskandari
- Polypedates leucomystax
- Polypedates macrotis
- Polypedates maculatus
- Polypedates megacephalus
- Polypedates mutus
- Polypedates occidentalis
- Polypedates otilophus
- Polypedates pseudocruciger
- Polypedates pseudotilophus
- Polypedates ranwellai
- Polypedates subansiriensis
- Polypedates taeniatus
- Polypedates teraiensis
- Polypedates zed
- Potamotyphlus kaupii
- Poyntonia paludicola
- Poyntonophrynus beiranus
- Poyntonophrynus damaranus
- Poyntonophrynus dombensis
- Poyntonophrynus fenoulheti
- Poyntonophrynus grandisonae
- Poyntonophrynus hoeschi
- Poyntonophrynus kavangensis
- Poyntonophrynus lughensis
- Poyntonophrynus pachnodes
- Poyntonophrynus parkeri
- Poyntonophrynus vertebralis
- Praslinia cooperi
- Pristimantis aaptus
- Pristimantis abakapa
- Pristimantis academicus
- Pristimantis acatallelus
- Pristimantis acerus
- Pristimantis achatinus
- Pristimantis achupalla
- Pristimantis actinolaimus
- Pristimantis actites
- Pristimantis acuminatus
- Pristimantis acutirostris
- Pristimantis adiastolus
- Pristimantis adnus
- Pristimantis aemulatus
- Pristimantis affinis
- Pristimantis afrox
- Pristimantis alalocophus
- Pristimantis albericoi
- Pristimantis albertus
- Pristimantis albujai
- Pristimantis alius
- Pristimantis allpapuyu
- Pristimantis almendariz
- Pristimantis altae
- Pristimantis altamazonicus
- Pristimantis altamnis
- Pristimantis amaguanae
- Pristimantis ameliae
- Pristimantis amydrotus
- Pristimantis andinogigas
- Pristimantis andinognomus
- Pristimantis anemerus
- Pristimantis angustilineatus
- Pristimantis aniptopalmatus
- Pristimantis anolirex
- Pristimantis anotis
- Pristimantis antisuyu
- Pristimantis apiculatus
- Pristimantis appendiculatus
- Pristimantis aquilonaris
- Pristimantis ardalonychus
- Pristimantis ardilae
- Pristimantis ardyae
- Pristimantis ashaninka
- Pristimantis astralos
- Pristimantis atillo
- Pristimantis atrabracus
- Pristimantis atratus
- Pristimantis attenboroughi
- Pristimantis aurantiguttatus
- Pristimantis aureolineatus
- Pristimantis aureoventris
- Pristimantis auricarens
- Pristimantis avicuporum
- Pristimantis avius
- Pristimantis bacchus
- Pristimantis baiotis
- Pristimantis balionotus
- Pristimantis bambu
- Pristimantis barrigai
- Pristimantis baryecuus
- Pristimantis batrachites
- Pristimantis bearsei
- Pristimantis bellae
- Pristimantis bellator
- Pristimantis bellona
- Pristimantis bernali
- Pristimantis bicantus
- Pristimantis bicolor
- Pristimantis bicumulus
- Pristimantis bipunctatus
- Pristimantis boconoensis
- Pristimantis bogotensis
- Pristimantis boucephalus
- Pristimantis boulengeri
- Pristimantis bounides
- Pristimantis bowara
- Pristimantis brevicrus
- Pristimantis brevifrons
- Pristimantis briceni
- Pristimantis bromeliaceus
- Pristimantis buccinator
- Pristimantis buckleyi
- Pristimantis buenaventura
- Pristimantis bustamante
- Pristimantis cabrerai
- Pristimantis cacao
- Pristimantis caeruleonotus
- Pristimantis cajamarcensis
- Pristimantis cajanuma
- Pristimantis calcaratus
- Pristimantis calcarulatus
- Pristimantis caliginosus
- Pristimantis calima
- Pristimantis caniari
- Pristimantis cantitans
- Pristimantis capitonis
- Pristimantis caprifer
- Pristimantis carlosceroni
- Pristimantis carlossanchezi
- Pristimantis carmelitae
- Pristimantis carranguerorum
- Pristimantis carvalhoi
- Pristimantis carylae
- Pristimantis caryophyllaceus
- Pristimantis cedros
- Pristimantis celator
- Pristimantis cerasinus
- Pristimantis ceuthospilus
- Pristimantis chalceus
- Pristimantis chamezensis
- Pristimantis charlottevillensis
- Pristimantis chiastonotus
- Pristimantis chimu
- Pristimantis chloronotus
- Pristimantis chocoensis
- Pristimantis chocolatebari
- Pristimantis chomskyi
- Pristimantis chrysops
- Pristimantis churuwiai
- Pristimantis cisnerosi
- Pristimantis citriogaster
- Pristimantis colodactylus
- Pristimantis colomai
- Pristimantis colonensis
- Pristimantis colostichos
- Pristimantis condor
- Pristimantis conservatio
- Pristimantis conspicillatus
- Pristimantis cordovae
- Pristimantis corniger
- Pristimantis coronatus
- Pristimantis corrugatus
- Pristimantis cosnipatae
- Pristimantis cremnobates
- Pristimantis crenunguis
- Pristimantis cristinae
- Pristimantis croceoinguinis
- Pristimantis crucifer
- Pristimantis cruciocularis
- Pristimantis cruentus
- Pristimantis cryophilius
- Pristimantis cryptomelas
- Pristimantis cuentasi
- Pristimantis culatensis
- Pristimantis cuneirostris
- Pristimantis curtipes
- Pristimantis danae
- Pristimantis daquilemai
- Pristimantis degener
- Pristimantis deinops
- Pristimantis delicatus
- Pristimantis delius
- Pristimantis dendrobatoides
- Pristimantis devillei
- Pristimantis deyi
- Pristimantis diadematus
- Pristimantis diaphonus
- Pristimantis diogenes
- Pristimantis dissimulatus
- Pristimantis divnae
- Pristimantis dorado
- Pristimantis dorsopictus
- Pristimantis duellmani
- Pristimantis duende
- Pristimantis dundeei
- Pristimantis ecuadorensis
- Pristimantis elegans
- Pristimantis enigmaticus
- Pristimantis epacrus
- Pristimantis eremitus
- Pristimantis eriphus
- Pristimantis ernesti
- Pristimantis erythroinguinis
- Pristimantis erythropleura
- Pristimantis erythros
- Pristimantis esmeraldas
- Pristimantis espedeus
- Pristimantis eugeniae
- Pristimantis euphronides
- Pristimantis eurydactylus
- Pristimantis exoristus
- Pristimantis factiosus
- Pristimantis fallax
- Pristimantis farisorum
- Pristimantis fasciatus
- Pristimantis fenestratus
- Pristimantis ferwerdai
- Pristimantis festae
- Pristimantis fetosus
- Pristimantis flabellidiscus
- Pristimantis floridus
- Pristimantis frater
- Pristimantis gagliardi
- Pristimantis gagliardoi
- Pristimantis gaigei
- Pristimantis galdi
- Pristimantis ganonotus
- Pristimantis geminus
- Pristimantis gentryi
- Pristimantis ginesi
- Pristimantis giorgii
- Pristimantis gladiator
- Pristimantis glandulosus
- Pristimantis gloria
- Pristimantis gracilis
- Pristimantis gralarias
- Pristimantis grandiceps
- Pristimantis gretathunbergae
- Pristimantis gryllus
- Pristimantis guaiquinimensis
- Pristimantis gualacenio
- Pristimantis gutturalis
- Pristimantis hamiotae
- Pristimantis hampatusami
- Pristimantis hectus
- Pristimantis helvolus
- Pristimantis hernandezi
- Pristimantis hoogmoedi
- Pristimantis huicundo
- Pristimantis humboldti
- Pristimantis hybotragus
- Pristimantis ignicolor
- Pristimantis iiap
- Pristimantis illotus
- Pristimantis imitatrix
- Pristimantis imthurni
- Pristimantis incanus
- Pristimantis incertus
- Pristimantis incomptus
- Pristimantis infraguttatus
- Pristimantis ingles
- Pristimantis inguinalis
- Pristimantis insignitus
- Pristimantis inusitatus
- Pristimantis ixalus
- Pristimantis jabonensis
- Pristimantis jaguensis
- Pristimantis jaimei
- Pristimantis jamescameroni
- Pristimantis jester
- Pristimantis jimenezi
- Pristimantis johannesdei
- Pristimantis jorgevelosai
- Pristimantis juanchoi
- Pristimantis jubatus
- Pristimantis kareliae
- Pristimantis katoptroides
- Pristimantis kelephas
- Pristimantis kichwarum
- Pristimantis kirklandi
- Pristimantis kiruhampatu
- Pristimantis koehleri
- Pristimantis kuri
- Pristimantis labiosus
- Pristimantis lacrimosus
- Pristimantis lancinii
- Pristimantis lanthanites
- Pristimantis lasalleorum
- Pristimantis latericius
- Pristimantis laticlavius
- Pristimantis latidiscus
- Pristimantis latro
- Pristimantis ledzeppelin
- Pristimantis lemur
- Pristimantis leoni
- Pristimantis leopardus
- Pristimantis leptolophus
- Pristimantis leucopus
- Pristimantis leucorrhinus
- Pristimantis librarius
- Pristimantis lichenoides
- Pristimantis limoncochensis
- Pristimantis lindae
- Pristimantis lirellus
- Pristimantis lividus
- Pristimantis llanganati
- Pristimantis llojsintuta
- Pristimantis lojanus
- Pristimantis longicorpus
- Pristimantis loujosti
- Pristimantis loustes
- Pristimantis lucasi
- Pristimantis lucidosignatus
- Pristimantis luscombei
- Pristimantis luteolateralis
- Pristimantis lutitus
- Pristimantis lutzae
- Pristimantis lymani
- Pristimantis lynchi
- Pristimantis lythrodes
- Pristimantis maculosus
- Pristimantis malkini
- Pristimantis mallii
- Pristimantis marahuaka
- Pristimantis marcoreyesi
- Pristimantis mariaelenae
- Pristimantis marmoratus
- Pristimantis mars
- Pristimantis martiae
- Pristimantis matidiktyo
- Pristimantis matildae
- Pristimantis mazar
- Pristimantis medemi
- Pristimantis megalops
- Pristimantis melanogaster
- Pristimantis melanoproctus
- Pristimantis memorans
- Pristimantis mendax
- Pristimantis meridionalis
- Pristimantis merostictus
- Pristimantis metabates
- Pristimantis miktos
- Pristimantis mindo
- Pristimantis minimus
- Pristimantis minutulus
- Pristimantis miyatai
- Pristimantis mnionaetes
- Pristimantis moa
- Pristimantis modipeplus
- Pristimantis molybrignus
- Pristimantis mondolfii
- Pristimantis moro
- Pristimantis muchimuk
- Pristimantis multicolor
- Pristimantis munozi
- Pristimantis muranunka
- Pristimantis muricatus
- Pristimantis muscosus
- Pristimantis museosus
- Pristimantis mutabilis
- Pristimantis myersi
- Pristimantis myops
- Pristimantis nangaritza
- Pristimantis nankints
- Pristimantis nanus
- Pristimantis nelsongalloi
- Pristimantis nephophilus
- Pristimantis nervicus
- Pristimantis nicefori
- Pristimantis nietoi
- Pristimantis nigrogriseus
- Pristimantis nimbus
- Pristimantis nubisilva
- Pristimantis nyctophylax
- Pristimantis obmutescens
- Pristimantis ocellatus
- Pristimantis ockendeni
- Pristimantis ocreatus
- Pristimantis okmoi
- Pristimantis olivaceus
- Pristimantis omeviridis
- Pristimantis onorei
- Pristimantis orcesi
- Pristimantis orcus
- Pristimantis orestes
- Pristimantis ornatissimus
- Pristimantis ornatus
- Pristimantis orpacobates
- Pristimantis orphnolaimus
- Pristimantis ortizi
- Pristimantis padiali
- Pristimantis padrecarlosi
- Pristimantis pahuma
- Pristimantis paisa
- Pristimantis palmeri
- Pristimantis paquishae
- Pristimantis paramerus
- Pristimantis pardalinus
- Pristimantis pardalis
- Pristimantis parectatus
- Pristimantis pariagnomus
- Pristimantis parvillus
- Pristimantis pastazensis
- Pristimantis pataikos
- Pristimantis paulodutrai
- Pristimantis paulpittmani
- Pristimantis paululus
- Pristimantis pecki
- Pristimantis pedimontanus
- Pristimantis penelopus
- Pristimantis peraticus
- Pristimantis percnopterus
- Pristimantis percultus
- Pristimantis permixtus
- Pristimantis peruvianus
- Pristimantis petersi
- Pristimantis petersioides
- Pristimantis petrobardus
- Pristimantis phalaroinguinis
- Pristimantis phalarus
- Pristimantis pharangobates
- Pristimantis philipi
- Pristimantis phoxocephalus
- Pristimantis phragmipleuron
- Pristimantis piceus
- Pristimantis pichincha
- Pristimantis pictus
- Pristimantis pinchaque
- Pristimantis pinguis
- Pristimantis pirrensis
- Pristimantis platychilus
- Pristimantis platydactylus
- Pristimantis pleurostriatus
- Pristimantis pluvialis
- Pristimantis pluvian
- Pristimantis polemistes
- Pristimantis polychrus
- Pristimantis pramukae
- Pristimantis prolatus
- Pristimantis prometeii
- Pristimantis proserpens
- Pristimantis pruinatus
- Pristimantis pseudoacuminatus
- Pristimantis pteridophilus
- Pristimantis ptochus
- Pristimantis pugnax
- Pristimantis puipui
- Pristimantis pulchridormientes
- Pristimantis pulvinatus
- Pristimantis punzan
- Pristimantis puruscafeum
- Pristimantis pycnodermis
- Pristimantis pyrrhomerus
- Pristimantis quantus
- Pristimantis quaquaversus
- Pristimantis quicato
- Pristimantis quinquagesimus
- Pristimantis quintanai
- Pristimantis racemus
- Pristimantis ramagii
- Pristimantis reclusas
- Pristimantis reichlei
- Pristimantis renjiforum
- Pristimantis repens
- Pristimantis restrepoi
- Pristimantis reticulatus
- Pristimantis rhabdocnemus
- Pristimantis rhabdolaemus
- Pristimantis rhigophilus
- Pristimantis rhodoplichus
- Pristimantis rhodostichus
- Pristimantis ridens
- Pristimantis rivasi
- Pristimantis riveroi
- Pristimantis riveti
- Pristimantis romanorum
- Pristimantis romeroae
- Pristimantis roni
- Pristimantis rosadoi
- Pristimantis roseus
- Pristimantis royi
- Pristimantis rozei
- Pristimantis rubicundus
- Pristimantis ruedai
- Pristimantis rufioculis
- Pristimantis rufoviridis
- Pristimantis ruidus
- Pristimantis rupicola
- Pristimantis ruthveni
- Pristimantis sacharuna
- Pristimantis sagittulus
- Pristimantis salaputium
- Pristimantis saltissimus
- Pristimantis samaipatae
- Pristimantis samaniegoi
- Pristimantis sambalan
- Pristimantis sanctaemartae
- Pristimantis sanguineus
- Pristimantis sarisarinama
- Pristimantis satagius
- Pristimantis saturninoi
- Pristimantis savagei
- Pristimantis schultei
- Pristimantis scitulus
- Pristimantis scoloblepharus
- Pristimantis scolodiscus
- Pristimantis scopaeus
- Pristimantis seorsus
- Pristimantis serendipitus
- Pristimantis shrevei
- Pristimantis signifer
- Pristimantis silverstonei
- Pristimantis simonbolivari
- Pristimantis simonsii
- Pristimantis simoteriscus
- Pristimantis simoterus
- Pristimantis sinschi
- Pristimantis siopelus
- Pristimantis sira
- Pristimantis sirnigeli
- Pristimantis skydmainos
- Pristimantis sneiderni
- Pristimantis sobetes
- Pristimantis spectabilis
- Pristimantis spilogaster
- Pristimantis spinosus
- Pristimantis stenodiscus
- Pristimantis sternothylax
- Pristimantis stictoboubonus
- Pristimantis stictogaster
- Pristimantis stictus
- Pristimantis stipa
- Pristimantis subsigillatus
- Pristimantis suetus
- Pristimantis sulculus
- Pristimantis supernatis
- Pristimantis surdus
- Pristimantis susaguae
- Pristimantis taciturnus
- Pristimantis taeniatus
- Pristimantis tamsitti
- Pristimantis tantanti
- Pristimantis tanyrhynchus
- Pristimantis tayrona
- Pristimantis telefericus
- Pristimantis tenebrionis
- Pristimantis terraebolivaris
- Pristimantis terrapacis
- Pristimantis teslai
- Pristimantis thectopternus
- Pristimantis thyellus
- Pristimantis thymalopsoides
- Pristimantis thymelensis
- Pristimantis tiktik
- Pristimantis tinajillas
- Pristimantis tinguichaca
- Pristimantis toftae
- Pristimantis torrenticola
- Pristimantis torresi
- Pristimantis totoroi
- Pristimantis trachyblepharis
- Pristimantis tribulosus
- Pristimantis truebae
- Pristimantis tubernasus
- Pristimantis tungurahua
- Pristimantis turik
- Pristimantis turpinorum
- Pristimantis turumiquirensis
- Pristimantis uisae
- Pristimantis ujucami
- Pristimantis unistrigatus
- Pristimantis urani
- Pristimantis uranobates
- Pristimantis urichi
- Pristimantis vanadise
- Pristimantis variabilis
- Pristimantis veletis
- Pristimantis ventrigranulosus
- Pristimantis ventriguttatus
- Pristimantis ventrimarmoratus
- Pristimantis ventristellatus
- Pristimantis verecundus
- Pristimantis verrucolatus
- Pristimantis versicolor
- Pristimantis vertebralis
- Pristimantis vicarius
- Pristimantis vidua
- Pristimantis viejas
- Pristimantis vilarsi
- Pristimantis vilcabambae
- Pristimantis vinhai
- Pristimantis viridicans
- Pristimantis viridis
- Pristimantis w-nigrum
- Pristimantis wagteri
- Pristimantis walkeri
- Pristimantis waoranii
- Pristimantis wiensi
- Pristimantis xeniolum
- Pristimantis xestus
- Pristimantis xylochobates
- Pristimantis yanezi
- Pristimantis yantzaza
- Pristimantis yaviensis
- Pristimantis yukpa
- Pristimantis yumbo
- Pristimantis yuruaniensis
- Pristimantis yustizi
- Pristimantis zeuctotylus
- Pristimantis zimmermanae
- Pristimantis zoilae
- Pristimantis zophus
- Pristimantis zorro
- Probreviceps durirostris
- Probreviceps loveridgei
- Probreviceps macrodactylus
- Probreviceps rhodesianus
- Probreviceps rungwensis
- Probreviceps uluguruensis
- Proceratophrys appendiculata
- Proceratophrys ararype
- Proceratophrys avelinoi
- Proceratophrys bagnoi
- Proceratophrys belzebul
- Proceratophrys bigibbosa
- Proceratophrys boiei
- Proceratophrys branti
- Proceratophrys brauni
- Proceratophrys carranca
- Proceratophrys concavitympanum
- Proceratophrys cristiceps
- Proceratophrys cururu
- Proceratophrys dibernardoi
- Proceratophrys gladius
- Proceratophrys goyana
- Proceratophrys huntingtoni
- Proceratophrys itamari
- Proceratophrys izecksohni
- Proceratophrys kaingang
- Proceratophrys korekore
- Proceratophrys laticeps
- Proceratophrys mantiqueira
- Proceratophrys melanopogon
- Proceratophrys minuta
- Proceratophrys moehringi
- Proceratophrys moratoi
- Proceratophrys palustris
- Proceratophrys paviotii
- Proceratophrys phyllostomus
- Proceratophrys pombali
- Proceratophrys redacta
- Proceratophrys renalis
- Proceratophrys rondonae
- Proceratophrys rotundipalpebra
- Proceratophrys salvatori
- Proceratophrys sanctaritae
- Proceratophrys schirchi
- Proceratophrys strussmannae
- Proceratophrys subguttata
- Proceratophrys tupinambis
- Proceratophrys vielliardi
- Proteus anguinus
- Pseudacris brachyphona
- Pseudacris brimleyi
- Pseudacris cadaverina
- Pseudacris clarkii
- Pseudacris collinsorum
- Pseudacris crucifer
- Pseudacris feriarum
- Pseudacris fouquettei
- Pseudacris illinoensis
- Pseudacris kalmi
- Pseudacris maculata
- Pseudacris nigrita
- Pseudacris ocularis
- Pseudacris ornata
- Pseudacris regilla
- Pseudacris streckeri
- Pseudacris triseriata
- Pseudhymenochirus merlini
- Pseudis bolbodactyla
- Pseudis cardosoi
- Pseudis fusca
- Pseudis minuta
- Pseudis paradoxa
- Pseudis platensis
- Pseudis tocantins
- Pseudobranchus axanthus
- Pseudobranchus striatus
- Pseudobufo subasper
- Pseudoeurycea ahuitzotl
- Pseudoeurycea altamontana
- Pseudoeurycea amuzga
- Pseudoeurycea anitae
- Pseudoeurycea aquatica
- Pseudoeurycea aurantia
- Pseudoeurycea brunnata
- Pseudoeurycea cochranae
- Pseudoeurycea conanti
- Pseudoeurycea exspectata
- Pseudoeurycea firscheini
- Pseudoeurycea gadovii
- Pseudoeurycea goebeli
- Pseudoeurycea granitum
- Pseudoeurycea juarezi
- Pseudoeurycea kuautli
- Pseudoeurycea leprosa
- Pseudoeurycea lineola
- Pseudoeurycea longicauda
- Pseudoeurycea lynchi
- Pseudoeurycea melanomolga
- Pseudoeurycea mixcoatl
- Pseudoeurycea mixteca
- Pseudoeurycea mystax
- Pseudoeurycea nigromaculata
- Pseudoeurycea obesa
- Pseudoeurycea orchileucos
- Pseudoeurycea orchimelas
- Pseudoeurycea papenfussi
- Pseudoeurycea rex
- Pseudoeurycea robertsi
- Pseudoeurycea ruficauda
- Pseudoeurycea saltator
- Pseudoeurycea smithi
- Pseudoeurycea tenchalli
- Pseudoeurycea teotepec
- Pseudoeurycea tlahcuiloh
- Pseudoeurycea tlilicxitl
- Pseudoeurycea unguidentis
- Pseudoeurycea werleri
- Pseudohynobius flavomaculatus
- Pseudohynobius guizhouensis
- Pseudohynobius jinfo
- Pseudohynobius kuankuoshuiensis
- Pseudohynobius puxiongensis
- Pseudohynobius shuichengensis
- Pseudopaludicola ameghini
- Pseudopaludicola atragula
- Pseudopaludicola boliviana
- Pseudopaludicola canga
- Pseudopaludicola ceratophyes
- Pseudopaludicola coracoralinae
- Pseudopaludicola facureae
- Pseudopaludicola falcipes
- Pseudopaludicola florencei
- Pseudopaludicola giarettai
- Pseudopaludicola hyleaustralis
- Pseudopaludicola ibisoroca
- Pseudopaludicola jaredi
- Pseudopaludicola jazmynmcdonaldae
- Pseudopaludicola llanera
- Pseudopaludicola matuta
- Pseudopaludicola mineira
- Pseudopaludicola motorzinho
- Pseudopaludicola murundu
- Pseudopaludicola mystacalis
- Pseudopaludicola parnaiba
- Pseudopaludicola pocoto
- Pseudopaludicola pusilla
- Pseudopaludicola restinga
- Pseudopaludicola saltica
- Pseudopaludicola serrana
- Pseudopaludicola ternetzi
- Pseudophilautus abundus
- Pseudophilautus adspersus
- Pseudophilautus alto
- Pseudophilautus amboli
- Pseudophilautus asankai
- Pseudophilautus auratus
- Pseudophilautus bambaradeniyai
- Pseudophilautus caeruleus
- Pseudophilautus cavirostris
- Pseudophilautus conniffae
- Pseudophilautus cuspis
- Pseudophilautus dayawansai
- Pseudophilautus decoris
- Pseudophilautus dilmah
- Pseudophilautus dimbullae
- Pseudophilautus eximius
- Pseudophilautus extirpo
- Pseudophilautus femoralis
- Pseudophilautus fergusonianus
- Pseudophilautus folicola
- Pseudophilautus frankenbergi
- Pseudophilautus fulvus
- Pseudophilautus hallidayi
- Pseudophilautus halyi
- Pseudophilautus hankeni
- Pseudophilautus hoffmanni
- Pseudophilautus hoipolloi
- Pseudophilautus hypomelas
- Pseudophilautus jagathgunawardanai
- Pseudophilautus kani
- Pseudophilautus karunarathnai
- Pseudophilautus leucorhinus
- Pseudophilautus limbus
- Pseudophilautus lunatus
- Pseudophilautus macropus
- Pseudophilautus maia
- Pseudophilautus malcolmsmithi
- Pseudophilautus manipurensis
- Pseudophilautus microtympanum
- Pseudophilautus mittermeieri
- Pseudophilautus mooreorum
- Pseudophilautus nanus
- Pseudophilautus nasutus
- Pseudophilautus nemus
- Pseudophilautus newtonjayawardanei
- Pseudophilautus ocularis
- Pseudophilautus oxyrhynchus
- Pseudophilautus papillosus
- Pseudophilautus pardus
- Pseudophilautus pleurotaenia
- Pseudophilautus poppiae
- Pseudophilautus popularis
- Pseudophilautus procax
- Pseudophilautus puranappu
- Pseudophilautus regius
- Pseudophilautus reticulatus
- Pseudophilautus rugatus
- Pseudophilautus rus
- Pseudophilautus sahai
- Pseudophilautus samarakoon
- Pseudophilautus sarasinorum
- Pseudophilautus schmarda
- Pseudophilautus schneideri
- Pseudophilautus semiruber
- Pseudophilautus silus
- Pseudophilautus silvaticus
- Pseudophilautus simba
- Pseudophilautus singu
- Pseudophilautus sirilwijesundarai
- Pseudophilautus sordidus
- Pseudophilautus steineri
- Pseudophilautus stellatus
- Pseudophilautus stictomerus
- Pseudophilautus stuarti
- Pseudophilautus tanu
- Pseudophilautus temporalis
- Pseudophilautus variabilis
- Pseudophilautus viridis
- Pseudophilautus wynaadensis
- Pseudophilautus zal
- Pseudophilautus zimmeri
- Pseudophilautus zorro
- Pseudophryne australis
- Pseudophryne bibronii
- Pseudophryne coriacea
- Pseudophryne corroboree
- Pseudophryne covacevichae
- Pseudophryne dendyi
- Pseudophryne douglasi
- Pseudophryne guentheri
- Pseudophryne major
- Pseudophryne occidentalis
- Pseudophryne pengilleyi
- Pseudophryne raveni
- Pseudophryne robinsoni
- Pseudophryne semimarmorata
- Pseudotriton montanus
- Pseudotriton ruber
- Psychrophrynella bagrecito
- Psychrophrynella chirihampatu
- Psychrophrynella glauca
- Psychrophrynella usurpator
- Psychrophrynella vilcabambensis
- Pterorana khare
- Ptychadena aequiplicata
- Ptychadena amharensis
- Ptychadena anchietae
- Ptychadena ansorgii
- Ptychadena arnei
- Ptychadena baroensis
- Ptychadena beka
- Ptychadena bibroni
- Ptychadena boettgeri
- Ptychadena broadleyi
- Ptychadena bunoderma
- Ptychadena christyi
- Ptychadena chrysogaster
- Ptychadena cooperi
- Ptychadena delphina
- Ptychadena doro
- Ptychadena erlangeri
- Ptychadena filwoha
- Ptychadena gansi
- Ptychadena goweri
- Ptychadena grandisonae
- Ptychadena guibei
- Ptychadena harenna
- Ptychadena ingeri
- Ptychadena keilingi
- Ptychadena levenorum
- Ptychadena longirostris
- Ptychadena mahnerti
- Ptychadena mapacha
- Ptychadena mascareniensis
- Ptychadena mossambica
- Ptychadena mutinondoensis
- Ptychadena nana
- Ptychadena neumanni
- Ptychadena newtoni
- Ptychadena nilotica
- Ptychadena nuerensis
- Ptychadena obscura
- Ptychadena oxyrhynchus
- Ptychadena perplicata
- Ptychadena perreti
- Ptychadena porosissima
- Ptychadena pujoli
- Ptychadena pumilio
- Ptychadena retropunctata
- Ptychadena robeensis
- Ptychadena schillukorum
- Ptychadena stenocephala
- Ptychadena straeleni
- Ptychadena submascareniensis
- Ptychadena subpunctata
- Ptychadena superciliaris
- Ptychadena taenioscelis
- Ptychadena tellinii
- Ptychadena tournieri
- Ptychadena trinodis
- Ptychadena upembae
- Ptychadena uzungwensis
- Ptychadena wadei
- Ptychohyla acrochorda
- Ptychohyla dendrophasma
- Ptychohyla erythromma
- Ptychohyla euthysanota
- Ptychohyla hypomykter
- Ptychohyla legleri
- Ptychohyla leonhardschultzei
- Ptychohyla macrotympanum
- Ptychohyla salvadorensis
- Ptychohyla sanctaecrucis
- Ptychohyla zophodes
- Ptychohyla zoque
- Pulchrana banjarana
- Pulchrana baramica
- Pulchrana centropeninsularis
- Pulchrana debussyi
- Pulchrana fantastica
- Pulchrana glandulosa
- Pulchrana grandocula
- Pulchrana guttmani
- Pulchrana laterimaculata
- Pulchrana mangyanum
- Pulchrana melanomenta
- Pulchrana moellendorffi
- Pulchrana picturata
- Pulchrana rawa
- Pulchrana siberu
- Pulchrana signata
- Pulchrana similis
- Pulchrana sundabarat
- Pyxicephalus adspersus
- Pyxicephalus angusticeps
- Pyxicephalus edulis
- Pyxicephalus obbianus

## Q
- Qosqophryne flammiventris
- Qosqophryne gymnotis
- Qosqophryne mancoinca
- Quasipaa acanthophora
- Quasipaa boulengeri
- Quasipaa courtoisi
- Quasipaa delacouri
- Quasipaa exilispinosa
- Quasipaa fasciculispina
- Quasipaa jiulongensis
- Quasipaa robertingeri
- Quasipaa shini
- Quasipaa spinosa
- Quasipaa verrucospinosa
- Quasipaa yei

## R
- Rana amurensis
- Rana areolata
- Rana arvalis
- Rana asiatica
- Rana aurora
- Rana berlandieri
- Rana blairi
- Rana boylii
- Rana brownorum
- Rana bwana
- Rana capito
- Rana cascadae
- Rana catesbeiana
- Rana chaochiaoensis
- Rana chensinensis
- Rana chevronta
- Rana chichicuahutla
- Rana chiricahuensis
- Rana clamitans
- Rana coreana
- Rana culaiensis
- Rana dabieshanensis
- Rana dalmatina
- Rana draytonii
- Rana dunni
- Rana dybowskii
- Rana fisheri
- Rana forreri
- Rana graeca
- Rana grylio
- Rana hanluica
- Rana heckscheri
- Rana huanrensis
- Rana iberica
- Rana italica
- Rana japonica
- Rana jiemuxiensis
- Rana jiulingensis
- Rana johni
- Rana johnsi
- Rana juliani
- Rana kauffeldi
- Rana kobai
- Rana kukunoris
- Rana latastei
- Rana lemosespinali
- Rana lenca
- Rana longicrus
- Rana luanchuanensis
- Rana luteiventris
- Rana macrocnemis
- Rana macroglossa
- Rana maculata
- Rana magnaocularis
- Rana maoershanensis
- Rana megapoda
- Rana miadis
- Rana montezumae
- Rana muscosa
- Rana neba
- Rana neovolcanica
- Rana okaloosae
- Rana omeimontis
- Rana omiltemana
- Rana onca
- Rana ornativentris
- Rana palmipes
- Rana palustris
- Rana parvipalmata
- Rana pipiens
- Rana pirica
- Rana pretiosa
- Rana pseudodalmatina
- Rana psilonota
- Rana pueblae
- Rana pustulosa
- Rana pyrenaica
- Rana sakuraii
- Rana sangzhiensis
- Rana sauteri
- Rana septentrionalis
- Rana sevosa
- Rana shuchinae
- Rana sierrae
- Rana sierramadrensis
- Rana spectabilis
- Rana sphenocephala
- Rana sylvatica
- Rana tagoi
- Rana tarahumarae
- Rana tavasensis
- Rana taylori
- Rana temporaria
- Rana tlaloci
- Rana tsushimensis
- Rana uenoi
- Rana ulma
- Rana vaillanti
- Rana vibicaria
- Rana virgatipes
- Rana warszewitschii
- Rana weiningensis
- Rana wuyiensis
- Rana yavapaiensis
- Rana zhengi
- Rana zhenhaiensis
- Rana zweifeli
- Ranitomeya amazonica
- Ranitomeya benedicta
- Ranitomeya cyanovittata
- Ranitomeya defleri
- Ranitomeya fantastica
- Ranitomeya flavovittata
- Ranitomeya imitator
- Ranitomeya reticulata
- Ranitomeya sirensis
- Ranitomeya summersi
- Ranitomeya toraro
- Ranitomeya uakarii
- Ranitomeya vanzolinii
- Ranitomeya variabilis
- Ranitomeya ventrimaculata
- Ranitomeya yavaricola
- Ranodon sibiricus
- Raorchestes agasthyaensis
- Raorchestes akroparallagi
- Raorchestes andersoni
- Raorchestes anili
- Raorchestes annandalii
- Raorchestes archeos
- Raorchestes aureus
- Raorchestes beddomii
- Raorchestes blandus
- Raorchestes bobingeri
- Raorchestes bombayensis
- Raorchestes cangyuanensis
- Raorchestes chalazodes
- Raorchestes charius
- Raorchestes chlorosomma
- Raorchestes chotta
- Raorchestes chromasynchysi
- Raorchestes coonoorensis
- Raorchestes crustai
- Raorchestes drutaahu
- Raorchestes dubois
- Raorchestes dulongensis
- Raorchestes echinatus
- Raorchestes flaviocularis
- Raorchestes flaviventris
- Raorchestes ghatei
- Raorchestes glandulosus
- Raorchestes graminirupes
- Raorchestes griet
- Raorchestes gryllus
- Raorchestes hassanensis
- Raorchestes hillisi
- Raorchestes honnametti
- Raorchestes huanglianshan
- Raorchestes indigo
- Raorchestes jayarami
- Raorchestes johnceei
- Raorchestes kadalarensis
- Raorchestes kaikatti
- Raorchestes kakachi
- Raorchestes kakkayamensis
- Raorchestes keirasabinae
- Raorchestes kollimalai
- Raorchestes lechiya
- Raorchestes leucolatus
- Raorchestes longchuanensis
- Raorchestes luteolus
- Raorchestes manohari
- Raorchestes marki
- Raorchestes menglaensis
- Raorchestes munnarensis
- Raorchestes nerostagona
- Raorchestes ochlandrae
- Raorchestes parvulus
- Raorchestes ponmudi
- Raorchestes primarrumpfi
- Raorchestes ravii
- Raorchestes resplendens
- Raorchestes rezakhani
- Raorchestes sanjappai
- Raorchestes shillongensis
- Raorchestes signatus
- Raorchestes silentvalley
- Raorchestes sushili
- Raorchestes theuerkaufi
- Raorchestes thodai
- Raorchestes tinniens
- Raorchestes travancoricus
- Raorchestes tuberohumerus
- Raorchestes uthamani
- Raorchestes vellikkannan
- Rentapia everetti
- Rentapia flavomaculata
- Rentapia hosii
- Rhacophorus annamensis
- Rhacophorus baluensis
- Rhacophorus barisani
- Rhacophorus bengkuluensis
- Rhacophorus bifasciatus
- Rhacophorus bipunctatus
- Rhacophorus borneensis
- Rhacophorus calcadensis
- Rhacophorus calcaneus
- Rhacophorus catamitus
- Rhacophorus edentulus
- Rhacophorus exechopygus
- Rhacophorus georgii
- Rhacophorus helenae
- Rhacophorus hoabinhensis
- Rhacophorus hoanglienensis
- Rhacophorus indonesiensis
- Rhacophorus kio
- Rhacophorus laoshan
- Rhacophorus larissae
- Rhacophorus lateralis
- Rhacophorus malabaricus
- Rhacophorus margaritifer
- Rhacophorus marmoridorsum
- Rhacophorus modestus
- Rhacophorus monticola
- Rhacophorus nigropalmatus
- Rhacophorus norhayatii
- Rhacophorus orlovi
- Rhacophorus pardalis
- Rhacophorus poecilonotus
- Rhacophorus pseudomalabaricus
- Rhacophorus reinwardtii
- Rhacophorus rhodopus
- Rhacophorus robertingeri
- Rhacophorus spelaeus
- Rhacophorus subansiriensis
- Rhacophorus translineatus
- Rhacophorus tuberculatus
- Rhacophorus turpes
- Rhacophorus vampyrus
- Rhacophorus vanbanicus
- Rhacophorus verrucopus
- Rhacophorus viridimaculatus
- Rhaebo andinophrynoides
- Rhaebo atelopoides
- Rhaebo blombergi
- Rhaebo caeruleostictus
- Rhaebo ceratophrys
- Rhaebo colomai
- Rhaebo ecuadorensis
- Rhaebo glaberrimus
- Rhaebo guttatus
- Rhaebo haematiticus
- Rhaebo hypomelas
- Rhaebo lynchi
- Rhaebo nasicus
- Rhaebo olallai
- Rheobates palmatus
- Rheobates pseudopalmatus
- Rheobatrachus silus
- Rheobatrachus vitellinus
- Rhinatrema bivittatum
- Rhinatrema gilbertogili
- Rhinatrema nigrum
- Rhinatrema ron
- Rhinatrema shiv
- Rhinatrema uaiuai
- Rhinella achalensis
- Rhinella achavali
- Rhinella acrolopha
- Rhinella acutirostris
- Rhinella alata
- Rhinella amabilis
- Rhinella arborescandens
- Rhinella arenarum
- Rhinella arunco
- Rhinella atacamensis
- Rhinella azarai
- Rhinella beebei
- Rhinella bergi
- Rhinella bernardoi
- Rhinella casconi
- Rhinella castaneotica
- Rhinella centralis
- Rhinella cerradensis
- Rhinella chavin
- Rhinella chrysophora
- Rhinella chullachaki
- Rhinella cristinae
- Rhinella crucifer
- Rhinella dapsilis
- Rhinella diptycha
- Rhinella dorbignyi
- Rhinella exostosica
- Rhinella festae
- Rhinella fissipes
- Rhinella gallardoi
- Rhinella gnustae
- Rhinella granulosa
- Rhinella henseli
- Rhinella hoogmoedi
- Rhinella horribilis
- Rhinella humboldti
- Rhinella icterica
- Rhinella inca
- Rhinella inopina
- Rhinella iserni
- Rhinella justinianoi
- Rhinella leptoscelis
- Rhinella lescurei
- Rhinella lilyrodriguezae
- Rhinella limensis
- Rhinella lindae
- Rhinella macrorhina
- Rhinella magnussoni
- Rhinella major
- Rhinella manu
- Rhinella margaritifera
- Rhinella marina
- Rhinella merianae
- Rhinella mirandaribeiroi
- Rhinella multiverrucosa
- Rhinella nattereri
- Rhinella nesiotes
- Rhinella nicefori
- Rhinella ocellata
- Rhinella ornata
- Rhinella paraguas
- Rhinella parecis
- Rhinella poeppigii
- Rhinella pombali
- Rhinella proboscidea
- Rhinella pygmaea
- Rhinella quechua
- Rhinella roqueana
- Rhinella rostrata
- Rhinella rubescens
- Rhinella rubropunctata
- Rhinella ruizi
- Rhinella rumbolli
- Rhinella schneideri
- Rhinella scitula
- Rhinella sclerocephala
- Rhinella sebbeni
- Rhinella spinulosa
- Rhinella stanlaii
- Rhinella sternosignata
- Rhinella tacana
- Rhinella tenrec
- Rhinella truebae
- Rhinella vellardi
- Rhinella veraguensis
- Rhinella veredas
- Rhinella yanachaga
- Rhinoderma darwinii
- Rhinoderma rufum
- Rhinophrynus dorsalis
- Rhombophryne botabota
- Rhombophryne coronata
- Rhombophryne coudreaui
- Rhombophryne diadema
- Rhombophryne ellae
- Rhombophryne guentherpetersi
- Rhombophryne laevipes
- Rhombophryne longicrus
- Rhombophryne mangabensis
- Rhombophryne matavy
- Rhombophryne minuta
- Rhombophryne nilevina
- Rhombophryne ornata
- Rhombophryne proportionalis
- Rhombophryne regalis
- Rhombophryne savaka
- Rhombophryne serratopalpebrosa
- Rhombophryne tany
- Rhombophryne testudo
- Rhombophryne vaventy
- Rhyacotriton cascadae
- Rhyacotriton kezeri
- Rhyacotriton olympicus
- Rhyacotriton variegatus
- Rulyrana adiazeta
- Rulyrana flavopunctata
- Rulyrana mcdiarmidi
- Rulyrana saxiscandens
- Rulyrana spiculata
- Rulyrana susatamai
- Rupirana cardosoi

## S
- Sabahphrynus maculatus
- Sachatamia albomaculata
- Sachatamia electrops
- Sachatamia ilex
- Sachatamia orejuela
- Sachatamia punctulata
- Salamandra algira
- Salamandra atra
- Salamandra corsica
- Salamandra infraimmaculata
- Salamandra lanzai
- Salamandra salamandra
- Salamandrella keyserlingii
- Salamandrella tridactyla
- Salamandrina perspicillata
- Salamandrina terdigitata
- Sallywalkerana diplosticta
- Sallywalkerana leptodactyla
- Sallywalkerana muduga
- Sallywalkerana phrynoderma
- Sanguirana acai
- Sanguirana aurantipunctata
- Sanguirana everetti
- Sanguirana igorota
- Sanguirana luzonensis
- Sanguirana mearnsi
- Sanguirana sanguinea
- Sanguirana tipanan
- Sanguirana varians
- Sarcohyla ameibothalame
- Sarcohyla arborescandens
- Sarcohyla bistincta
- Sarcohyla calvicollina
- Sarcohyla celata
- Sarcohyla cembra
- Sarcohyla charadricola
- Sarcohyla chryses
- Sarcohyla crassa
- Sarcohyla cyanomma
- Sarcohyla cyclada
- Sarcohyla floresi
- Sarcohyla hapsa
- Sarcohyla hazelae
- Sarcohyla labeculata
- Sarcohyla labedactyla
- Sarcohyla miahuatlanensis
- Sarcohyla mykter
- Sarcohyla pachyderma
- Sarcohyla pentheter
- Sarcohyla psarosema
- Sarcohyla robertsorum
- Sarcohyla sabrina
- Sarcohyla siopela
- Sarcohyla thorectes
- Sarcohyla toyota
- Scaphiophryne boribory
- Scaphiophryne brevis
- Scaphiophryne calcarata
- Scaphiophryne gottlebei
- Scaphiophryne madagascariensis
- Scaphiophryne marmorata
- Scaphiophryne matsoko
- Scaphiophryne menabensis
- Scaphiophryne obscura
- Scaphiophryne spinosa
- Scaphiopus couchii
- Scaphiopus holbrookii
- Scaphiopus hurterii
- Scarthyla goinorum
- Scarthyla vigilans
- Schismaderma branchi
- Schismaderma carens
- Schistometopum ephele
- Schistometopum gregorii
- Schistometopum thomense
- Scinax acuminatus
- Scinax agilis
- Scinax albicans
- Scinax alcatraz
- Scinax altae
- Scinax alter
- Scinax angrensis
- Scinax arduous
- Scinax argyreornatus
- Scinax ariadne
- Scinax aromothyella
- Scinax atratus
- Scinax auratus
- Scinax baumgardneri
- Scinax belloni
- Scinax berthae
- Scinax blairi
- Scinax boesemani
- Scinax boulengeri
- Scinax brieni
- Scinax cabralensis
- Scinax caissara
- Scinax caldarum
- Scinax camposseabrai
- Scinax canastrensis
- Scinax caprarius
- Scinax cardosoi
- Scinax carnevallii
- Scinax castroviejoi
- Scinax catharinae
- Scinax centralis
- Scinax chiquitanus
- Scinax constrictus
- Scinax cosenzai
- Scinax cretatus
- Scinax crospedospilus
- Scinax cruentommus
- Scinax curicica
- Scinax cuspidatus
- Scinax danae
- Scinax dolloi
- Scinax duartei
- Scinax elaeochrous
- Scinax eurydice
- Scinax exiguus
- Scinax faivovichi
- Scinax feioi
- Scinax flavoguttatus
- Scinax fontanarrosai
- Scinax funereus
- Scinax fuscomarginatus
- Scinax fuscovarius
- Scinax garbei
- Scinax garibaldiae
- Scinax goya
- Scinax granulatus
- Scinax haddadorum
- Scinax hayii
- Scinax heyeri
- Scinax hiemalis
- Scinax humilis
- Scinax ictericus
- Scinax imbegue
- Scinax insperatus
- Scinax iquitorum
- Scinax jolyi
- Scinax juncae
- Scinax jureia
- Scinax karenanneae
- Scinax kautskyi
- Scinax kennedyi
- Scinax lindsayi
- Scinax littoralis
- Scinax littoreus
- Scinax longilineus
- Scinax luizotavioi
- Scinax machadoi
- Scinax madeirae
- Scinax manriquei
- Scinax maracaya
- Scinax melanodactylus
- Scinax melloi
- Scinax montivagus
- Scinax muriciensis
- Scinax nasicus
- Scinax nebulosus
- Scinax obtriangulatus
- Scinax onca
- Scinax oreites
- Scinax pachycrus
- Scinax pedromedinae
- Scinax peixotoi
- Scinax perereca
- Scinax perpusillus
- Scinax pinima
- Scinax pixinguinha
- Scinax pombali
- Scinax proboscideus
- Scinax quinquefasciatus
- Scinax ranki
- Scinax rizibilis
- Scinax rogerioi
- Scinax rossaferesae
- Scinax rostratus
- Scinax ruber
- Scinax ruberoculatus
- Scinax ruprestris
- Scinax sateremawe
- Scinax similis
- Scinax skaios
- Scinax squalirostris
- Scinax staufferi
- Scinax strigilatus
- Scinax strussmannae
- Scinax sugillatus
- Scinax tigrinus
- Scinax trapicheiroi
- Scinax tripui
- Scinax tropicalia
- Scinax tsachila
- Scinax tupinamba
- Scinax tymbamirim
- Scinax uruguayus
- Scinax v-signatus
- Scinax villasboasi
- Scinax wandae
- Scinax x-signatus
- Sclerophrys arabica
- Sclerophrys asmarae
- Sclerophrys blanfordii
- Sclerophrys brauni
- Sclerophrys buchneri
- Sclerophrys camerunensis
- Sclerophrys capensis
- Sclerophrys channingi
- Sclerophrys chudeaui
- Sclerophrys cristiglans
- Sclerophrys danielae
- Sclerophrys djohongensis
- Sclerophrys dodsoni
- Sclerophrys fuliginata
- Sclerophrys funerea
- Sclerophrys garmani
- Sclerophrys gracilipes
- Sclerophrys gutturalis
- Sclerophrys kassasii
- Sclerophrys kerinyagae
- Sclerophrys kisoloensis
- Sclerophrys langanoensis
- Sclerophrys latifrons
- Sclerophrys lemairii
- Sclerophrys maculata
- Sclerophrys mauritanica
- Sclerophrys pantherina
- Sclerophrys pardalis
- Sclerophrys pentoni
- Sclerophrys perreti
- Sclerophrys poweri
- Sclerophrys pusilla
- Sclerophrys reesi
- Sclerophrys regularis
- Sclerophrys steindachneri
- Sclerophrys superciliaris
- Sclerophrys taiensis
- Sclerophrys tihamica
- Sclerophrys togoensis
- Sclerophrys tuberosa
- Sclerophrys turkanae
- Sclerophrys urunguensis
- Sclerophrys villiersi
- Sclerophrys vittata
- Sclerophrys xeros
- Scolecomorphus kirkii
- Scolecomorphus uluguruensis
- Scolecomorphus vittatus
- Scotobleps gabonicus
- Scutiger adungensis
- Scutiger bhutanensis
- Scutiger boulengeri
- Scutiger brevipes
- Scutiger chintingensis
- Scutiger ghunsa
- Scutiger glandulatus
- Scutiger gongshanensis
- Scutiger jiulongensis
- Scutiger liupanensis
- Scutiger maculatus
- Scutiger mammatus
- Scutiger muliensis
- Scutiger nepalensis
- Scutiger ningshanensis
- Scutiger nyingchiensis
- Scutiger occidentalis
- Scutiger pingwuensis
- Scutiger sikimmensis
- Scutiger spinosus
- Scutiger tengchongensis
- Scutiger tuberculatus
- Scutiger wanglangensis
- Scutiger wuguanfui
- Scythrophrys sawayae
- Sechellophryne gardineri
- Sechellophryne pipilodryas
- Semnodactylus wealii
- Siamophryne troglodytes
- Sigalegalephrynus burnitelongensis
- Sigalegalephrynus gayoluesensis
- Sigalegalephrynus harveyi
- Sigalegalephrynus mandailinguensis
- Sigalegalephrynus minangkabauensis
- Silverstoneia dalyi
- Silverstoneia erasmios
- Silverstoneia flotator
- Silverstoneia gutturalis
- Silverstoneia minima
- Silverstoneia minutissima
- Silverstoneia nubicola
- Silverstoneia punctiventris
- Siphonops annulatus
- Siphonops hardyi
- Siphonops insulanus
- Siphonops leucoderus
- Siphonops paulensis
- Siren intermedia
- Siren lacertina
- Siren reticulata
- Smilisca baudinii
- Smilisca cyanosticta
- Smilisca dentata
- Smilisca fodiens
- Smilisca manisorum
- Smilisca phaeota
- Smilisca puma
- Smilisca sila
- Smilisca sordida
- Sooglossus sechellensis
- Sooglossus thomasseti
- Spea bombifrons
- Spea hammondii
- Spea intermontana
- Spea multiplicata
- Spelaeophryne methneri
- Sphaenorhynchus botocudo
- Sphaenorhynchus bromelicola
- Sphaenorhynchus cammaeus
- Sphaenorhynchus canga
- Sphaenorhynchus caramaschii
- Sphaenorhynchus carneus
- Sphaenorhynchus dorisae
- Sphaenorhynchus lacteus
- Sphaenorhynchus mirim
- Sphaenorhynchus palustris
- Sphaenorhynchus pauloalvini
- Sphaenorhynchus planicola
- Sphaenorhynchus platycephalus
- Sphaenorhynchus prasinus
- Sphaenorhynchus surdus
- Sphaerotheca bengaluru
- Sphaerotheca breviceps
- Sphaerotheca dobsonii
- Sphaerotheca leucorhynchus
- Sphaerotheca magadha
- Sphaerotheca maskeyi
- Sphaerotheca pashchima
- Sphaerotheca pluvialis
- Sphaerotheca rolandae
- Sphaerotheca strachani
- Sphaerotheca swani
- Sphenophryne allisoni
- Sphenophryne alpestris
- Sphenophryne brevicrus
- Sphenophryne coggeri
- Sphenophryne cornuta
- Sphenophryne crassa
- Sphenophryne dentata
- Sphenophryne magnitympanum
- Sphenophryne miniafia
- Sphenophryne rhododactyla
- Sphenophryne rubra
- Sphenophryne schlaginhaufeni
- Sphenophryne similis
- Sphenophryne stenodactyla
- Sphenophryne thomsoni
- Spicospina flammocaerulea
- Spinomantis aglavei
- Spinomantis beckei
- Spinomantis bertini
- Spinomantis brunae
- Spinomantis elegans
- Spinomantis fimbriatus
- Spinomantis guibei
- Spinomantis massi
- Spinomantis microtis
- Spinomantis mirus
- Spinomantis nussbaumi
- Spinomantis peraccae
- Spinomantis phantasticus
- Spinomantis tavaratra
- Staurois guttatus
- Staurois latopalmatus
- Staurois natator
- Staurois nubilus
- Staurois parvus
- Staurois tuberilinguis
- Stefania ackawaio
- Stefania ayangannae
- Stefania breweri
- Stefania coxi
- Stefania evansi
- Stefania ginesi
- Stefania goini
- Stefania marahuaquensis
- Stefania neblinae
- Stefania oculosa
- Stefania percristata
- Stefania riae
- Stefania riveroi
- Stefania roraimae
- Stefania satelles
- Stefania scalae
- Stefania schuberti
- Stefania tamacuarina
- Stefania woodleyi
- Stereochilus marginatus
- Stereocyclops histrio
- Stereocyclops incrassatus
- Stereocyclops palmipes
- Stereocyclops parkeri
- Strabomantis anatipes
- Strabomantis anomalus
- Strabomantis biporcatus
- Strabomantis bufoniformis
- Strabomantis cadenai
- Strabomantis cerastes
- Strabomantis cheiroplethus
- Strabomantis cornutus
- Strabomantis helonotus
- Strabomantis ingeri
- Strabomantis laticorpus
- Strabomantis necerus
- Strabomantis necopinus
- Strabomantis ruizi
- Strabomantis sulcatus
- Strabomantis zygodactylus
- Strauchbufo raddei
- Strongylopus bonaespei
- Strongylopus fasciatus
- Strongylopus fuelleborni
- Strongylopus grayii
- Strongylopus kilimanjaro
- Strongylopus kitumbeine
- Strongylopus merumontanus
- Strongylopus rhodesianus
- Strongylopus springbokensis
- Strongylopus wageri
- Stumpffia achillei
- Stumpffia analamaina
- Stumpffia analanjirofo
- Stumpffia angeluci
- Stumpffia be
- Stumpffia betampona
- Stumpffia contumelia
- Stumpffia davidattenboroughi
- Stumpffia diutissima
- Stumpffia dolchi
- Stumpffia edmondsi
- Stumpffia froschaueri
- Stumpffia fusca
- Stumpffia garraffoi
- Stumpffia gimmeli
- Stumpffia grandis
- Stumpffia hara
- Stumpffia huwei
- Stumpffia iharana
- Stumpffia jeannoeli
- Stumpffia kibomena
- Stumpffia larinki
- Stumpffia madagascariensis
- Stumpffia makira
- Stumpffia maledicta
- Stumpffia mamitika
- Stumpffia megsoni
- Stumpffia meikeae
- Stumpffia miery
- Stumpffia miovaova
- Stumpffia nigrorubra
- Stumpffia obscoena
- Stumpffia pardus
- Stumpffia psologlossa
- Stumpffia pygmaea
- Stumpffia roseifemoralis
- Stumpffia sorata
- Stumpffia spandei
- Stumpffia staffordi
- Stumpffia tetradactyla
- Stumpffia tridactyla
- Stumpffia yanniki
- Sumaterana crassiovis
- Sumaterana dabulescens
- Sumaterana montana
- Sylvacaecilia grandisonae
- Sylvirana annamitica
- Sylvirana cubitalis
- Sylvirana faber
- Sylvirana guentheri
- Sylvirana lacrima
- Sylvirana malayana
- Sylvirana maosonensis
- Sylvirana montosa
- Sylvirana mortenseni
- Sylvirana nigrovittata
- Sylvirana roberti
- Sylvirana spinulosa
- Synapturanus ajuricaba
- Synapturanus mesomorphus
- Synapturanus mirandaribeiroi
- Synapturanus rabus
- Synapturanus salseri
- Synapturanus zombie

## T
- Tachiramantis douglasi
- Tachiramantis lassoalcalai
- Tachiramantis lentiginosus
- Tachiramantis prolixodiscus
- Tachycnemis seychellensis
- Taricha granulosa
- Taricha rivularis
- Taricha sierrae
- Taricha torosa
- Taruga eques
- Taruga fastigo
- Taruga longinasus
- Taudactylus acutirostris
- Taudactylus diurnus
- Taudactylus eungellensis
- Taudactylus liemi
- Taudactylus pleione
- Taudactylus rheophilus
- Telmatobius arequipensis
- Telmatobius atacamensis
- Telmatobius atahualpai
- Telmatobius bolivianus
- Telmatobius brachydactylus
- Telmatobius brevipes
- Telmatobius brevirostris
- Telmatobius carrillae
- Telmatobius ceiorum
- Telmatobius chusmisensis
- Telmatobius cirrhacelis
- Telmatobius colanensis
- Telmatobius contrerasi
- Telmatobius culeus
- Telmatobius dankoi
- Telmatobius degener
- Telmatobius edaphonastes
- Telmatobius espadai
- Telmatobius fronteriensis
- Telmatobius gigas
- Telmatobius halli
- Telmatobius hauthali
- Telmatobius hintoni
- Telmatobius hockingi
- Telmatobius huayra
- Telmatobius hypselocephalus
- Telmatobius ignavus
- Telmatobius intermedius
- Telmatobius jelskii
- Telmatobius laevis
- Telmatobius laticeps
- Telmatobius latirostris
- Telmatobius macrostomus
- Telmatobius mantaro
- Telmatobius marmoratus
- Telmatobius mayoloi
- Telmatobius mendelsoni
- Telmatobius necopinus
- Telmatobius niger
- Telmatobius oxycephalus
- Telmatobius pefauri
- Telmatobius peruvianus
- Telmatobius philippii
- Telmatobius pinguiculus
- Telmatobius pisanoi
- Telmatobius platycephalus
- Telmatobius punctatus
- Telmatobius rimac
- Telmatobius rubigo
- Telmatobius sanborni
- Telmatobius schreiteri
- Telmatobius scrocchii
- Telmatobius sibiricus
- Telmatobius simonsi
- Telmatobius stephani
- Telmatobius thompsoni
- Telmatobius timens
- Telmatobius truebae
- Telmatobius vellardi
- Telmatobius ventriflavum
- Telmatobius verrucosus
- Telmatobius vilamensis
- Telmatobius yuracare
- Telmatobufo australis
- Telmatobufo bullocki
- Telmatobufo ignotus
- Telmatobufo venustus
- Tepuihyla aecii
- Tepuihyla edelcae
- Tepuihyla exophthalma
- Tepuihyla luteolabris
- Tepuihyla obscura
- Tepuihyla rodriguezi
- Tepuihyla shushupe
- Tepuihyla tuberculosa
- Tepuihyla warreni
- Teratohyla adenocheira
- Teratohyla amelie
- Teratohyla midas
- Teratohyla pulverata
- Teratohyla spinosa
- Theloderma albopunctatum
- Theloderma annae
- Theloderma asperum
- Theloderma auratum
- Theloderma baibungense
- Theloderma bicolor
- Theloderma corticale
- Theloderma gordoni
- Theloderma horridum
- Theloderma kwangsiense
- Theloderma lacustrinum
- Theloderma laeve
- Theloderma lateriticum
- Theloderma leporosum
- Theloderma licin
- Theloderma moloch
- Theloderma nagalandense
- Theloderma nebulosum
- Theloderma palliatum
- Theloderma petilum
- Theloderma phrynoderma
- Theloderma pyaukkya
- Theloderma rhododiscus
- Theloderma ryabovi
- Theloderma stellatum
- Theloderma truongsonense
- Theloderma vietnamense
- Thorius adelos
- Thorius arboreus
- Thorius aureus
- Thorius boreas
- Thorius dubitus
- Thorius grandis
- Thorius hankeni
- Thorius infernalis
- Thorius insperatus
- Thorius longicaudus
- Thorius lunaris
- Thorius macdougalli
- Thorius magnipes
- Thorius maxillabrochus
- Thorius minutissimus
- Thorius minydemus
- Thorius munificus
- Thorius narismagnus
- Thorius narisovalis
- Thorius omiltemi
- Thorius papaloae
- Thorius pennatulus
- Thorius pinicola
- Thorius pulmonaris
- Thorius schmidti
- Thorius smithi
- Thorius spilogaster
- Thorius tlaxiacus
- Thorius troglodytes
- Thoropa bryomantis
- Thoropa lutzi
- Thoropa megatympanum
- Thoropa miliaris
- Thoropa petropolitana
- Thoropa saxatilis
- Thoropa taophora
- Tlalocohyla godmani
- Tlalocohyla loquax
- Tlalocohyla picta
- Tlalocohyla smithii
- Tomopterna branchi
- Tomopterna cryptotis
- Tomopterna damarensis
- Tomopterna delalandii
- Tomopterna elegans
- Tomopterna gallmanni
- Tomopterna kachowskii
- Tomopterna krugerensis
- Tomopterna luganga
- Tomopterna marmorata
- Tomopterna milletihorsini
- Tomopterna monticola
- Tomopterna natalensis
- Tomopterna tandyi
- Tomopterna tuberculosa
- Tomopterna wambensis
- Trachycephalus atlas
- Trachycephalus coriaceus
- Trachycephalus cunauaru
- Trachycephalus dibernardoi
- Trachycephalus hadroceps
- Trachycephalus helioi
- Trachycephalus imitatrix
- Trachycephalus jordani
- Trachycephalus lepidus
- Trachycephalus macrotis
- Trachycephalus mambaiensis
- Trachycephalus mesophaeus
- Trachycephalus nigromaculatus
- Trachycephalus quadrangulum
- Trachycephalus resinifictrix
- Trachycephalus typhonius
- Trichobatrachus robustus
- Triprion petasatus
- Triprion spatulatus
- Triprion spinosus
- Triturus anatolicus
- Triturus carnifex
- Triturus cristatus
- Triturus dobrogicus
- Triturus ivanbureschi
- Triturus karelinii
- Triturus macedonicus
- Triturus marmoratus
- Triturus pygmaeus
- Truebella skoptes
- Truebella tothastes
- Tsingymantis antitra
- Tylototriton anguliceps
- Tylototriton anhuiensis
- Tylototriton asperrimus
- Tylototriton broadoridgus
- Tylototriton dabienicus
- Tylototriton hainanensis
- Tylototriton himalayanus
- Tylototriton kachinorum
- Tylototriton kweichowensis
- Tylototriton liuyangensis
- Tylototriton lizhengchangi
- Tylototriton ngarsuensis
- Tylototriton notialis
- Tylototriton panhai
- Tylototriton panwaensis
- Tylototriton pasmansi
- Tylototriton phukhaensis
- Tylototriton podichthys
- Tylototriton pseudoverrucosus
- Tylototriton pulcherrimus
- Tylototriton shanjing
- Tylototriton shanorum
- Tylototriton sparreboomi
- Tylototriton taliangensis
- Tylototriton thaiorum
- Tylototriton umphangensis
- Tylototriton uyenoi
- Tylototriton verrucosus
- Tylototriton vietnamensis
- Tylototriton wenxianensis
- Tylototriton yangi
- Tylototriton ziegleri
- Typhlonectes compressicauda
- Typhlonectes natans

## U
- Uperodon anamalaiensis
- Uperodon globulosus
- Uperodon minor
- Uperodon montanus
- Uperodon mormorata
- Uperodon nagaoi
- Uperodon obscurus
- Uperodon palmatus
- Uperodon rohani
- Uperodon systoma
- Uperodon taprobanicus
- Uperodon triangularis
- Uperodon variegatus
- Uperoleia altissima
- Uperoleia arenicola
- Uperoleia aspera
- Uperoleia borealis
- Uperoleia capitulata
- Uperoleia crassa
- Uperoleia daviesae
- Uperoleia fusca
- Uperoleia glandulosa
- Uperoleia gurrumuli
- Uperoleia inundata
- Uperoleia laevigata
- Uperoleia lithomoda
- Uperoleia littlejohni
- Uperoleia mahonyi
- Uperoleia marmorata
- Uperoleia martini
- Uperoleia micra
- Uperoleia micromeles
- Uperoleia mimula
- Uperoleia minima
- Uperoleia mjobergii
- Uperoleia orientalis
- Uperoleia rugosa
- Uperoleia russelli
- Uperoleia saxatilis
- Uperoleia stridera
- Uperoleia talpa
- Uperoleia trachyderma
- Uperoleia tyleri
- Uraeotyphlus gansi
- Uraeotyphlus interruptus
- Uraeotyphlus malabaricus
- Uraeotyphlus menoni
- Uraeotyphlus narayani
- Uraeotyphlus oommeni
- Uraeotyphlus oxyurus
- Urspelerpes brucei

## V
- Vandijkophrynus amatolicus
- Vandijkophrynus angusticeps
- Vandijkophrynus gariepensis
- Vandijkophrynus inyangae
- Vandijkophrynus robinsoni
- Vietnamophryne cuongi
- Vietnamophryne inexpectata
- Vietnamophryne occidentalis
- Vietnamophryne orlovi
- Vietnamophryne vuquangensis
- Vitreorana antisthenesi
- Vitreorana baliomma
- Vitreorana castroviejoi
- Vitreorana eurygnatha
- Vitreorana franciscana
- Vitreorana gorzulae
- Vitreorana helenae
- Vitreorana parvula
- Vitreorana ritae
- Vitreorana uranoscopa

## W
- Wakea madinika
- Werneria bambutensis
- Werneria iboundji
- Werneria mertensiana
- Werneria preussi
- Werneria submontana
- Werneria tandyi
- Wolterstorffina chirioi
- Wolterstorffina mirei
- Wolterstorffina parvipalmata

## X
- Xenohyla eugenioi
- Xenohyla truncata
- Xenophrys aceras
- Xenophrys ancrae
- Xenophrys auralensis
- Xenophrys damrei
- Xenophrys dringi
- Xenophrys feii
- Xenophrys flavipunctata
- Xenophrys glandulosa
- Xenophrys himalayana
- Xenophrys lekaguli
- Xenophrys longipes
- Xenophrys major
- Xenophrys mangshanensis
- Xenophrys medogensis
- Xenophrys megacephala
- Xenophrys monticola
- Xenophrys oreocrypta
- Xenophrys oropedion
- Xenophrys pachyproctus
- Xenophrys parva
- Xenophrys periosa
- Xenophrys robusta
- Xenophrys serchhipii
- Xenophrys takensis
- Xenophrys vegrandis
- Xenophrys zhangi
- Xenophrys zunhebotoensis
- Xenopus allofraseri
- Xenopus amieti
- Xenopus andrei
- Xenopus borealis
- Xenopus boumbaensis
- Xenopus calcaratus
- Xenopus clivii
- Xenopus epitropicalis
- Xenopus eysoole
- Xenopus fischbergi
- Xenopus fraseri
- Xenopus gilli
- Xenopus itombwensis
- Xenopus kobeli
- Xenopus laevis
- Xenopus largeni
- Xenopus lenduensis
- Xenopus longipes
- Xenopus mellotropicalis
- Xenopus muelleri
- Xenopus parafraseri
- Xenopus petersii
- Xenopus poweri
- Xenopus pygmaeus
- Xenopus ruwenzoriensis
- Xenopus tropicalis
- Xenopus vestitus
- Xenopus victorianus
- Xenopus wittei
- Xenorhina adisca
- Xenorhina anorbis
- Xenorhina arboricola
- Xenorhina arfakiana
- Xenorhina arndti
- Xenorhina bidens
- Xenorhina bouwensi
- Xenorhina brachyrhyncha
- Xenorhina eiponis
- Xenorhina fuscigula
- Xenorhina gigantea
- Xenorhina huon
- Xenorhina lacrimosa
- Xenorhina lanthanites
- Xenorhina macrodisca
- Xenorhina macrops
- Xenorhina mehelyi
- Xenorhina minima
- Xenorhina multisica
- Xenorhina obesa
- Xenorhina ocellata
- Xenorhina ophiodon
- Xenorhina oxycephala
- Xenorhina parkerorum
- Xenorhina perexigua
- Xenorhina pohleorum
- Xenorhina rostrata
- Xenorhina salawati
- Xenorhina scheepstrai
- Xenorhina schiefenhoeveli
- Xenorhina similis
- Xenorhina subcrocea
- Xenorhina thiekeorum
- Xenorhina tillacki
- Xenorhina tumulus
- Xenorhina varia
- Xenorhina ventrimaculata
- Xenorhina waigeo
- Xenorhina wiegankorum
- Xenorhina woxvoldi
- Xenorhina zweifeli

## Y
- Yunganastes ashkapara
- Yunganastes bisignatus
- Yunganastes fraudator
- Yunganastes mercedesae
- Yunganastes pluvicanorus

## Z
- Zachaenus carvalhoi
- Zachaenus parvulus
- Zhangixalus achantharrhena
- Zhangixalus arboreus
- Zhangixalus arvalis
- Zhangixalus aurantiventris
- Zhangixalus burmanus
- Zhangixalus chenfui
- Zhangixalus dennysi
- Zhangixalus dorsoviridis
- Zhangixalus duboisi
- Zhangixalus dugritei
- Zhangixalus dulitensis
- Zhangixalus feae
- Zhangixalus franki
- Zhangixalus hongchibaensis
- Zhangixalus hui
- Zhangixalus hungfuensis
- Zhangixalus jarujini
- Zhangixalus jodiae
- Zhangixalus leucofasciatus
- Zhangixalus lishuiensis
- Zhangixalus minimus
- Zhangixalus moltrechti
- Zhangixalus nigropunctatus
- Zhangixalus omeimontis
- Zhangixalus owstoni
- Zhangixalus pachyproctus
- Zhangixalus pinglongensis
- Zhangixalus prasinatus
- Zhangixalus prominanus
- Zhangixalus puerensis
- Zhangixalus schlegelii
- Zhangixalus smaragdinus
- Zhangixalus suffry
- Zhangixalus taipeianus
- Zhangixalus viridis
- Zhangixalus wui
- Zhangixalus yaoshanensis
- Zhangixalus yinggelingensis
- Zhangixalus zhoukaiyae